# Casba di Algeri
La casba di Algeri (in arabo قصبة الجزائر‎?, Qaṣabat al-Jazā'ir) è l'antica cittadella fortificata della città e coincide con l'area della vecchia medina; è riconosciuta patrimonio dell'umanità da parte dell'UNESCO dal 1992. Amministrativamente forma un proprio comune all'interno della provincia di Algeri.
Fondamentale esempio di architettura islamica e maghrebina, la sua storia risale all'antichità, dove fu prima un porto fenicio, poi berbero e infine romano. Fondata nel X secolo dai berberi Ziridi, fu poi arricchita dai contributi delle altre dinastie berbere che successivamente dominarono il Maghreb centrale. Raggiunse il suo apice durante il periodo della Reggenza di Algeri, della quale fu sede del potere politico.
Conquistata dai francesi nel 1830, la casba fu gradualmente emarginata man mano che il centro del potere veniva spostato nella città nuova. Occupò poi un ruolo centrale durante la guerra d'Algeria, servendo come roccaforte per gli indipendentisti del Fronte di Liberazione Nazionale. Quando il paese ottenne l'indipendenza nel 1962, il quartiere non riacquistò il suo precedente ruolo centrale, rimanendo un'area marginalizzata della città.

## Geografia

### Toponimia
La casba di Algeri prende il nome dalla cittadella che sovrasta la moderna città (in arabo القصبة‎?, al-qaṣabah).
Il termine "casba" era originariamente attribuito al punto più alto della medina dell'epoca ziride; per estensione, il termine si applica all'intera medina, delimitata dai bastioni del periodo ottomano del XVI secolo.

### Topografia

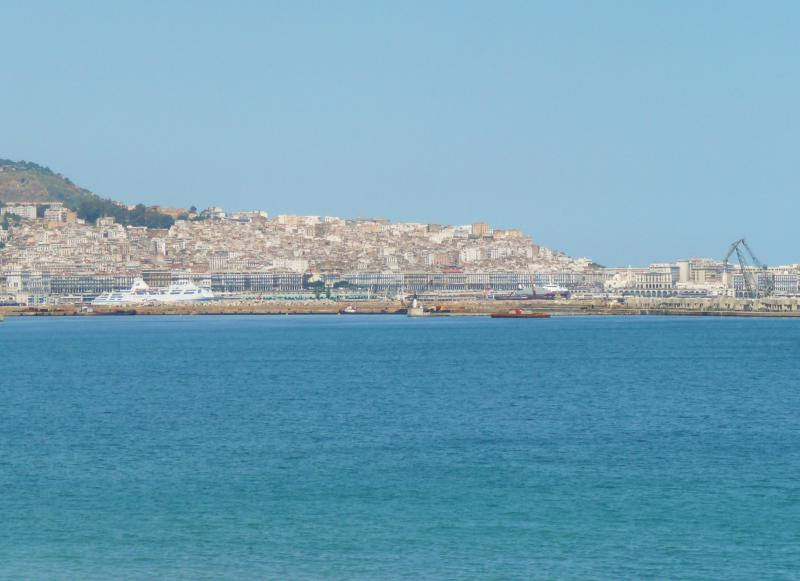
Vista della casba con il massiccio di Bouzeréah sullo sfondo

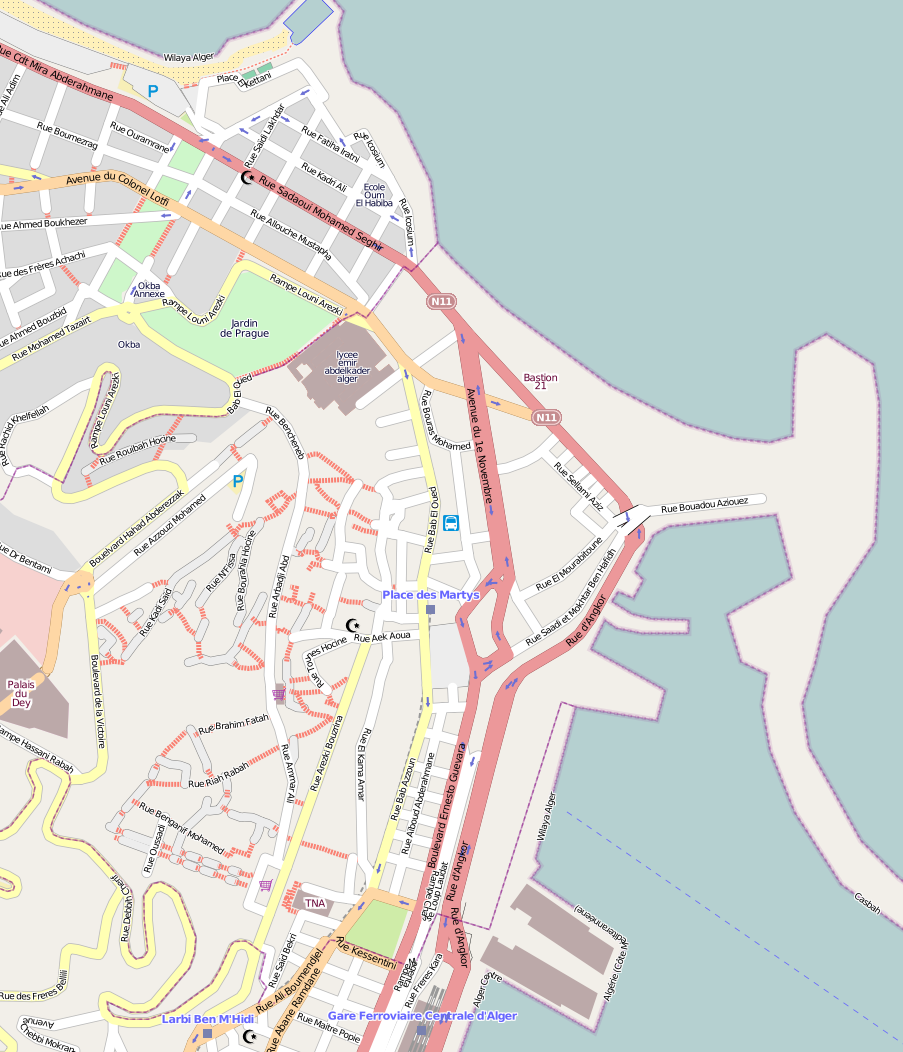
Mappa della casba

La cittadella si trova al centro della città di Algeri, della quale costituisce il centro storico. La città occupa storicamente un posto strategico perché la sua posizione geografica è centrale nel Maghreb. Si affaccia sul Mar Mediterraneo ed è situata su un terreno con un dislivello di 118 metri. La casba offre così a prima vista lo sfondo di un groviglio di case costruite su un pendio. La ristrettezza e la tortuosità delle sue strade ne fanno una zona esclusivamente pedonale, dove il rifornimento di carburante e la raccolta dei rifiuti viene ancora tradizionalmente effettuata con l'ausilio di asini.
Il quartiere forma un triangolo la cui base si unisce alla baia di Algeri, che gli conferisce, visto dal mare, un aspetto di "colossale piramide" o di "anfiteatro triangolare". Il candore delle sue case e la loro disposizione hanno alimentato la passione degli scrittori, che spesso hanno intravisto nella città la forma di una "sfinge". La cittadella, che domina il sito della medina, le conferisce un aspetto di "città ben custodita", da cui il suo soprannome El Djazaïr El Mahroussa. Questa reputazione persisteva in Europa, dove il ricordo del fallimento della spedizione di Carlo V nel 1541 rimase vivo fino all'invasione francese del 1830.
Il primo insediamento nel sito risale al periodo punico, la cui traccia più antica risale alla fine del VI secolo a.C. In quel periodo i cartaginesi installarono una base commerciale sulla costa meridionale del Mar Mediterraneo per controllare gli scambi commerciali di oro sub-sahariano, di argento dalla Penisola iberica e di stagno dalle Isole Cassiteridi. Il sito di Algeri, allora chiamato Ikosim, disponeva di isolotti che potevano riparare gli ancoraggi e offrire, al momento della necessità, una staffetta tra due insediamenti punici distanti 80 km l'uno dall'altro, le attuali città di Bordj El Bahri e Tipasa.
Il sito è protetto da un lato dalla riva di Bab el Oued e dall'altro dalla baia di Agha, esposta ai venti del nord e dell'est e che comprende quattro isolotti vicino alla riva che sono integrati nel porto. Sulla riva, un promontorio di 250 metri serviva poi da rifugio. Il massiccio di Bouzaréah forniva calcare, e i dintorni fornivano terra per i mattoni e risorse idriche. Questo ruolo portuale della città è confermato dal geografo cordovano Abu ʿUbayd al-Bakri che riporta, nell'XI secolo, che la città era protetta da un porto, dai suoi isolotti e dalla sua baia e che fungeva da punto di ancoraggio invernale. Il sito, oltre a essere rifugio per le navi mercantili, lo era anche per pirati e corsari.

### Retroterra
Il massiccio di Bouzeréah è parte del Sahel algerino, che si apre sulla piana di Mitidja e più a sud, sui monti dell'Atlante, del quale Algeri è lo sbocco. Questo entroterra ha contribuito ad arricchire la città nel corso della storia attraverso le sue produzioni agricole, l'allevamento e l'apicoltura. La città è caratterizzata, dal medioevo, dalla presenza di proprietari agricoli, dal suo carattere commerciale e dal suo status di importante porto sul Mediterraneo. Questa posizione strategica della città ha attirato l'interesse dei vari conquistatori che hanno dominato il Maghreb. La città si trova ai margini della Cabilia e ha rappresentato, dal XVI secolo, il principale luogo di riferimento per la popolazione della regione, attirandone le produzioni e la forza lavoro, detronizzando Béjaïa, altra importante città del Maghreb centrale.

### Idrologia
L’acqua che alimenta la medina proviene dal Sahel algerino e dalle falde freatiche di Hamma, di Hydra e di Ben Aknoun. L'acqua era trasportata da una rete di acquedotti risalenti al periodo ottomano, tuttora esistenti, ora sostituiti da una più moderna rete di distribuzione installata agli inizi del XX secolo.
L'acqua degli acquedotti proveniva principalmente dal Sahel algerino, da Telemly, Hamma, Hydra e Bitraria.
L'acqua delle falde era trasportata da un sistema di norie per poi essere accumulata in bacini che alimentavano il flusso degli acquedotti. Una rete di gallerie filtranti permetteva anche di raccogliere le piccole reti acquifere. Dopo essere passata attraverso gli acquedotti, l'acqua sfociava nei serbatoi alle porte della città, per giungere poi alle tubature che conducevano alle numerose fontane.
Gli acquedotti furono costruiti tra il 1518 e il 1620 e attraversano il Fahs, ossia i dintorni più immediati di Algeri, appena all'esterno delle mura, per alimentare la medina. Gli acquedotti non si basavano semplicemente su un flusso gravitazionale, ma utilizzavano la tecnica del souterazi, che permetteva il controllo del flusso d'acqua. La tecnica del souterazi veniva applicata anche a Costantinopoli e in alcune città della Spagna e nel resto del Maghreb.
Le sorgenti si trovano in un'area di affioramenti calcarei, di gneiss e di vene di granulite che poggiano sullo scisto. L'approvvigionamento idrico, oltre che dalle sorgenti, dagli acquedotti e dalle fontane, veniva effettuato anche grazie a pozzi profondi dai 50 ai 70 metri, che penetrano tra strati di gneiss e scisto.

## Storia

La casba di Algeri e i diversi siti storici

La casba di Algeri è un'antica medina la cui origine è millenaria se si tiene conto del passato punico e romano. È considerato un bene culturale di importanza mondiale per il suo patrimonio storico.

### Preistoria
Il sito della casba non presenta tracce di popolamenti in epoca preistorica. Tuttavia, essendoci prove di insediamenti nelle immediate vicinanze, è probabile che tali tracce siano state di fatto mascherate dall'antica, densa e permanente urbanizzazione del sito e che in realtà il luogo fosse popolato già dal Neolitico.

### Periodo punico, numidico e romano

Schema dell'antico pozzo della casba bassa

Non si può stabilire con precisione la data dello stabilimento dell'antica Ikosim da parte dei cartaginesi, anche se probabilmente avvenne dopo la fine del VI secolo a.C. Sembra che vi fossero stati stabiliti due porti nella baia; Rusguniae (Bordj El Bahri) a est permetteva ai navigatori di ripararsi dai venti dell'ovest; Ikosim (Algeri) a ovest permetteva di ripararsi dai venti dell'est. A testimoniare l'epoca punica vi sono un'antica stele in rue du Vieux Palais e un sarcofago in pietra nel 1868, nel giardino Marengo, contenente gioielli e monete dell'epoca, nel quartiere Marine. Questi 158 pezzi punici in piombo e bronzo, datano tra il II e il I secolo a.C., e portano l'iscrizione IKOSIM, testimoniando l'antico nome della città.
Secondo Cantineau, l'etimologia punica del nome Ikosim deriva da due parole unite tra loro: i significa "le isole" e kosim significa "gufi" o alternativamente "spine". Ikosim significherebbe quindi "isola dei gufi" o "isola delle spine". Secondo Victor Bérard, sostenuto da Carcopino, il nome significherebbe invece "isola dei gabbiani".
Un pozzo è stato scoperto nel quartiere Marine; esso conteneva pezzi di ceramica di varie epoche. I ritrovamenti indicano rapporti commerciali nell'età antica con il resto del Mediterraneo occidentale tra il III e il I secolo a.C., e successivamente fino al V secolo.
La caduta di Cartagine nel 146 a.C., non portò a grandi cambiamenti per Ikosim che era parte del regno numida, per poi entrare nell'area di influenza del regno di Mauretania, che rimase indipendente fino all'anno 40, quando il regno diventò vassallo dell'Impero romano. Il nome Ikosim fu latinizzato in Icosium e numerosi coloni romani vi si stabilirino.
Nel 40, la Mauretania fu ridotta a provincia dall'imperatore Caligola. Icosium dipendeva da un procuratore-governatore installato a Caesarea.
Vespasiano garantì alla città i privilegi del diritto latino.
La città doveva già occupare un'area paragonabile a quella del periodo ottomano, ma le abitazioni si concentravano principalmente nella parte bassa vicino al mare; i pendii più ripidi erano occupati da giardini. Al di sopra della città bassa, dove la densità abitativa era più alta, le alture erano occupate da quartieri residenziali; nei dintorni c'erano poi numerose ville rurali. Diverse vestigia dell'epoca sono state scoperte attorno al sito, e mostrano il percorso di un'antica strada romana che portava all'attuale Belouizdad.
Le antiche necropoli, situate fuori città secondo le usanze romane, indicano un perimetro più preciso di Icosium. Le tombe ritrovate indicano che le sepolture si trovavano a nord e a nord-ovest della città.
È difficile trovare gli assi della città antica a causa dei molti cambiamenti nel tessuto urbano. Tuttavia la casba bassa fu in parte sostituita da una città moderna di epoca coloniale che seguiva le linee e gli assi di epoca antica.
Non si conosce molto della vita economica del porto e della città all'epoca.
La vita religiosa di Icosium era dapprima dominata dalla religione romana per poi divenire cristiana. La città conobbe diversi vescovi donatisti e cattolici. Molte delle antiche vestigia del periodo romano furono ritrovate negli anni 2000, nel corso dei lavori per la Place des Martyrs e per la Metropolitana di Algeri. Furono ritrovati in particolare i resti di un'antica basilica romana, ornata di mosaici, datati al III o IV secolo e una necropoli dell'Esarcato d'Africa
Si hanno poche notizie degli eventi successivi, tranne per il fatto che la città fu saccheggiata da Firmo nel 371 o nel 372. L'antica Icosium seguì le sorti della provincia di Mauretania e dell'Esarcato d'Africa.

### Il periodo ziride e il Maghreb centrale sotto le dinastie berbere

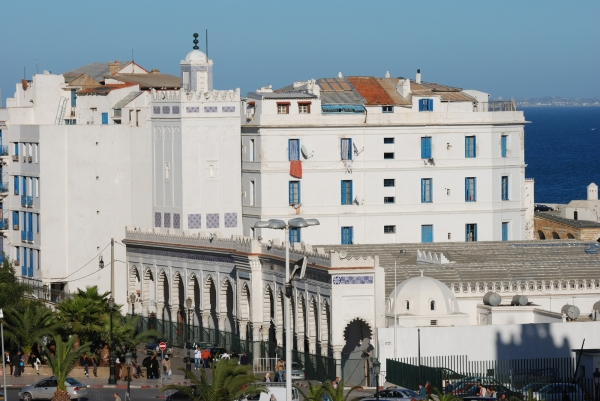
La Grande moschea, costruita all'epoca degli Almoravidi

La città venne fondata da Buluggin ibn Ziri nel 960 sulle rovine dell'antica città di Icosium, situata nel territorio della tribù berbera dei Beni Mezghenna. La fondazione avvenuta nel X secolo sembrerebbe essere confermata dal momento che nell'ambito della conquista omayyade del Nordafrica, nessun autore abbia citato la città fino ad appunto il X secolo. Il nome scelto da ibn Ziri (in arabo الجزائر‎?, al-Djaza’ir) faceva riferimento alle isole davanti alla città, ora annesse al porto. Secondo un'altra ipotesi, avanzata da al-Bakri, celebre poligrafo arabo andaluso, il nome corretto sarebbe stato in realtà tramandato nella tradizione orale degli abitanti: Dzeyer, un omaggio a ibn Ziri. Gli abitanti della città si definiscono ancora oggi dziri.
Ibn Hawqal, un commerciante di Baghdad, descrisse la città nel X secolo:
Secondo Louis Leschi, dal X al XVI secolo, Algeri era una città berbera, circondata da tribù berbere che coltivavano cereali nella piana di Mitidja o praticavano l'allevamento nei monti dell'Atlante, fornendo alla città una notevole ricchezza derivata dal commercio. Al-Muqaddasi, che visitò la città verso il 985, riprende essenzialmente le osservazioni di Ibn Hawkal. al-Bakri sottolinea l'importanza dell'antica eredità della città. Notò la presenza di una dār al-mal‛ab (teatro o anfiteatro), di mosaici e rovine di una chiesa; rilevò anche la presenza di numerosi suq (leswak) e di una grande moschea (masgid al-ǧāmi). Descrisse il porto come ben riparato, frequentato da marinai dell'Ifriqiya e della Penisola iberica.
Algeri passò nelle mani degli Almoravidi nel 1082. Yūsuf ibn Tāshfīn fece edificare la Grande moschea (Jamaa el Kebir). Nel 1151, 'Abd al-Mu'min conquistò la città, fondando la dinastia degli Almohadi, che unificò l'intero Maghreb e al-Andalus.
Nel XIV secolo, la tribù araba dei Ṯha‛laba costituì un feudo locale attorno alla città ponendosi come una dinastia di magistrati alla testa di un senato borghese. La città divenne poi vassalla dei Zayyanidi di Tlemcen, che fecero costruire il minareto della Grande moschea, poi degli Hafsidi di Tunisi e dei Merinidi di Fès, che fondarono la Madrasa Bū‛Inānīya.
L'attività della pirateria che partiva dalla città spinse Ferdinando d’Aragona a conquistare l'isolotto di fronte ad Algeri (Peñon) per neutralizzarla. Salim at-Toumi, governatore della città, per sconfiggere gli spagnoli chiese aiuto a Aruj Barbarossa. Gli eventi portarono quindi allo stabilimento della Reggenza di Algeri, che portò la città a divenire capitale del Maghreb centrale.

### La Reggenza di Algeri

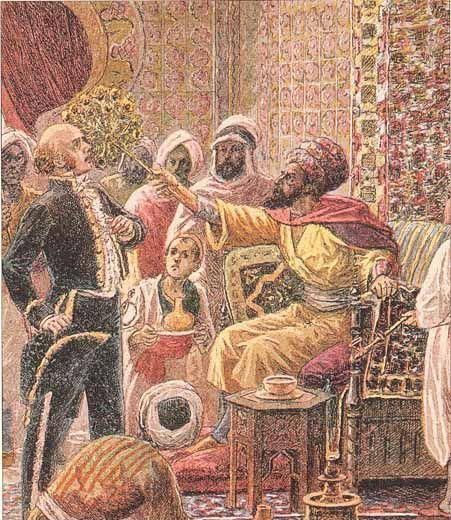
Hussein Dey nel suo palazzo e la famosa scena del "caso del ventaglio". Il 30 aprile 1827, il dey toccò il console francese Pierre Deval col suo ventaglio. L'evento provocò una crisi diplomatica tra i due paesi che portò tre anni più tardi, nel 1830, all'invasione francese di Algeri

I fratelli Barbarossa cacciarono definitivamente gli spagnoli dall'isolotto di Peñon nel 1529. Aruj Barbarossa fece realizzare un porto fortificato che unì l'isolotto alla terraferma, e che portò la città a divenire una delle principali basi dei corsari barbareschi nel Mediterraneo occidentale. Algeri divenne capitale della Reggenza e il suo nome venne esteso a tutto il Maghreb centrale, come testimoniano gli atti internazionali. Carlo V organizzò nel 1541 la spedizione di Algeri, rivelatasi un fallimento. Le difese della città vennero riorganizzate in vista del mare; la città fu circondata da mura punteggiate dalle porte Bab Azoun, Bab el Oued, Bab Jedid, Bab Jezira e da una serie di forti (borj), costruiti tra il XVI e il XVII secolo: el Fanar, el Goumen, Ras el Moul, Setti, Takelit, ez Zoumbia, Moulay Hasan, Kala’at el Foul e Mers ed Debban. Successivamente vennero realizzati il borj Jdid nel 1774, el Bahr e Ma-fin, risalente all'inizio del XIX secolo.
La fortezza che domina la città venne costruita tra il 1516 (inaugurata da Aruj Barbarossa) e il 1592 (completata da Kheder Pascià). I governatori della reggenza risiedevano nel palazzo Djenina, chiamato dalla popolazione dar soltan el kedim, demolita durante il periodo coloniale. La fortezza divenne residenza del governatore nel 1817 quando Ali-Khodja, penultimo dey di Algeri, per sfuggire alla tirannia delle milizie abbandonò il palazzo della Djenina, situato in una posizione fin troppo centrale della città, facendo trasportare il tesoro pubblico nella cittadella dove lo fece proteggere da una milizia privata di 2000 soldati cabili.
Oltre ai prodotti agricoli e manifatturieri, la città traeva la propria ricchezza dalla corsa barbaresca. Veniva praticata anche la schiavitù, soprattutto in ambito domestico e molti tra gli schiavi erano deportati europei. Gli schiavi, che vivevano condizioni abbastanza miti, soprattutto quando potevano essere riscattati, conducevano una vita più miserabile se impiegati nelle galere. Il governo (o beylik) prelevava una parte degli introiti delle attività di corsa nel Mediterraneo. Queste entrate permettevano di finanziare la milizia e la realizzazione di opere pubbliche come le reti fognarie e gli acquedotti. I corsari, chiamati reïs, e le principali personalità del beylik stabilirono dimore lussuose nella parte bassa della città, mentre le famiglie arabe si stabilirono essenzialmente nella parte alta. Il periodo d'oro della pirateria nel XVII secolo provocò una serie di spedizioni europee concretizzatesi in bombardamenti della città. Algeri visse poi terremoti (1716 e 1755) ed epidemie di peste (1740, 1752, 1787 e 1817). Questi fattori, combinati a un progressivo declino economico e politico, portarono a un decremento della popolazione. Da più di 100000 abitanti nel XVII secolo, la popolazione scese a 30000 abitanti nel 1830.
La città testimoniò, il 30 aprile 1827, il famoso "caso del ventaglio", che servì poi da pretesto per l'invasione della città da parte dei francesi nel luglio 1830. L'ultimo governatore ottomano di Algeri fu Hussein Dey. Il conte e maresciallo de Bourmont soggiornò in città nel luglio 1830 dopo averla catturata.

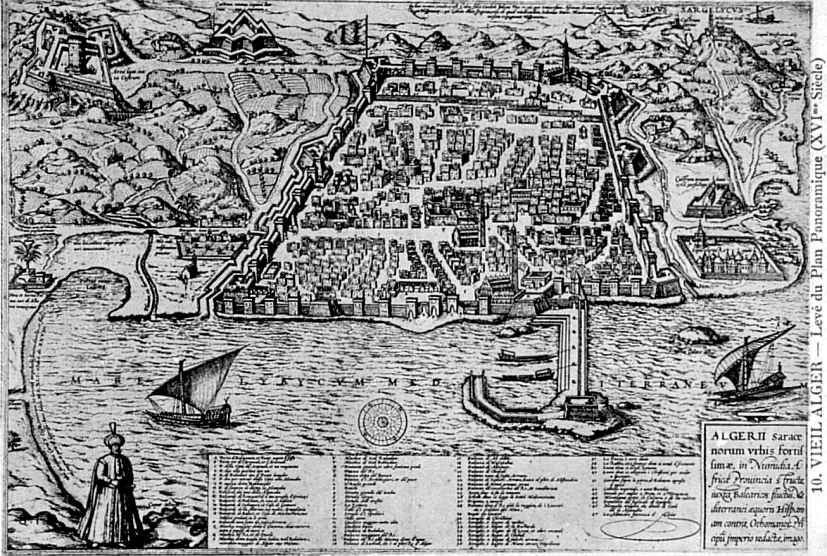
Pianta panoramica di Algeri risalente al XVI secolo
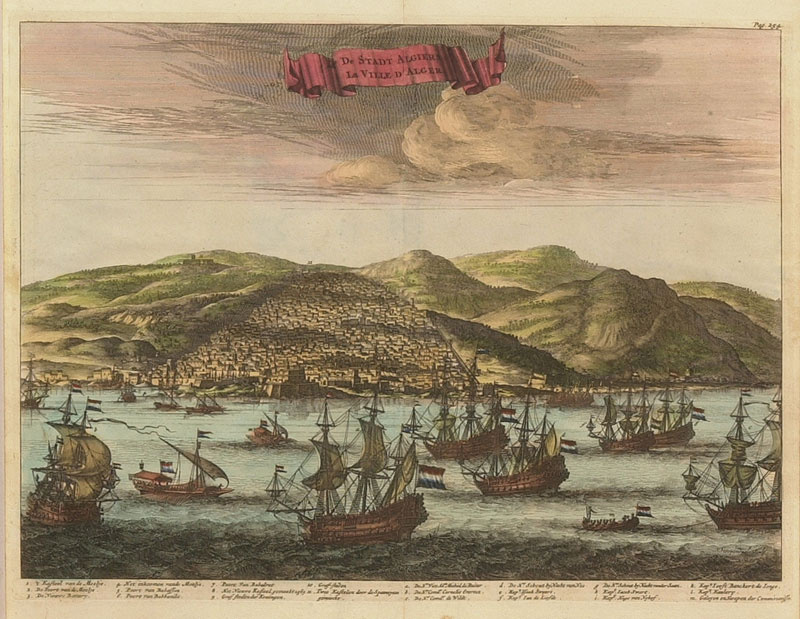
Algeri prima del periodo coloniale
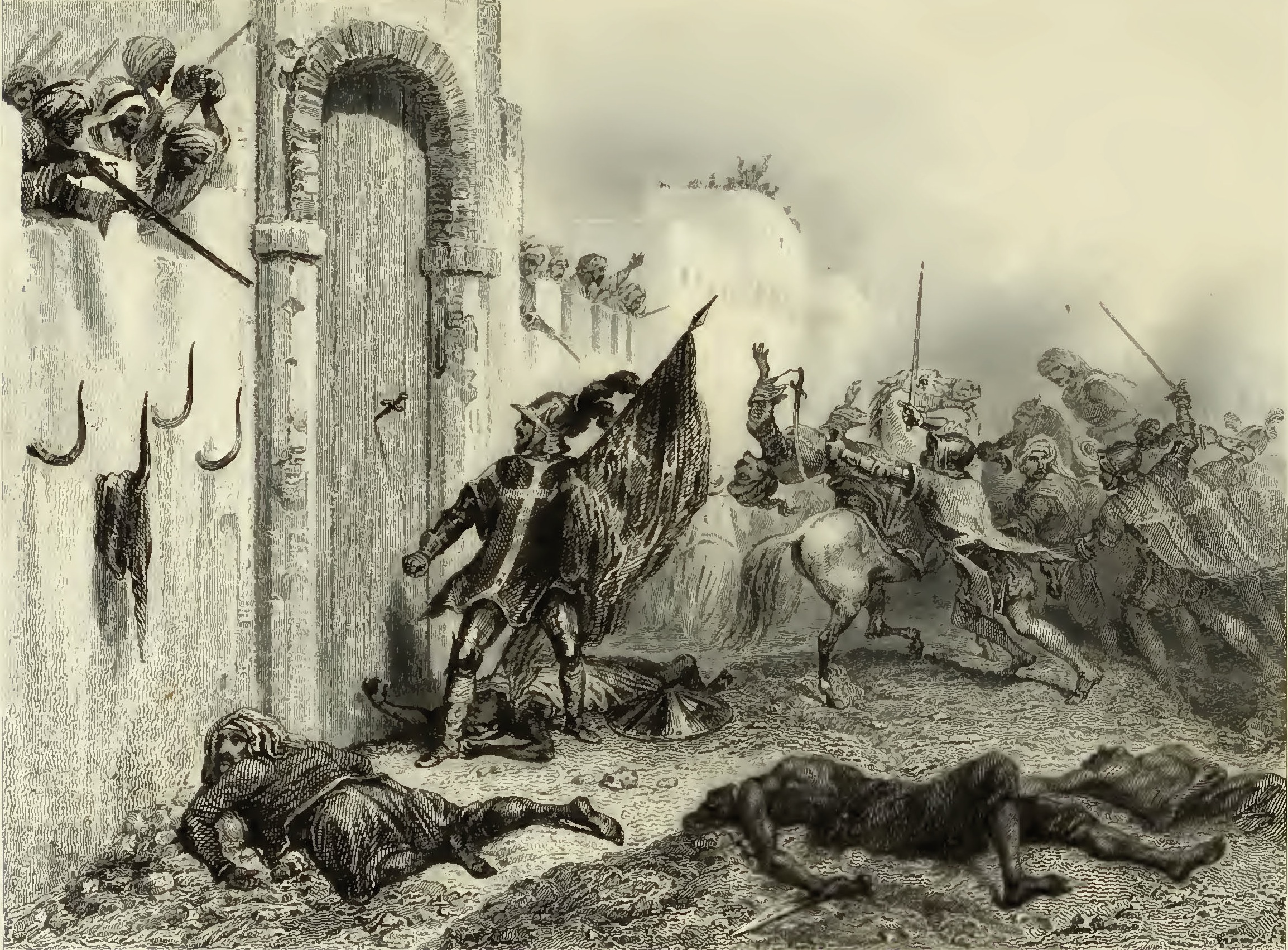
La spedizione di Carlo V davanti a Bab Azzoun

### Il periodo coloniale francese

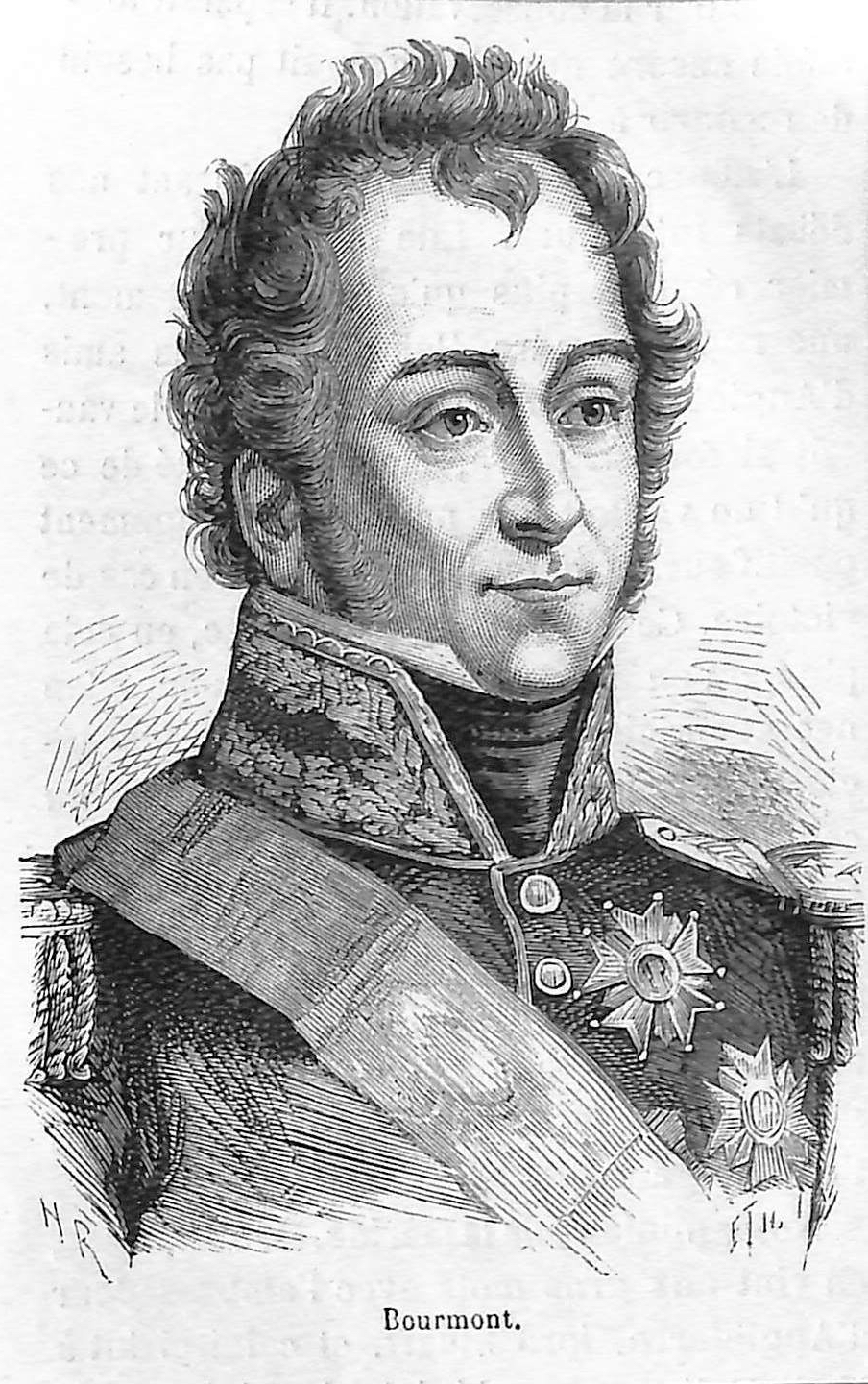
Il maresciallo de Bourmont conquistò Algeri nel 1830

L'esercito francese fece il suo ingresso ad Algeri il 5 luglio 1830. L'amministrazione francese cambiò notevolmente l'aspetto della città, demolendo gran parte della casba bassa, dove realizzò la Place des Martyrs. Il periodo coloniale si riflette anche nella disposizione delle nuove strade che circondano il quartiere e che penetrano nei suoi spazi. Architettonicamente, i francesi introdussero lo stile haussmanniano e demolirono le mura della città vecchia.
Le demolizioni si protrassero fino al 1860, quando Napoleone III mise fine alla politica che riconvertiva le moschee al culto cristiano come era avvenuto alla Moschea Ketchaoua.
Il periodo coloniale francese si è espresso anche nella corrente architettonica neomoresca, le cui realizzazioni più celebri sono la Madrasa Thaâlibiyya nel 1904 e la Grande Poste d'Alger nel 1913. La città araba era tradizionalmente organizzata attorno alla moschea e al suq, ma il periodo coloniale introdusse un nuovo rapporto con gli spazi. Algeri divenne così una città dove spazi antichi e moderni, sacri e temporali si mescolavano.
Con la costruzione dei nuovi quartieri coloniali, la casba, che prima del 1830 rappresentava la città intera, cominciò a divenire sempre più un'area marginale di Algeri, in quanto il centro economico e politico si trasferì nei quartieri più moderni. Tuttavia il quartiere mantenne i suoi spazi sociali come le moschee, i caffè, le piazze (rahba) e i hammam. Questo schema si mantenne anche dopo l'indipendenza, in quanto la città vecchia non tornò a ricoprire il suo antico ruolo di centro del potere politico ed economico.

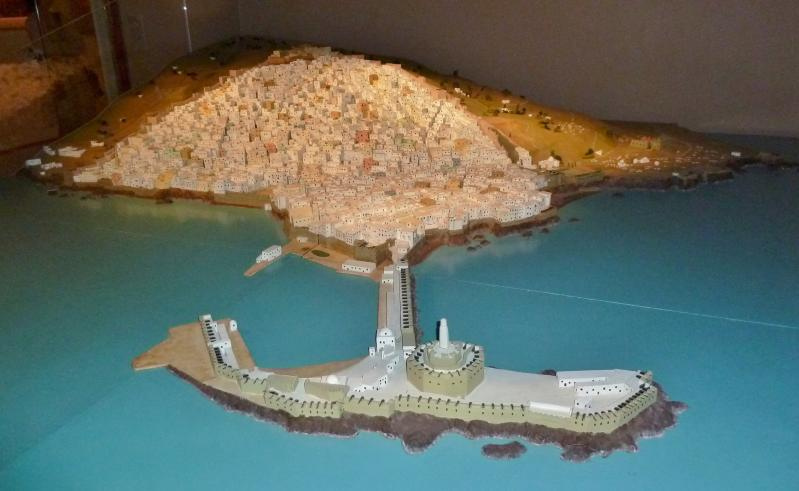
Ricostruzione della casba nel 1830
Algeri nel 1890: il lungomare in epoca coloniale e la casba sullo sfondo

### La guerra d'Algeria

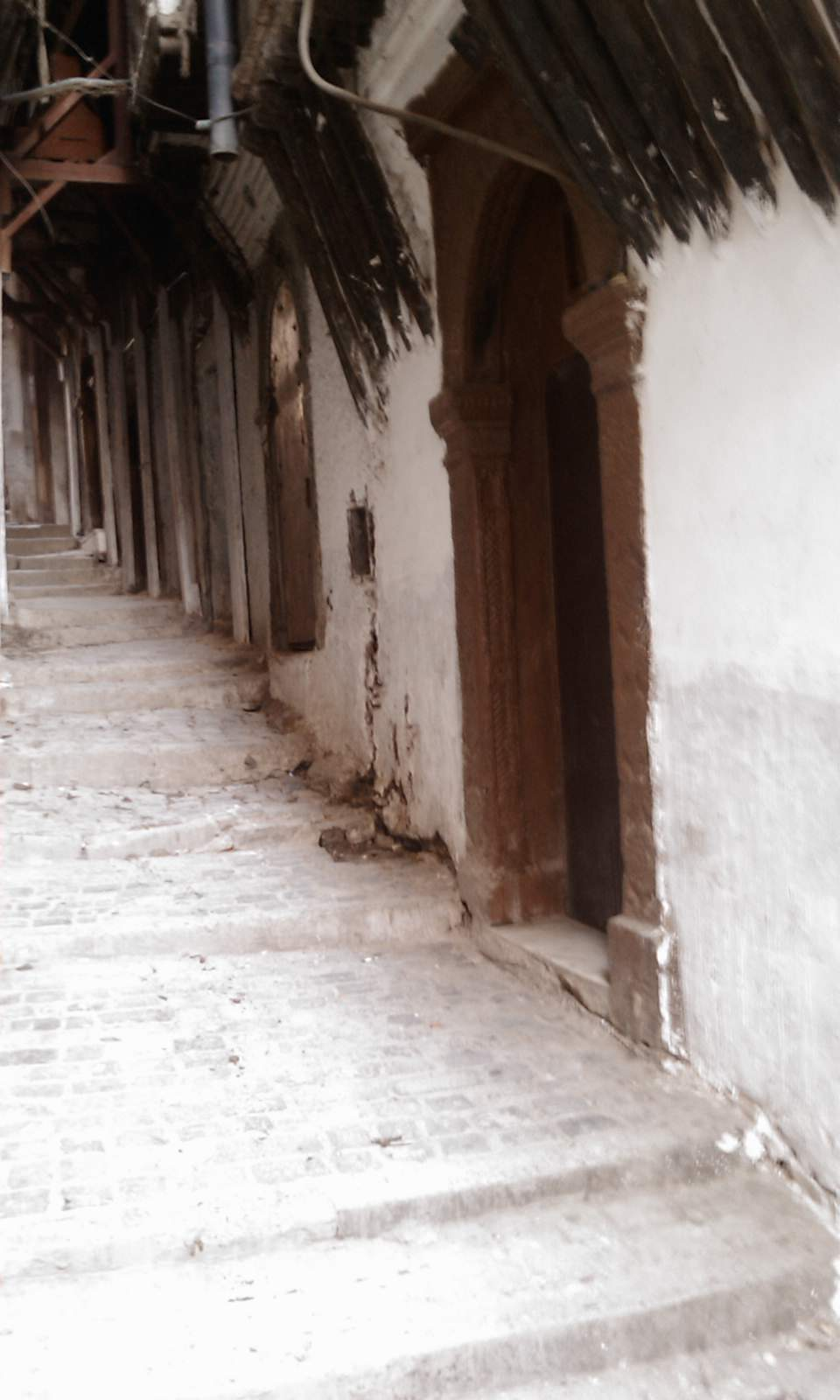
In primo piano, la casa, situata in 3 rue Caton, dove venne arrestato Yacef Saadi da parte del 1er régiment étranger de parachutistes il 28 settembre 1957

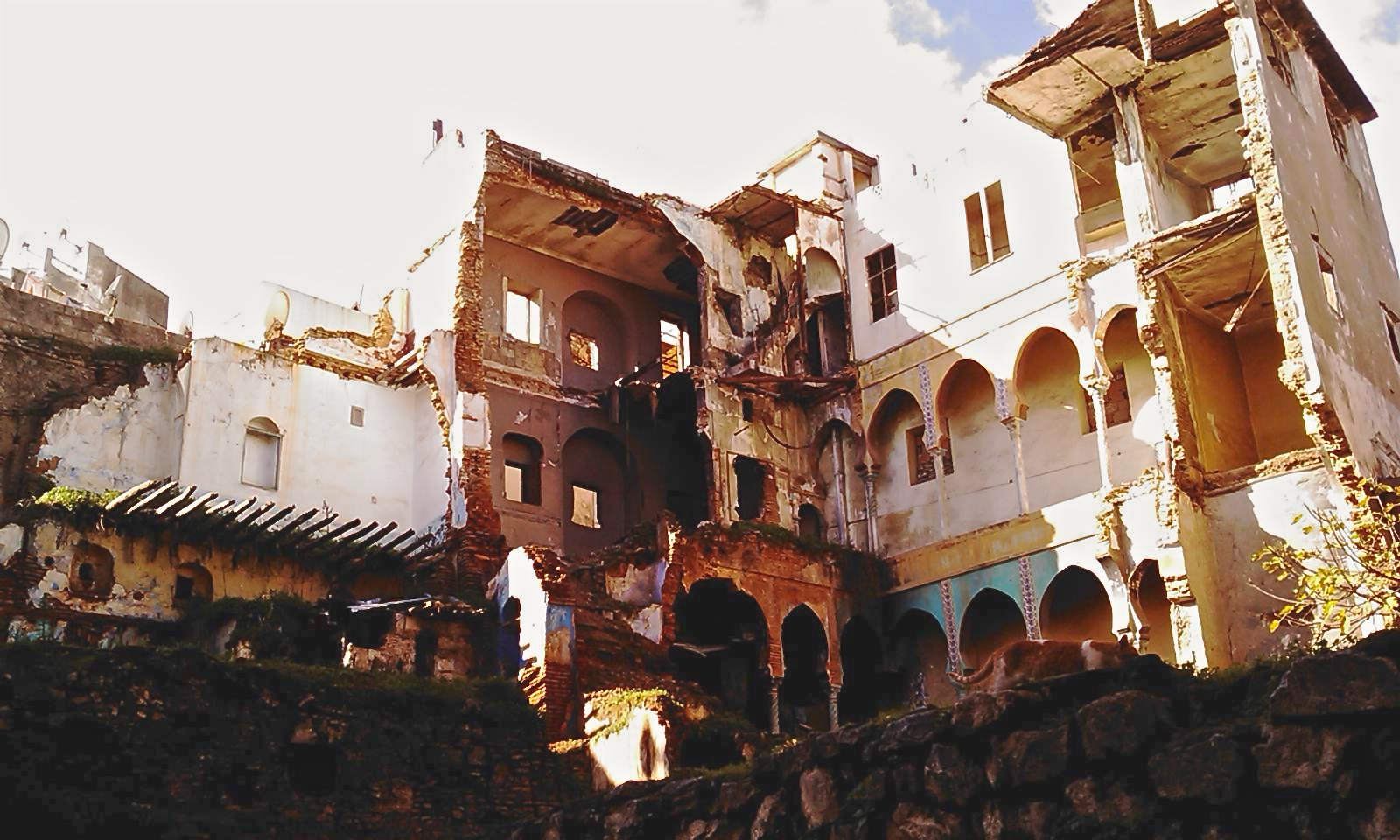
Rovine della casa, situata in 5 rue des Abderrames, che fece da nascondiglio a Ali la Pointe, Hassiba Ben Bouali, Petit Omar e Hamid Bouhmidi, dopo il suo danneggiamento da parte del 1er régiment étranger de parachutistes, l'8 ottobre 1957

Le attività del movimento indipendentista, sviluppatosi agli inizi del XX secolo, s'intensificarono negli anni 1950, portando alla guerra d'Algeria, durante la quale il quartiere rappresentò una roccaforte per gli indipendentisti. Nel 1956, recentemente eletti dal congresso di Soummam, i membri del Comitato di coordinamento e di esecuzione, Abane Ramdane, Larbi Ben M'hidi, Krim Belkacem, Saad Dahlab e Benyoucef Benkhedda, i leader della rivoluzione, si stabilirono nella città vecchia, zona strategica sia per i suoi nascondigli che favorivano la clandestinità che come sede per pianificare la guerriglia urbana e nelle zone rurali.
Il quartiere fu sede importante nel corso della battaglia di Algeri del 1957. La battaglia vide Yacef Saadi, leader della zona autonoma di Algeri e gli indipendentisti opporsi alla 11e brigade parachutiste del generale Massu. La battaglia fu vinta dall'esercito francese che smantellò completamente le reti del Fronte di Liberazione Nazionale e della sua organizzazione politico-amministrativa della zona autonoma di Algeri, impiegando metodi che comprendevano la tortura e soprattutto, a partire dal giugno 1957, la manipolazione delle manifestazioni, nonché un ferreo controllo della popolazione. Le strade della città vecchia che portavano ai quartieri europei furono delimitate con filo spinato e sorvegliate da corpi della polizia e dagli zuavi.
L'infiltrazione da parte del Groupe de renseignements et d'exploitation del capitano Léger nella rete di Yacef Saadi permise la localizzazione di quest'ultimo e infine la sua cattura il 23 settembre 1957, in 3 rue Caton, nella casba. Nel mese di ottobre, Ali la Pointe insieme ai compagni Hassiba Ben Bouali, Hamid Bouhmidi e Petit Omar in 5 rue des Abderrames, videro il loro rifugio colpito con esplosivo al plastico da parte del 1er régiment étranger de parachutistes; l'esplosione provocò diciassette vittime civili, tra le quali quattro bambine tra i quattro e i cinque anni.
Il quartiere fu interessato anche dalle manifestazioni del dicembre 1960, nelle quali i manifestanti algerini fecero l'ingresso nei quartieri europei, e poi dalle manifestazioni popolari ai tempi dell'indipendenza dell'Algeria.

### Dopo l'indipendenza

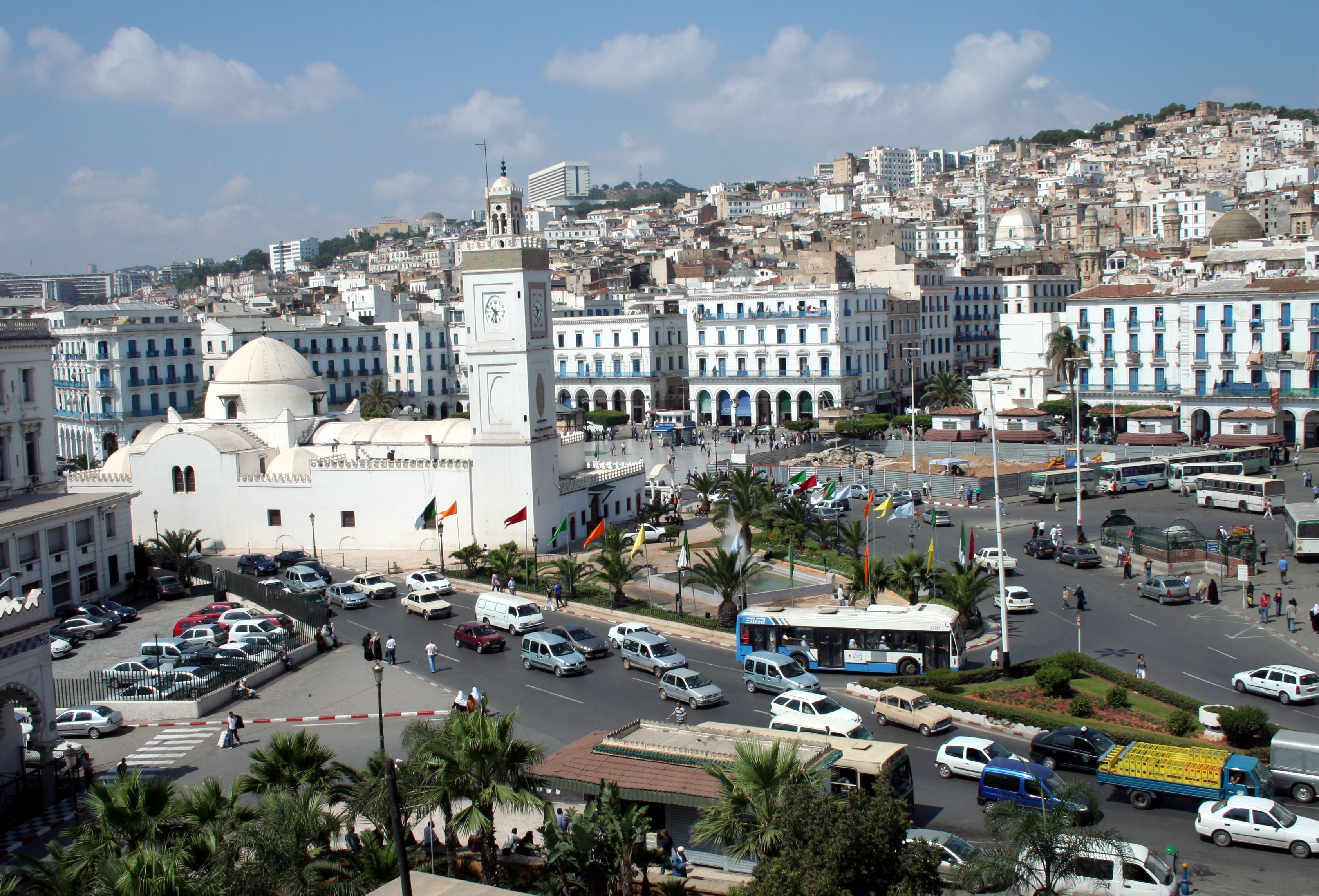
La casba vista da Place des Martyrs; in primo piano la moschea el Djedid

In seguito all'indipendenza dell'Algeria, la casba vide l'esodo di molte delle famiglie cittadine ancestrali del quartiere, chiamate beldiya, verso i quartieri più spaziosi precedentemente abitati dai pieds-noirs, come Bab El Oued e El Biar. La zona divenne luogo di speculazione e transito, dove i proprietari affittavano e subaffittavano i loro beni. A molti degli abitanti originari si sostituirono immigrati dalle zone rurali che fecero del quartiere una residenza temporanea, fenomeno che portò al degrado di molte delle abitazioni.
Durante gli anni 1990, nel corso della guerra civile, la città vecchia, al pari di altri quartieri della capitale, divenne punto di riferimento per i militanti islamisti. A questo fenomeno si aggiungeva la generale situazione di malessere sociale e di emarginazione. Alla vita nel quartiere fecero sfondo attentati e operazioni di polizia.
Si succedettero vari piani di restauro del quartiere, che non ebbero molto successo a causa della mancanza di volontà politica. La casba rimase per decenni un luogo degradato e sovraffollato ai margini della capitale, rimanendo però per la popolazione un simbolo della lotta contro l'ingiustizia e di memoria collettiva. L'UNESCO classificò la casba nel 1992 come Patrimonio dell'umanità e da allora partecipa alla preservazione del luogo. La comunità e diverse associazioni locali si sono attivate per il restauro del sito e per la preservazione della sua vita sociale. La cittadella che sovrasta il sito è in fase di avanzato restauro.

## Struttura socio-urbana
La struttura urbana della casba di Algeri è tipica delle medine del resto del Maghreb. L'apporto ottomano, più recente, si ritrova principalmente nell'architettura militare, in particolare nella cittadella che domina la città. Il termine "casba" indicava in origine la cittadella, prima di essere ampliato all'intero perimetro della medina, delimitata dalle fortificazioni costruite ai tempi della Reggenza di Algeri nel XVI secolo. La struttura della casba di Algeri è sempre stata caratterizzata da un tessuto urbano complesso e misterioso per i visitatori, in particolare per i pittori orientalisti. In effetti la posizione naturale del sito spiega la tortuosità delle sue strade, dal momento che il quartiere occupa un sito in rilievo di fronte al mare. Secondo André Ravéreau fu il sito a creare la città, mentre Le Corbusier osserva che le abitazioni e le terrazze sono orientate verso il mare, fonte di risorse e buone (el kheir) o cattive notizie. Il centro storico è fondamentalmente rivolto verso il Mar Mediterraneo e volta le spalle all'entroterra. Il sito venne isolato dal suo collegamento diretto con il mare durante il periodo coloniale, a causa della costruzione di viali costieri. Le stradine strette conducono talvolta a vicoli ciechi o a passaggi chiamati sabat. L'asino è una delle poche cavalcature con le quali si può accedere al quartiere, e fin dall'epoca ottomana, viene usato per la raccolta dei rifiuti. Alla fitta rete di vicoli tradizionali si aggiungono strade carrabili periferiche come la rue d'Isly o la rue de la Lyre, risalenti al periodo coloniale.
La casba ha un'organizzazione dello spazio urbano in linea con il sito e il suo rilievo ed è rivolta verso l'amirauté ("ammiragliato"), il porto storico. 
Le Corbusier considera la pianificazione urbana perfetta, notando la stratificazione delle case che consente a ciascuna terrazza la vista sul mare. L'organizzazione spaziale riflette la vita sociale. Alcuni spazi sono considerati privati, come le terrazze delle case essenzialmente riservate alle donne. La hawma ("il quartiere") è considerata uno spazio semiprivato, mentre i centri commerciali (i suq), le fontane e i luoghi del potere sono considerati totalmente pubblici. Ogni distretto della casba comprende moschee e qubba dei marabutti locali, come quelle di Sidi Abd al-Rahman e di Sidi Brahim.

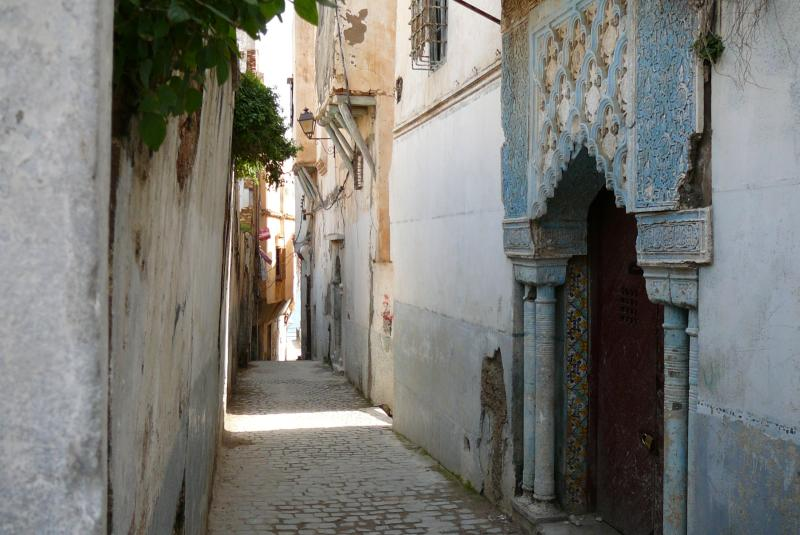
Strada nella città vecchia

La casba di Algeri era tradizionalmente suddivisa in una parta bassa, in gran parte demolita dalle autorità coloniali per far spazio agli edifici coloniali e all'attuale Place des Martyrs, e una parte alta, meglio conservata, che comprende la cittadella e Dar Soltan, l'ultimo palazzo del dey di Algeri. La casba bassa era tradizionalmente il luogo di scambio e del potere della città vecchia e vi erano concentrate le sedi del potere, come il vecchio palazzo del dey, la Djenina, demolita durante il periodo coloniale, Dar Hassan Pacha, divenuto il palazzo invernale dei governatori coloniali dell'Algeria, e il Palazzo del Raïs, sede dei corsari barbareschi della Reggenza di Algeri. È soprattutto quest'ultima parte del quartiere ad aver testimoniato le modifiche dell'amministrazione coloniale, ansiosa di stabilirsi nel cuore di Algeri per imprimere la sua impronta sulla città. Le mura e le porte furono parzialmente demolite dai militari francesi durante il processo di riqualificazione della città, ma permangono nella memoria popolare e nella toponomastica, come per Bab El Oued (che dà il nome al quartiere adiacente), Bab Jdid, Bab el Bhar e Bab Azzoun. La cittadella è sede di vari suq, come quello vicino alla moschea Ketchaoua o vicino alla Grande sinagoga. Certi suq hanno mantenuto la loro specialità, come quello di Bab Azzoun, dedicato all'abbigliamento tradizionale o quello della rue des Dinandiers. Il suq, interdetto all'inizio del periodo coloniale, resta ancora oggi il principale luogo di scambio per la popolazione locale. La casba conserva tuttora hammam attivi, come il hammam Bouchlaghem, risalente al periodo ottomano e frequentato storicamente sia dai musulmani che dagli ebrei della città. L'antica vocazione commerciale della città si concretizzava attraverso i foundouks, come quello in prossimità della Grande moschea o come quello della cittadella.
Fin dal periodo ottomano, la città ha sempre rivestito un ruolo di primo piano nella regione, attirando dalle regioni circostanti sia immigrati poveri che commercianti. La città attirò un vasto numero di cabili, nonché, in misura minore, genti delle regioni di tutto il paese in seguito all'indipendenza. L'esodo rurale si è tradotto in una relativa sovrappopolazione del quartiere, che resta un ingresso per la città di Algeri e luogo di asilo e di transito per i più indigenti. L'esodo di molte delle famiglie più antiche della città vecchia verso i quartieri più moderni, come Bab El Oued, fa sì che il quartiere viva un progressivo cambiamento sociale dato il rinnovamento di una frazione dei suoi abitanti.
La casba è rimasta legata socialmente all'artigianato tradizionale che costituisce una risorsa per molte famiglie. Gli artigiani si raggruppavano in zenkat, come gli artigiani del rame nelle zenkat n'hass. A causa dei mutamenti sociali nel periodo coloniale e in seguito all'indipendenza, l'artigianato subì un netto declino e gli artigiani oggi non si raggruppano più in corporazioni o nelle zenkat, e molti preferiscono abbandonare il mestiere, non più sostenibile nella società moderna. Ma associazioni locali, la comunità, e in misura minore le autorità, si sono mobilitati per preservare l'artigianato, difendendone il ruolo sociale attraverso scuole di apprendistato dove i giovani vengono formati nell'artigianato.
La casba è luogo di incontro di vari gruppi sociali, come i beldiya ("cittadini"), nativi del quartiere, legati alla città da profondi legami identitari; ad esempio l'attaccamento a un marabutto nasce sulla base di un legame di discendenza; ad esempio l'espressione ouled Sidi Abderrahmane, che indica i discendenti di Sidi Abd al-Rahman, indica un profondo legame con un simbolo della città, e pertanto il gruppo viene anche definito ouled el bled ("figli della città"). Altra forma di socializzazione identitaria è quella forgiata dai migranti che formano specifici gruppi culturali. I contributi dei vari gruppi nella cultura popolare, come in ambito musicale, coi caffè, con i propri bandits d’honneur, testimonia le loro radici nel tessuto cittadino. Hadj El Anka, celebre esponente della musica chaabi, nato a Bab Jdid (nella casba alta) da famiglia cabila, è spesso citato come uno dei simboli della vita casbadji. L'immagine di questa cultura popolare, conviviale, solidale e tollerante ha alimentato le descrizioni della vita quotidiana della città vecchia.

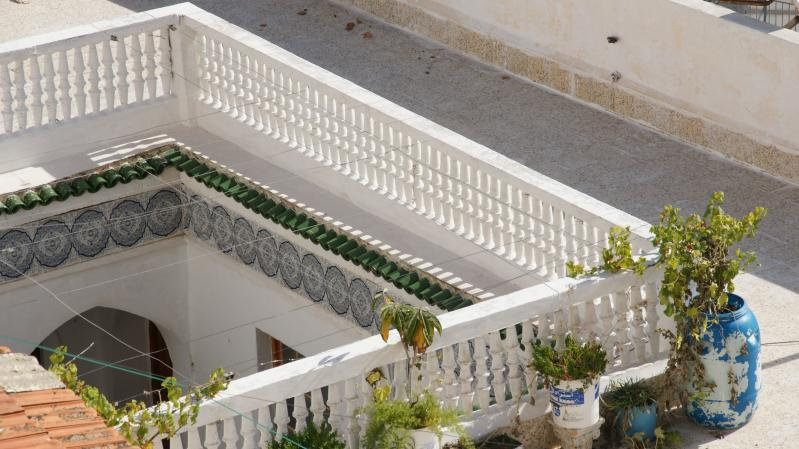
Terrazza di una casa della casba
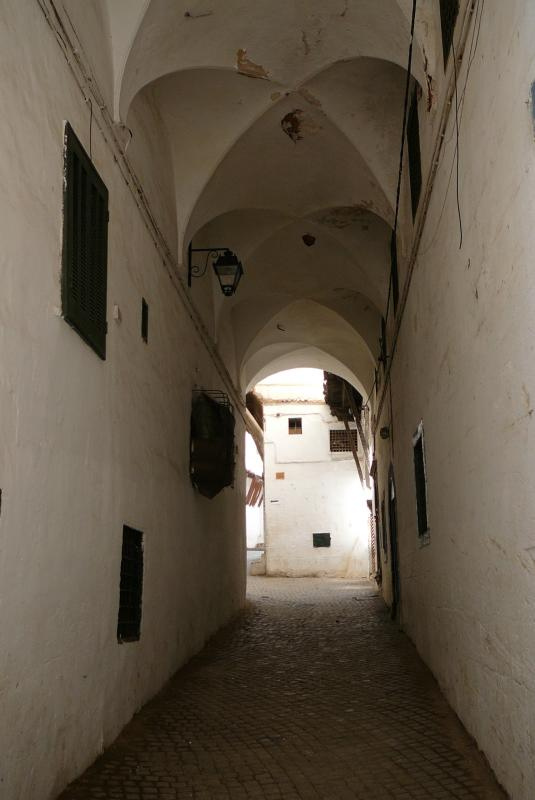
Un passaggio ad arco o sabbat
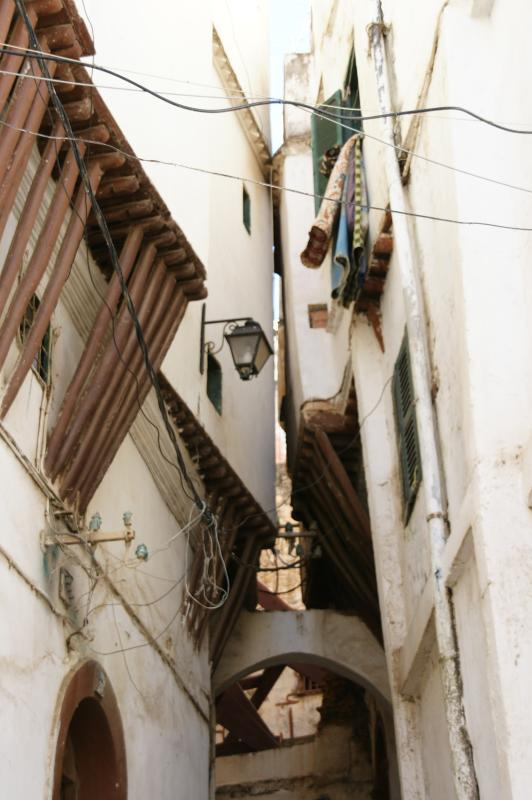
Costruzioni ravvicinate che testimoniano una fitta urbanizzazione
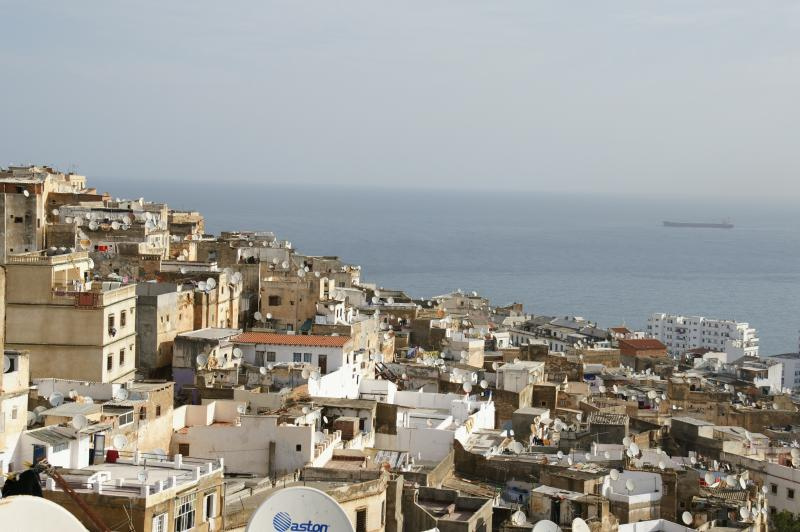
Terrazze che scendono a gradini verso il mare
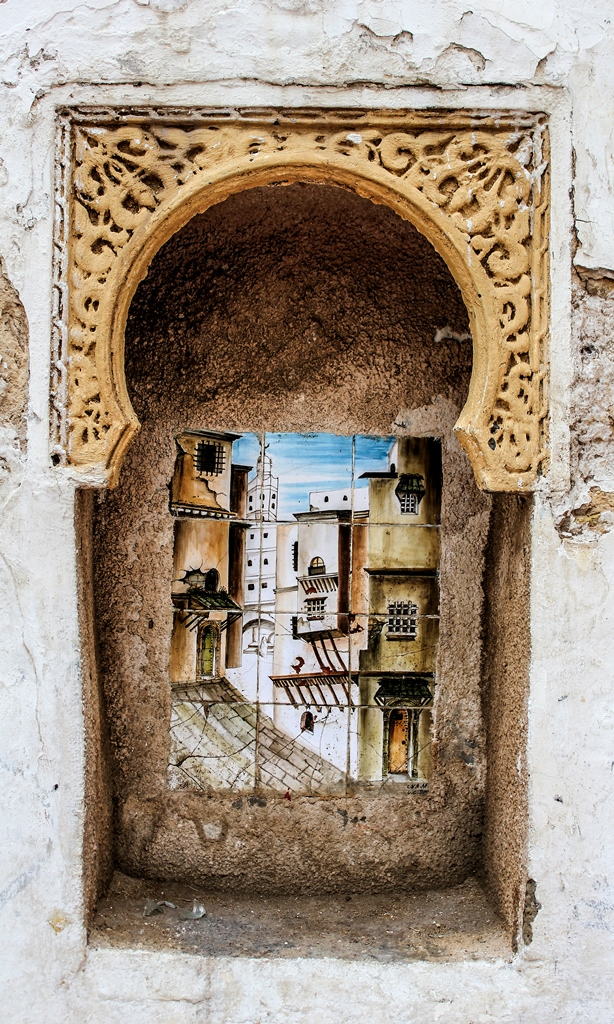
Piastrelle dipinte con il motivo della casba

### Popolazione e demografia

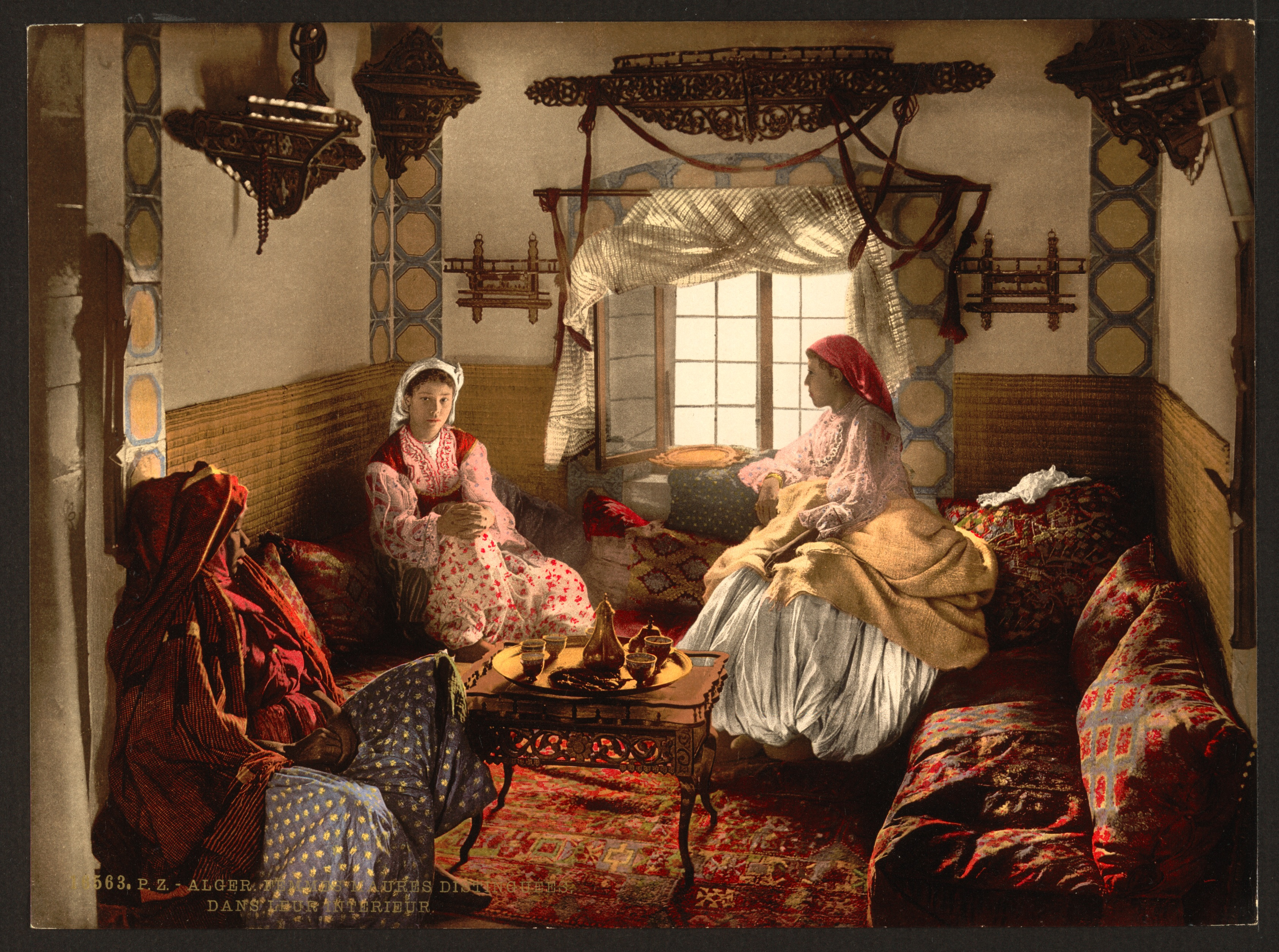
Donne moresche di una famiglia di notabili (fine XIX secolo)

La popolazione di Algeri nel corso dell'antichità non raggiunse mai numeri considerevoli, rimanendo un piccolo insediamento abitato essenzialmente da berberi romanizzati. Nel X secolo, nel corso del periodo ziride, divenne un piccolo ma prospero agglomerato, la cui popolazione era talmente poco numerosa che poteva rifugiarsi interamente nei vicini isolotti in caso di attacco. Al carattere esclusivamente berbero della popolazione si aggiunse poi quello arabo, segnato dall'arrivo dei tha‛alaba, una piccola tribù araba proveniente dalla regione di Titteri nel XIII secolo. Ne conseguì un progressivo fenomeno di arabizzazione linguistica, soprattutto in ambito religioso.
L'ascesa della città avvenne nel XVI e nel XVII secolo, periodo durante il quale divenne capitale della Reggenza di Algeri, e la sua crescente importanza si tradusse anche sul piano demografico. La città contava 60000 abitanti verso la fine del XIV secolo e passò a più di 150000 abitanti nel XVII secolo. La città divenne così sede di un agglomerato eterogeneo di popolazioni mediterranee a discapito del suo precedente carattere berbero. La popolazione era composta solo per un decimo da cabili, dal momento che la Cabilia non era controllata dalle autorità ottomane, ma era strutturata attorno a due stati indipendenti, il Regno di Kuku e il Regno di Ait Abbas.
Il resto della popolazione era composto da arabofoni di origine tha‛alaba e andalusi, arrivati a partire dal XIV secolo. Algeri accolse all'inizio del XVII secolo oltre 25000 rifugiati moriscos che contribuirono all'espansione urbana della città. La città accoglieva poi abitanti originari da città quali Annaba, Costantina e Tlemcen. Gli abitanti si distinguevano dalle popolazioni delle regioni interne, principalmente per il loro dialetto arabo cittadino, dalle caratteristiche pre-hilaliche, difficilmente compreso dalle popolazioni nomadi arabofone e ancor meno da quelle berbere. Gli abitanti si dedicavano principalmente all'amministrazione, al commercio e allo studio della religione. La componente turca, in particolare, deteneva il controllo dell'amministrazione, dell'esercito e della marina. La città attirò poi numerosi "rinnegati" cristiani europei, molti dei quali furono poi reclutati dai corsari barbareschi. Altra numerosa componente era formata dai cosiddetti berrani ("gente di fuori"), migrati dalle città più meridionali e dalle oasi (principalmente biskri, laghouati e mozabiti). La città era poi sede di una vasta comunità ebraica, composta da immigrati dalle regioni rurali del Maghreb o originari della Spagna islamica, arrivati a partire dal XIV secolo, seguiti poi da ebrei livornesi a partire dal XVII secolo. C'erano poi numerosi kouloughlis e neri liberati.
A partire dalla fine del periodo d'oro della corsa barbaresca, nel XVII secolo, la popolazione di Algeri cominciò a decrementare, passando da 150000 abitanti nel XVII secolo a 50000 abitanti alla fine del XVIII secolo, fino ad arrivare poi ai soli 25000 abitanti alla vigilia dell'invasione francese. In seguito alla cattura della città da parte dei francesi nel 1830, il rifiuto degli abitanti di vivere sotto dei dominatori cristiani portò all'emigrazione di quasi metà della popolazione verso le regioni interne, tanto che nel 1831 furono censiti 12000 abitanti. A emigrare fu in particolare la comunità turca (6000 persone).
Globalmente, la città di Algeri riacquistò il livello della sua popolazione musulmana solo a partire dal 1901, grazie all'afflusso massivo di popolazioni dalla Cabilia che portarono a una ri-berberizzazione della città. Nel XX secolo, la casba ospitava un gran numero di famiglie originarie dei monti Djurdjura.
In seguito all'indipendenza del paese, il quartiere conobbe un altro esodo. Molte delle famiglie ancestrali si trasferirono nei quartieri moderni precedentemente occupati dai pieds-noirs. L'esodo rurale compensò questa emorragia. La casba di Algeri resta uno dei siti più densamente popolati al mondo, ma la sua densità e la sua popolazione tendono a diminuire dagli anni 1980. Gli abitanti tendono a trasferirsi nei quartieri meno abitati di Algeri. Questo processo di de-densificazione residenziale consente ai quartieri della classe operaia di svuotarsi della popolazione in eccesso. Questo fenomeno è rafforzato dalla scomparsa di molte abitazioni a seguito del loro crollo. Il comune amministrativo di Casbah, il cui perimetro è leggermente più ampio del sito storico, contava 45076 abitanti nel 2004 rispetto ai 70000 abitanti nel 1998; il sito storico ospitava 50000 abitanti nel 1998, per una densità di 1600 abitanti/ha mentre la sua capacità era di 900 abitanti/ha.

## Architettura

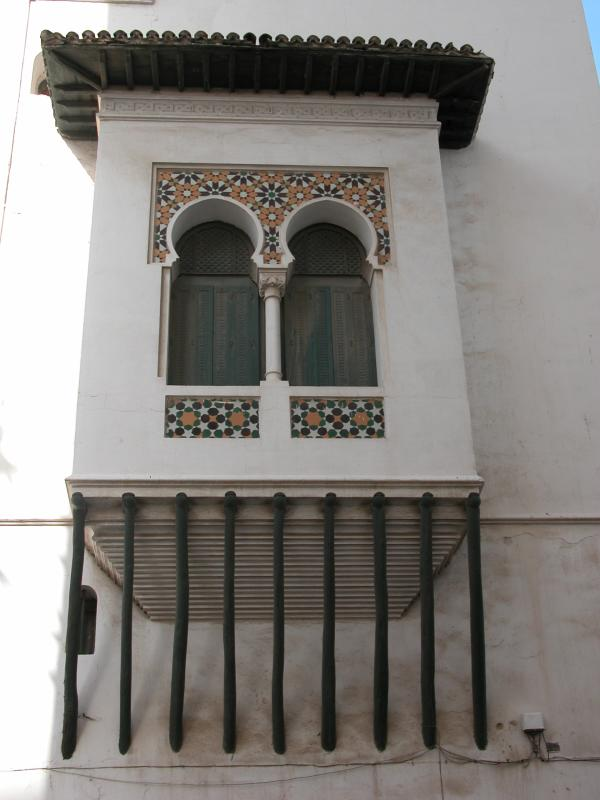
Esempio di finestra chiamata localmente kbou

La casba di Algeri costituisce un tipico esempio di città tradizionale maghrebina. La struttura urbana del quartiere è ancora oggi integra e, malgrado abbia subito numerosi interventi e modifiche, conserva globalmente il carattere estetico dell'arte islamica e i materiali originali.
La casba conserva tutt'oggi la cittadella, i suoi palazzi, le moschee, i mausolei e i hammam, espressioni dell'identità del sito. L'architettura militare della cittadella è espressione dell'eredità ottomana, risalente al periodo della Reggenza di Algeri, ma l'architettura civile conserva l'autenticità della medina maghrebina. Durante il periodo coloniale, molte abitazioni furono demolite per far spazio a edifici in stile europeo, principalmente sul lungomare e ai limiti della città europea. La casba comprende quindi nelle sue periferie edifici in stile haussmanniano, integrati nel patrimonio protetto. L'emarginazione sociale del sito e la generale inefficacia dei piani di salvaguardia rendono il sito minacciato, nonostante la promozione da parte dell'UNESCO.

### Tecniche di costruzione

#### I muri e gli archi

Struttura di un tipico muro della casba di Algeri

I muri della casba sono composti da mattoni congiunti. I muri includono anche altri materiali come gli scarti delle macerie. Una delle tipologie di muro è quella a due strati: uno rigido a mattoni e un altro flessibile che comprende parti in legno, con il vantaggio di avere proprietà antisismiche. La struttura verticale comprende archi in mattoni e colonne.

#### Tetti e solai
Il tetto può essere in muratura o realizzato in legno. I muri sono spesso costruiti come volte, che possono essere costituite come spazi domestici, ingressi, pianerottoli o grandi spazi degli edifici maggiori come i palazzi e le moschee. Le strutture in legno spesso interessano solai o tetti di terrazze: sono composte da tronchi, sui quali sono disposti rami o listelli che sostengono una malta di terra e calce. La malta costituisce un supporto per le piastrelle in ceramica o per l'impermeabilizzazione in calce delle terrazze. Le strutture metalliche utilizzate come sostegno ai pavimenti sono più recenti e risalgono al periodo coloniale.

#### Gli ingressi e le scale
Gli attraversamenti tra le strutture in muratura sono realizzate per mezzo di archi o piattabande di legno o di marmo. Nei cortili, gli archi sono tendenzialmente a ferro di cavallo. Le scale sono costituite anch'esse con una struttura in muratura o in legno. Una piattaforma inclinata è installata sui tronchi, sui quali i mattoni formano i gradini. Le decorazioni variano in base alla posizione sociale della famiglia alla quale appartiene l'abitazione; il marmo adorna le grandi case delle famiglie più abbienti, mentre l'ardesia è usata nelle abitazioni più modeste.

#### Gli ornamenti
Vari elementi vengono usati per decorare le abitazioni: parapetti in legno, capitelli e piastrelle in ceramica per rivestire i pavimenti e le pareti. Portici e gallerie conferiscono una specificità architettonica alla casba. La disposizione degli archi è tipica della sua composizione spaziale. Il patio è un esempio di questa disposizione, dove l'armonia della sequenza degli archi può mascherare variazioni geometriche, purché abbiano consistenza in altezza. Le variazioni nell'apertura degli archi non disturbano l'armonia visiva nel complesso. Gli archi della casba sono spesso a ferro di cavallo; le loro forme, appuntite o spezzate, costituiscono una specificità dell'architettura maghrebina.
La caratteristica decorazione è costituita in particolare da fregi. Gli ornamenti sono in ceramica e la dimensione degli anelli è in armonia con il complesso architettonico. I capitelli, alcuni dei quali furono recuperati dalle rovine romane di Icosium, furono utilizzati per adornare la parte superiore delle colonne. I capitelli e gli abachi rafforzano la singolarità architettonica della casba.

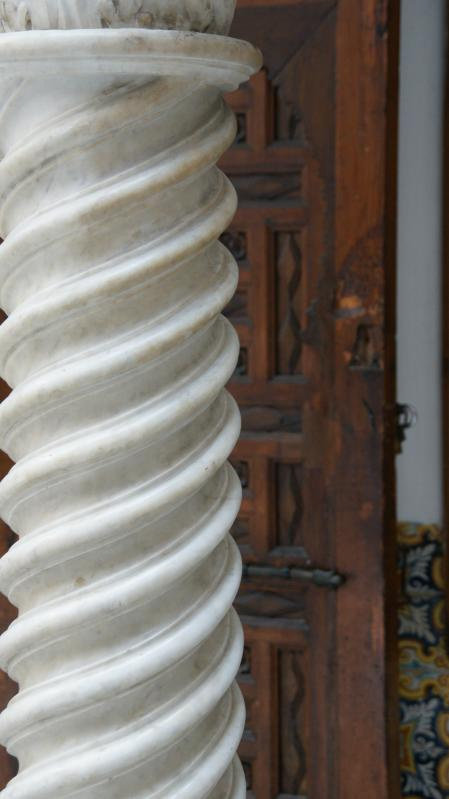
Una colonna
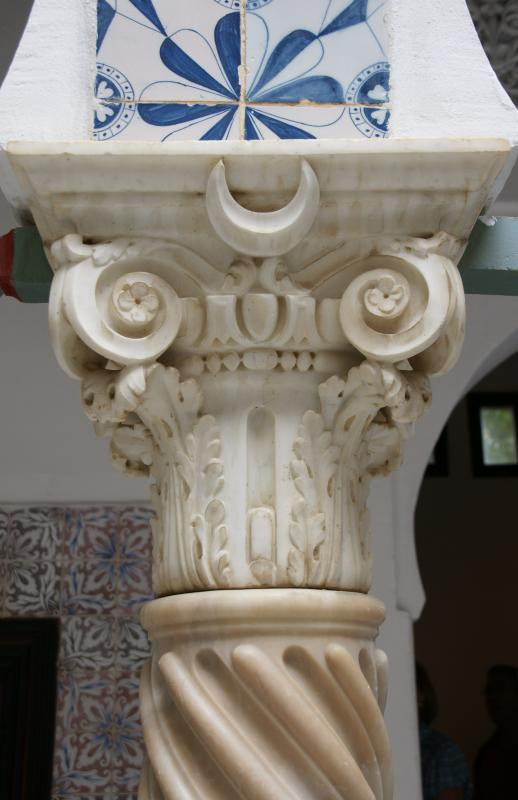
Capitello in marmo bianco, decorato con una mezzaluna
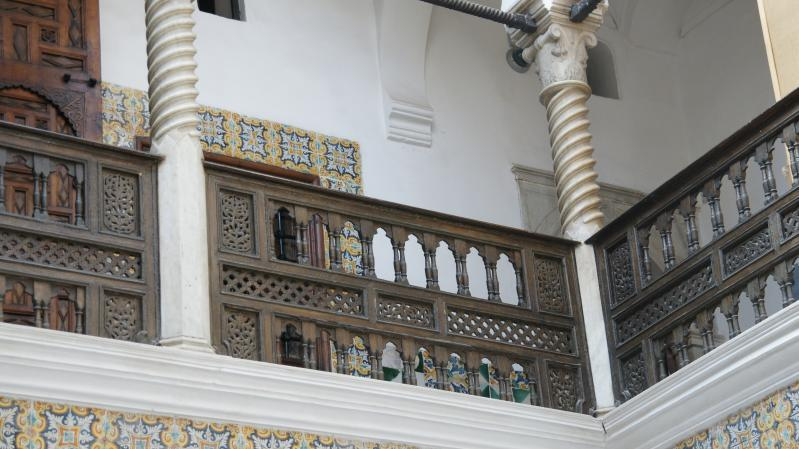
Balaustra in legno decorata
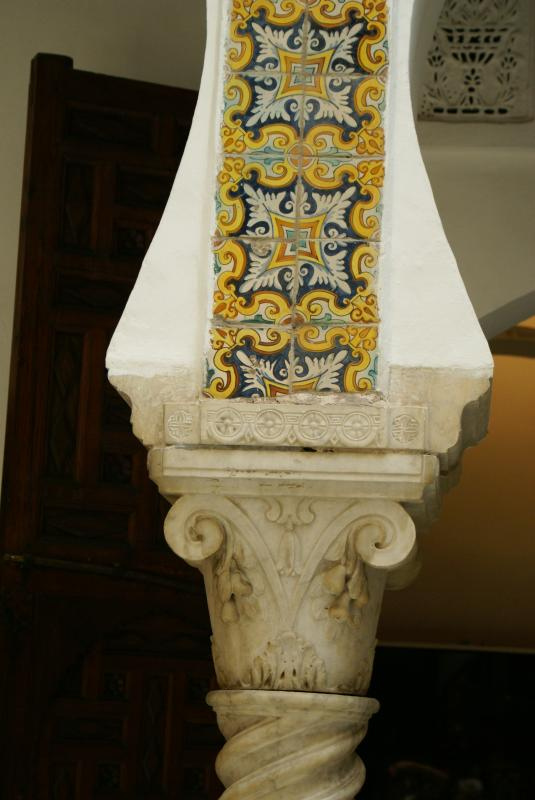
Set decorativo di un porticato: fregio in ceramica, abaco e capitello
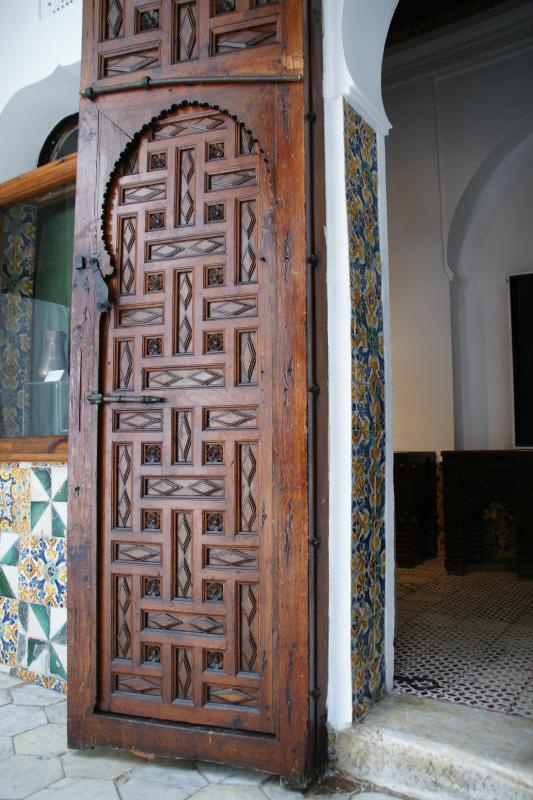
Una porta interna intagliata con motivi geometrici
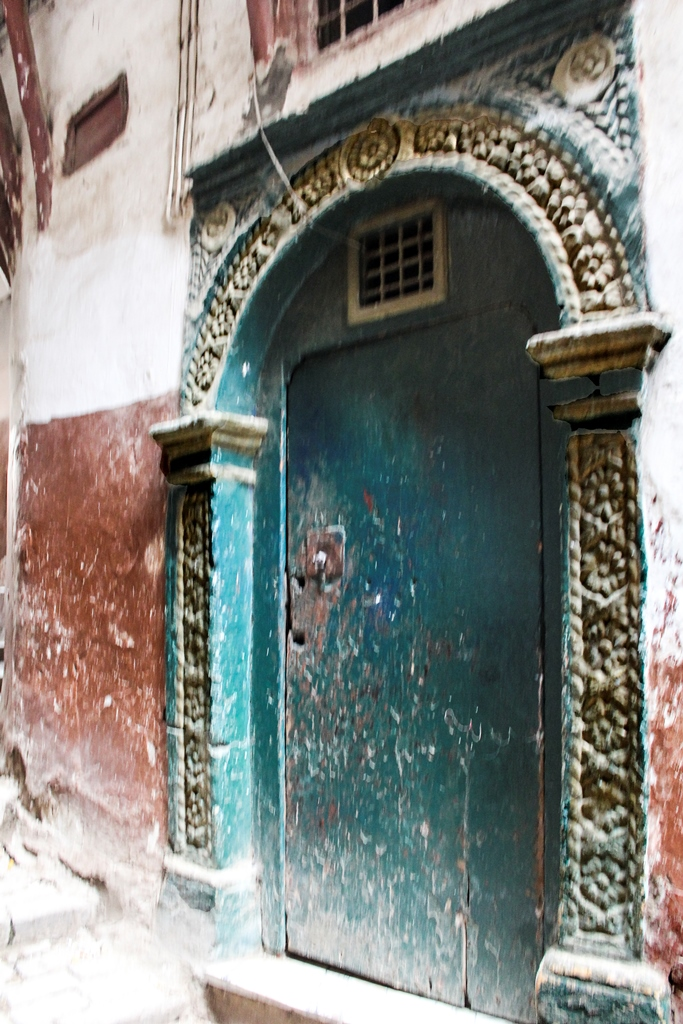
Telaio decorato di una porta

### Architettura domestica

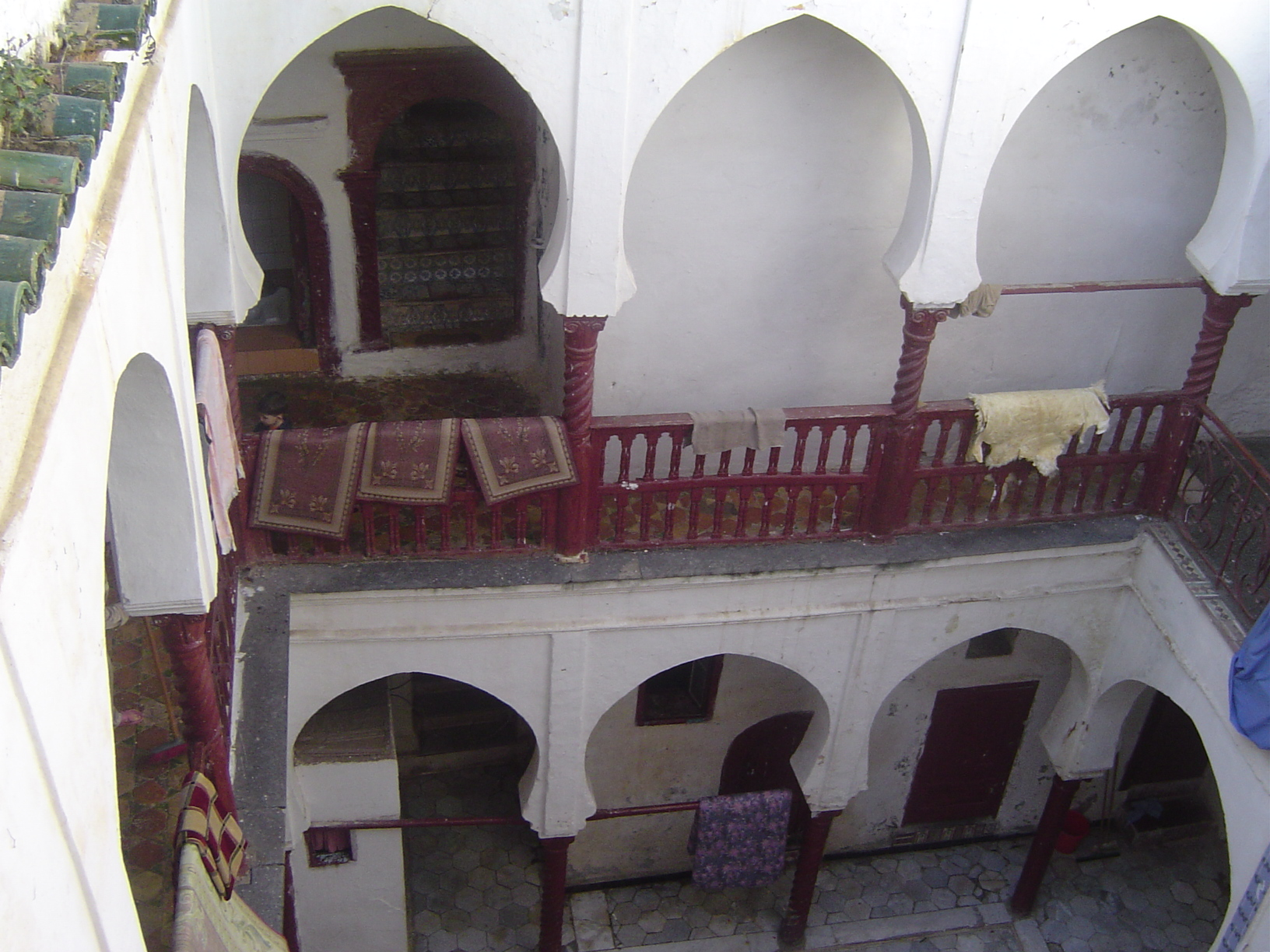
Vista su un patio di una casa della casba di Algeri

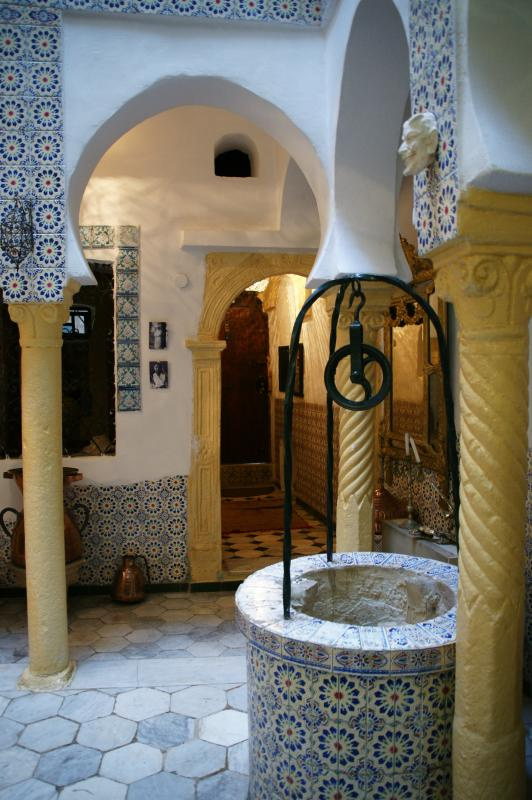
Un pozzo domestico

L'architettura domestica della casba è rappresentativa di un ambiente sociale figlio delle tradizioni islamiche e mediterranee. La tipologia delle abitazioni varia dai palazzi lussuosi dei notabili fino alle case modeste degli artigiani. Le tipiche abitazioni della casba appaiono raggruppate, adiacenti e presentano una sola facciata. Questi raggruppamenti risalgono probabilmente al periodo ziride. La superficie edificata è generalmente compresa tra i 30 m² e i 60 m².
Le abitazioni dispongono della vista sul mare grazie alle terrazze, e la luce è fornita dal patio o meno frequentemente da una finestra che si apre sulla strada. La porta d'ingresso dispone di una griglia per consentire la ventilazione dei piani inferiori con l'aria fresca dai vicoli. La casa, nel suo insieme, è rivolta verso l'interno, più precisamente verso il suo patio (west dar), che rappresenta il cuore della vita domestica e che comprende un pozzo domestico (bir); esso rappresenta uno spazio conviviale per le famiglie, fino a quattro in una casa, oltre che lo spazio tradizionale per accogliere i visitatori. Le pareti sono opere in muratura, realizzate con mattoni di argilla leggermente cotti e con malta composta da calce e terra spessa. I pavimenti sono realizzati con tronchi e le basi sono realizzate con la tecnica della volta in culla. La copertura è piana, realizzata con un notevole spessore di terra, fino a 70 cm, sul terrazzo, e il rivestimento è realizzato con malta composta da terra e additivi naturali, il tutto ricoperto di calce. Il sistema fognario domestico è realizzato tramite reti fognarie in mattoni sotto la strada che seguono la pendenza del sito, e risale all'epoca ottomana. I collegamenti sono realizzati con pezzi di ceramica che si incastrano. A partire dal periodo coloniale, la rete è stata modernizzata.
La tipologia domestica della casba comprende vari sottoinsiemi, la "casa alaoui", la "casa a chebk", la "casa a portico" e i palazzi. La casa alaoui è l'unica tipologia che non dispone di un patio; l'aria e la luce vengono fornite dalle finestre. Edificato su un piccolo lotto, il piano terra poteva essere destinato ad attività commerciali o usato come magazzino. Il piano superiore, a volte due piani, comprendevano un'unica grande stanza. Per risparmiare spazio, questo tipo di ambiente comprendeva archi a mensola.
La casa a chebk è spesso dipendenza (douera) di una casa più grande e risponde a vincoli di spazio minimi. Il patio, molto stretto, si trova al piano superiore ed è pavimentato in marmo, mentre le stanze sono pavimentate con piastrelle in terracotta. Anche le pareti sono rivestite con piastrelle di ceramica e calce.
La casa a portico è la tipologia per eccellenza della casa a patio, rivolta verso l'interno. Ai piani superiori può cedere spazio alle case adiacenti e dispone al secondo piano di una stanza con un kbou. Il patio e le finestre sono decorati con piastrelle in ceramica colorate con motivi geometrici o floreali.

### Tipologia della medina

Sezione della rue Aroubi; le abitazioni sono in dislivello e poggiano una sull'altra

Le medine del Maghreb sono il risultato di un'evoluzione urbana nel tempo. Infatti, la città e il suo spazio urbano derivano da un villaggio evolutosi attraverso la storia prima verso una tipologia protourbana e poi urbana. Il passaggio da un nucleo protourbano a un nucleo urbano si riflette a livello morfologico in una densificazione orizzontale e poi verticale, un modello classico dell'evoluzione delle abitazioni nel corso dei secoli.
Algeri raggiunse un livello di urbanizzazione significativo a partire dal periodo medievale, e comprende edifici fino a quattro livelli escluso il piano terra, con una media di due livelli. Al contrario, la casba di Dellys, antica quanto quella di Algeri, presenta una tipologia di tipo protourbano, dove le scale dei cortili non si integrano nell'insieme per dare origine a un patio e costituiscono ancora un mezzo architettonico occasionale di distribuzione delle stanze dei piani superiori.
La tipologia della medina è densa e introversa orizzontalmente. Le case condividono tra loro uno, due o tre muri. Lo spazio limitato dell'isolato, in cui proliferano case simili e adiacenti, influenza la tipologia individuale della casa. Il tutto forma una cornice continua caratteristica della struttura, del tipo portante.

### Palazzi e residenze
Tra i principali palazzi della cittadella si contano Dar Aziza, Dar Hassan Pacha, Palazzo Mustapha Pacha, Palazzo Ahmed Bey, Palazzo El Hamra, Dar Khedaoudj el Amia, Dar El Kadi, Dar Soltan, la Maison du Millénaire, Palazzo del Raïs, Dar Essadaka e Dar Es Souf; A questo patrimonio si aggiungono i palazzi fuori dalle mura e le residenze incluse nelle istituzioni pubbliche.

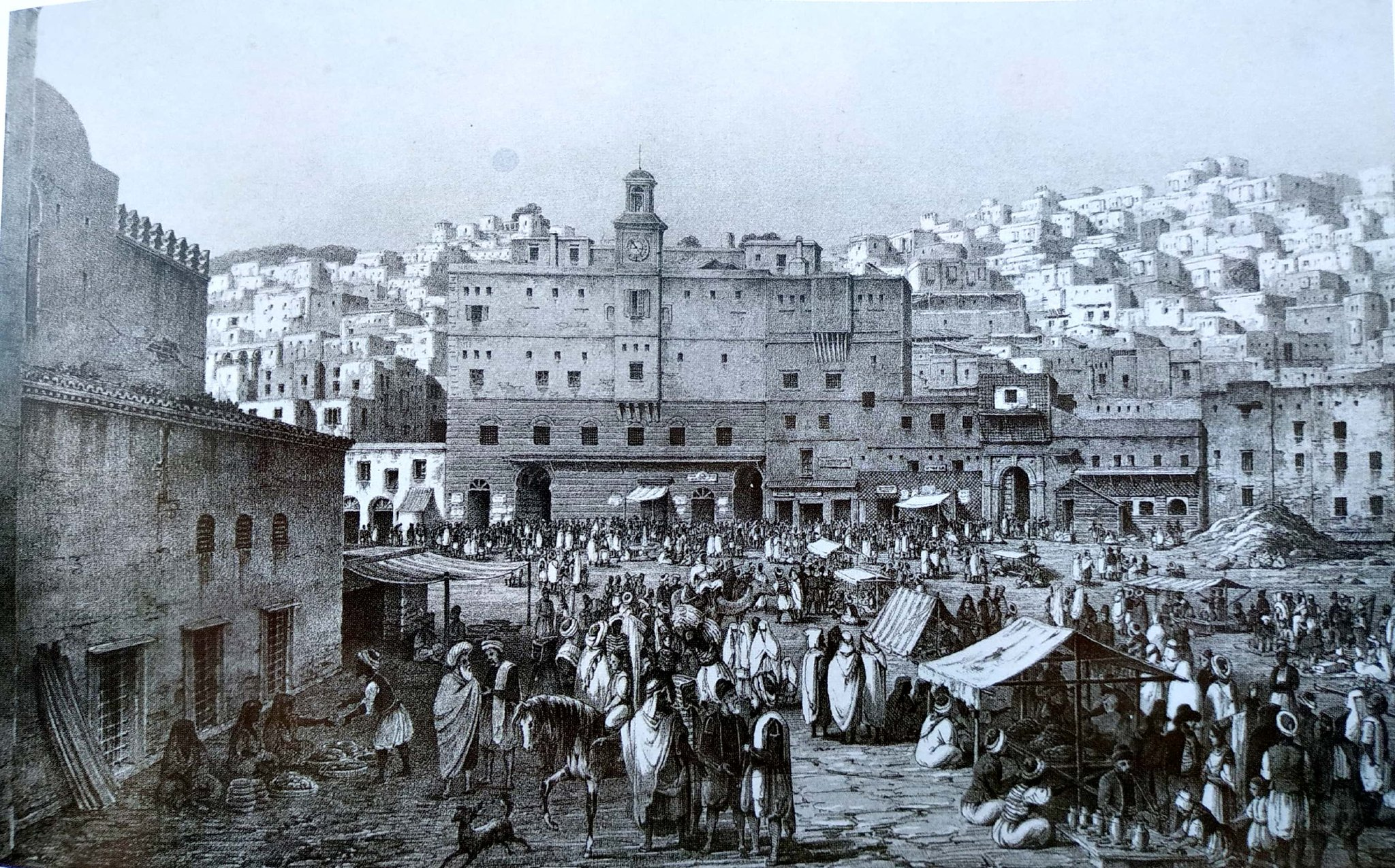
Il Palazzo della Djenina e l'attuale Place des Martyrs su un'incisione del 1832; il palazzo fu demolito intorno al 1856

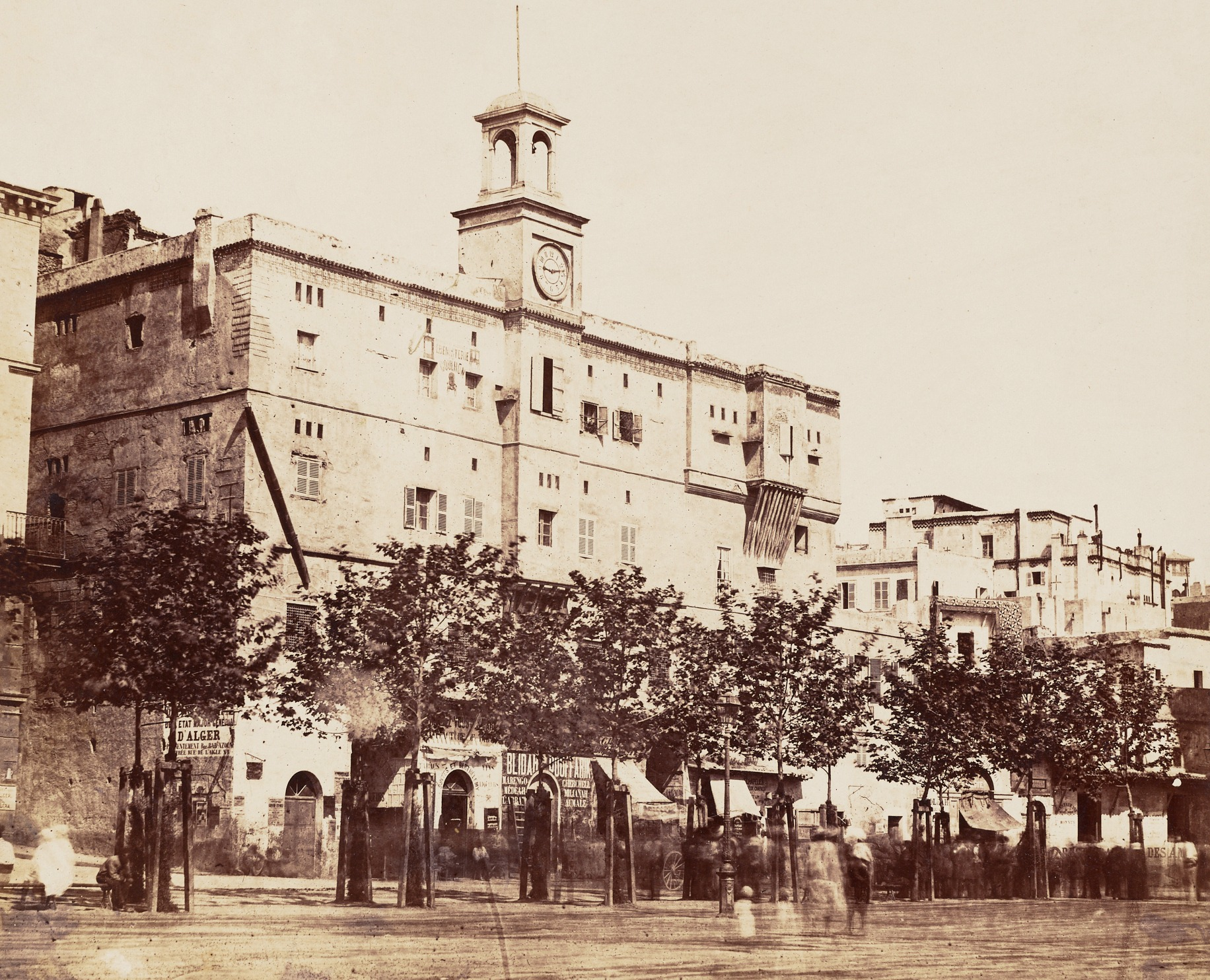
Palazzo della Djenina nel 1856

Il palazzo più antico è quello della Djenina, devastato da un incendio nel 1844. Il palazzo, un antico forte berbero, era la residenza dei governatori della città nel medioevo. Le sue origini sono anteriori al periodo ottomano, durante il quale divenne sede del potere. Chiamata localmente Dar Soltan el qedim fu sede del potere fino al 1817. Del complesso rimane solo Dar Aziza, situata in Place des Martyrs davanti alla moschea Ketchaoua. Il palazzo Dar Aziza è una tipica residenza cittadina del XVI secolo. Alto originariamente tre piani, fu privato del suo piano più superiore da un terremoto nel 1716. Servì come magazzino nel 1830, e nel 1832 perse le scale che portavano alla terrazza. Divenne, dopo qualche miglioramento, sede dell'Arcidiocesi di Algeri durante il periodo coloniale. Dar Aziza è molto ricca di decorazioni murali realizzate in marmo scolpito. Comprende un magnifico patio decorato con fontane, elementi in legno, terracotta e claustras in vetro colorato.
Il Palazzo Mustapha Pacha fu edificato nel 1798. Una particolarità del palazzo è il mezzo milione di vecchie piastrelle di terracotta provenienti da tutto il Maghreb e dall'Europa. Il marmo della fontana proviene dall'Italia e le porte sono in cedro. È la sede del museo di calligrafia di Algeri.
Il Palazzo Hassan Pacha è un palazzo in stile maghrebino costruito nel 1791 e ristrutturato durante il periodo coloniale con elementi di stile neogotico e orientalista.
Il Palazzo Ahmed Bey si trova nella casba bassa, nel quartiere di Souk-el-Djemâa, al confine con rue Hadj Omar. Fa parte del complesso dei palazzi della Djenina. Fu costruito nel XVI secolo come abitazione del dey, secondo lo stile tipico dell'epoca. Oggi ospita la direzione del Teatro nazionale algerino.
Il Palazzo del Raïs è una delle ultime vestigia della medina situata in riva al mare e il suo restauro è recente. Il palazzo apparteneva ai corsari barbareschi e alterna spazi pubblici e privati. Comprende tre palazzi sontuosi e sei douerates (abitazioni più modeste), con raffinate decorazioni come testimoniano le piastrelle di ceramica, le balaustre lignee ornate, le colonne in marmo e i soffitti riccamente decorati. Ospita anche un antico hammam e una menzah, una terrazza che si affaccia sul sito e sul mare. Questo palazzo è ora utilizzato come casa della cultura.

I palazzi della casba
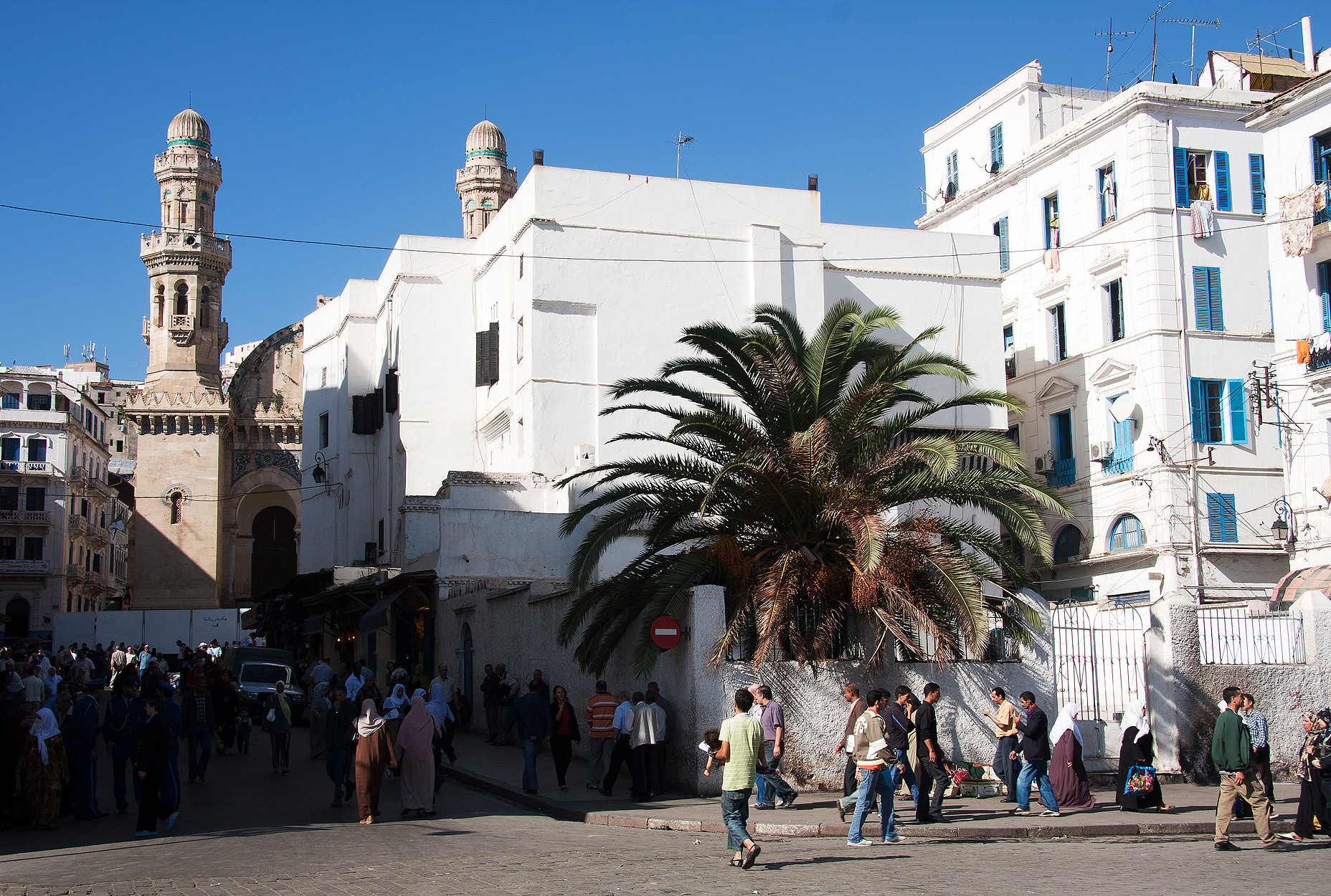
Dar Aziza in primo piano, ultima parte dell'antico palazzo della Djenina, edificato nel XVI secolo e in gran parte distrutto da un incendio nel XIX secolo
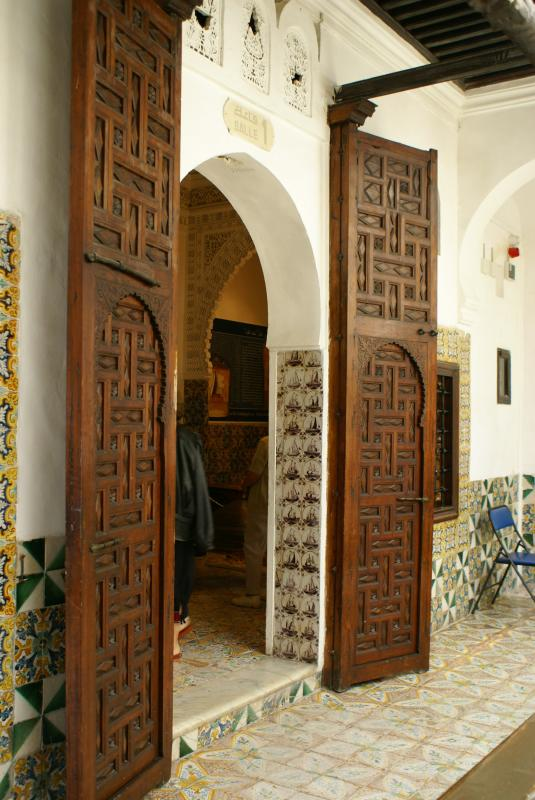
Il Palazzo Khdaoudj El Amia, oggi museo delle arti popolari
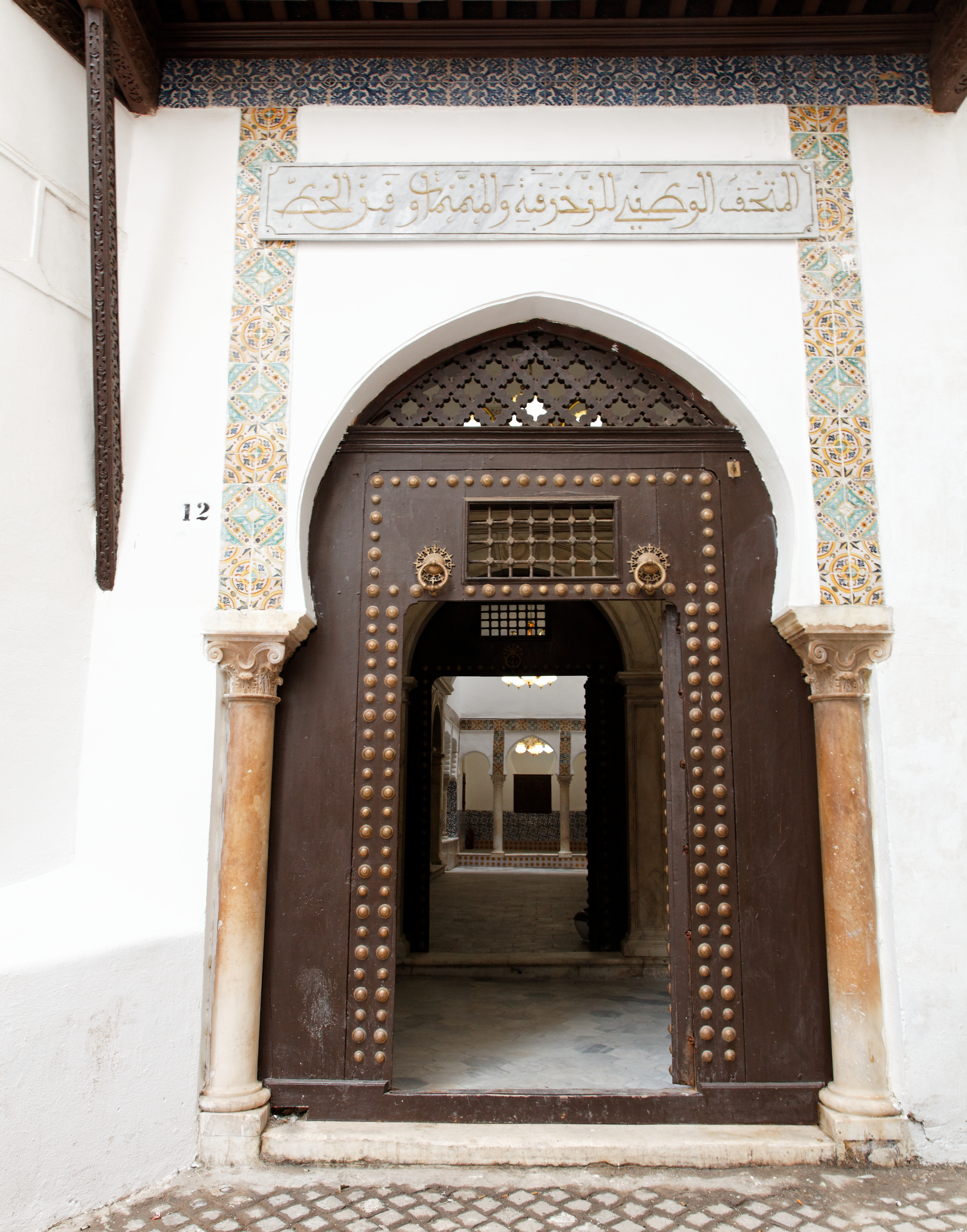
L'ingresso del Palazzo Mustapha Pacha
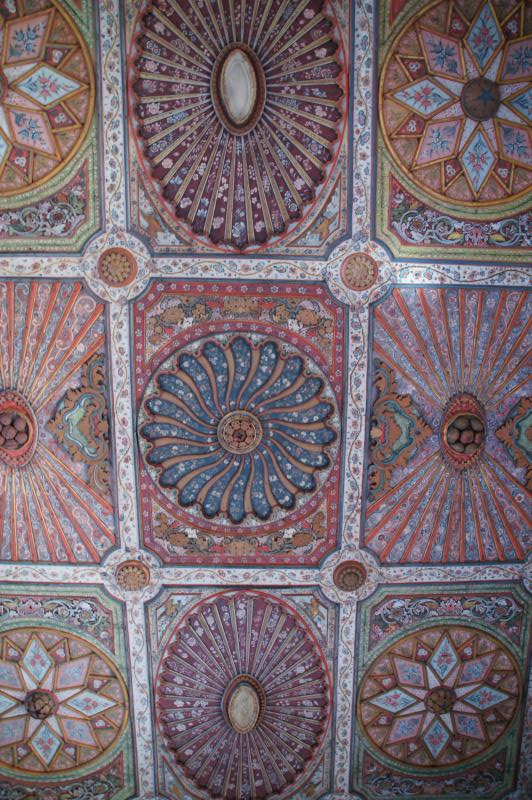
Soffitto in legno intagliato del Palazzo del Raïs
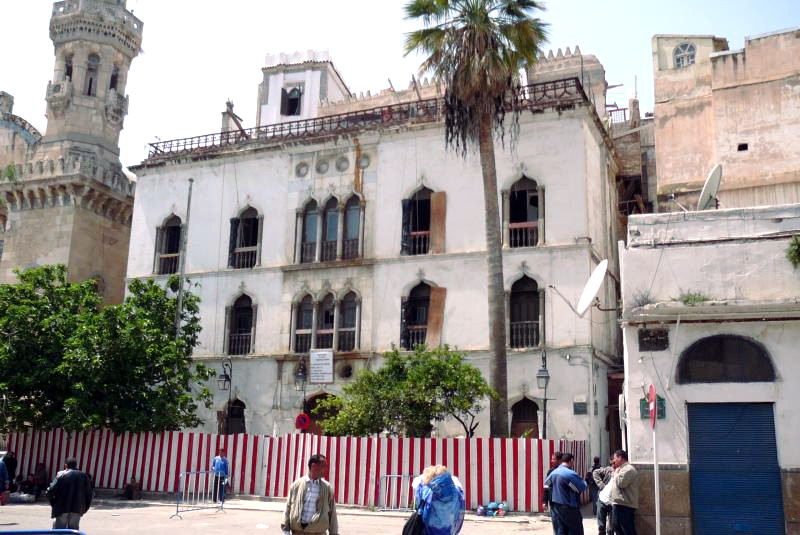
Il Palazzo Hassan Pacha, residenza invernale del governatore coloniale dell'Algeria
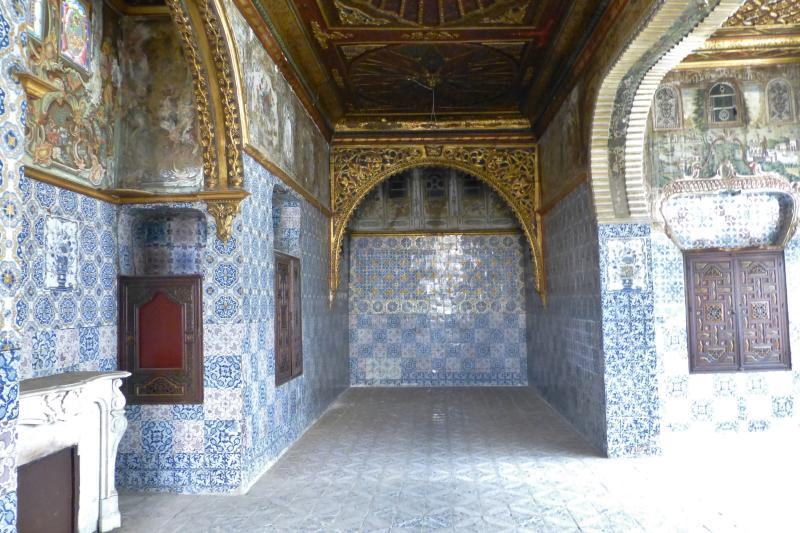
Interno del Palazzo Hassan Pacha

Durante il periodo ottomano, un certo numero di palazzi estivi erano situati fuori dalle mura, nel Fahs, termine che designa i dintorni della città e che costituiscono uno spazio molto distinto dalla medina. È sede dei vari palazzi estivi e di residenze con giardini. Uno dei palazzi più famosi di questo insieme è quello del Bardo, che ospita oggi il Museo nazionale del Bardo.

### Moschee
Tra le principali moschee della casba di Algeri si citano moschea Ketchaoua, la moschea el Kebir (la Grande moschea), la moschea el Djedid, la moschea Ali Bitchin, la moschea Sidi Ramdane, la moschea Sidi M'hamed Cherif, la moschea Berrani, la moschea El Safir e la moschea li houd.
La moschea più antica della città è la moschea el Kebir, costruita nel 1097 da Yūsuf ibn Tāshfīn secondo lo stile almoravide, in un periodo durante il quale vi era un'importante influenza dell'arte ispano-moresca di al-Andalus nell'architettura del Maghreb. Ciò che più caratterizza la moschea è la sua sala di preghiera e il minareto. La sala di preghiera è centrata e i suoi possenti pilastri sono collegati da grandi archi smerlati, lobati per quelli delle navate, uniti e levigati per quelli delle baie. Il miḥrāb è decorato con colonne e ceramiche. Il minareto, ricostruito da un sultano zayyanide di Tlemcen nel 1324, è di forma quadrangolare, sormontato da una lanterna e decorato con ceramiche e pregevoli sculture. La galleria esterna è costituita da colonne di marmo con capitelli decorati della moschea Es Sayida, un tempo situata in Place des Martyrs, demolita durante il periodo coloniale.
La moschea Sidi Ramdane è di epoca medievale e data all'XI secolo.

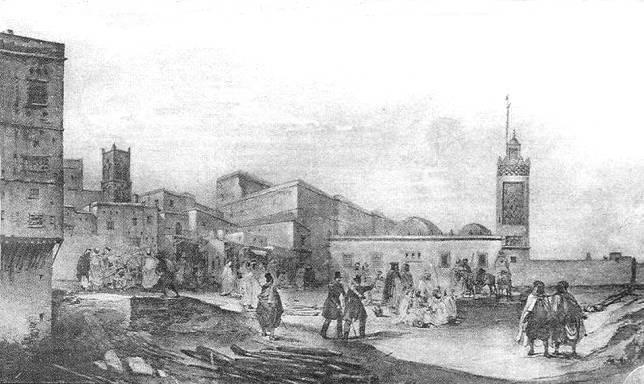
Incisione raffigurante la vecchia moschea Es Sayida (1830 circa), demolita durante il periodo coloniale

La moschea Ketchaoua fu fondata nel 1436, in un periodo precedente alla Reggenza di Algeri, quando le dinastie berbere regnavano sulla città. La sua architettura combina gli stili moresco, ottomano e bizantino. Infatti, la sua architettura fu alterata durante il periodo ottomano e poi, soprattutto, durante il periodo coloniale francese, durante il quale servì da cattedrale prima di tornare al culto musulmano all'indomani dell'indipendenza del paese. Un edificio più grande fu costruito intorno al 1613, sotto il governo della Reggenza di Algeri, poi ristrutturato di nuovo nel 1794, sotto il governo di Hassan Pascià. La sua architettura si ispira alle moschee turche in stile bizantino. A partire dal 1844, le autorità coloniali attuarono modifiche per adattare l'edificio al culto cattolico, intervenendo sul minareto in stile maghrebino; furono costruite le due torri della facciata e un coro come estensione della sala di preghiera. La chiesa fu classificata Monumento storico dall'amministrazione coloniale nel 1908 e riassegnata al culto musulmano all'indomani dell'indipendenza dell'Algeria.
La moschea el Djedid è una delle più recenti. Fu costruita nel 1660 dal dey Mustafa Pascià in uno stile molto vicino a quello ottomano. Ha cupole che ricordano quelle di Istanbul. Tuttavia, il suo minareto, alto 27 metri, è in stile maghrebino con una componente originale: comprende un orologio, dal 1853, proveniente dall'antico palazzo della Djenina, demolito durante il periodo coloniale. Era destinata alla comunità turca della città, di rito hanafita, e la sua vicinanza al mare le è valso l'epiteto di "moschea dei pescatori". La leggenda narra che fu un prigioniero cristiano a redigerne i piani, il che spiegherebbe la sua forma a croce latina. L'interno è decorato con elementi in legno e il minbar è in marmo italiano.
La moschea el Berrani (letteralmente la "moschea degli stranieri") risale al 1653, ricostruita nel 1818 da Hussein dey ai piedi della cittadella come benvenuto al tribunale del Agha. Deve il suo nome agli stranieri che venivano a pregare lì prima della loro udienza con i dey. Fu poi assegnata al culto cattolico durante il periodo coloniale.

Moschee della casba di Algeri
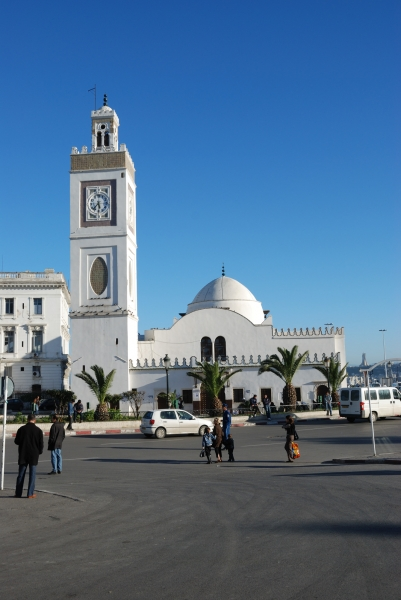
La moschea el Djedid, costruita nel 1660
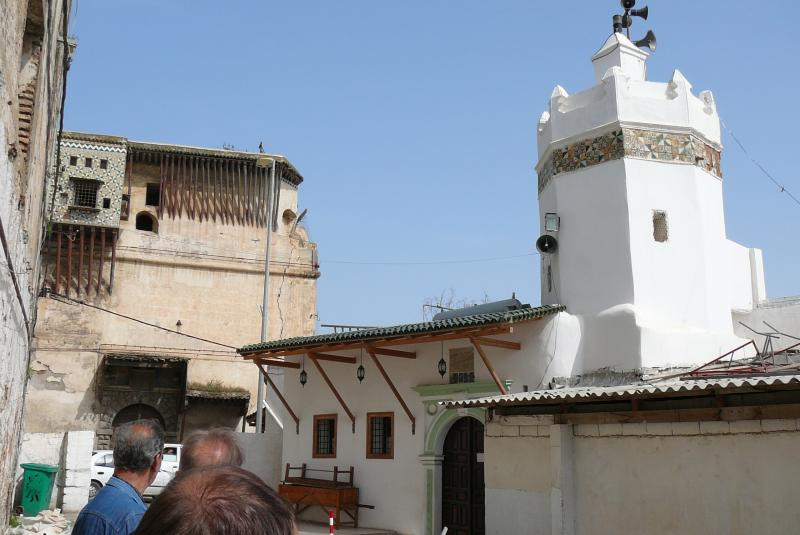
La moschea Berrani; sullo sfondo il palazzo del dey
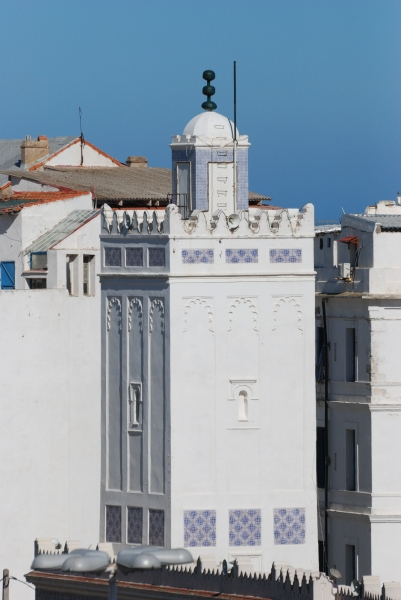
Il minareto della Grande moschea
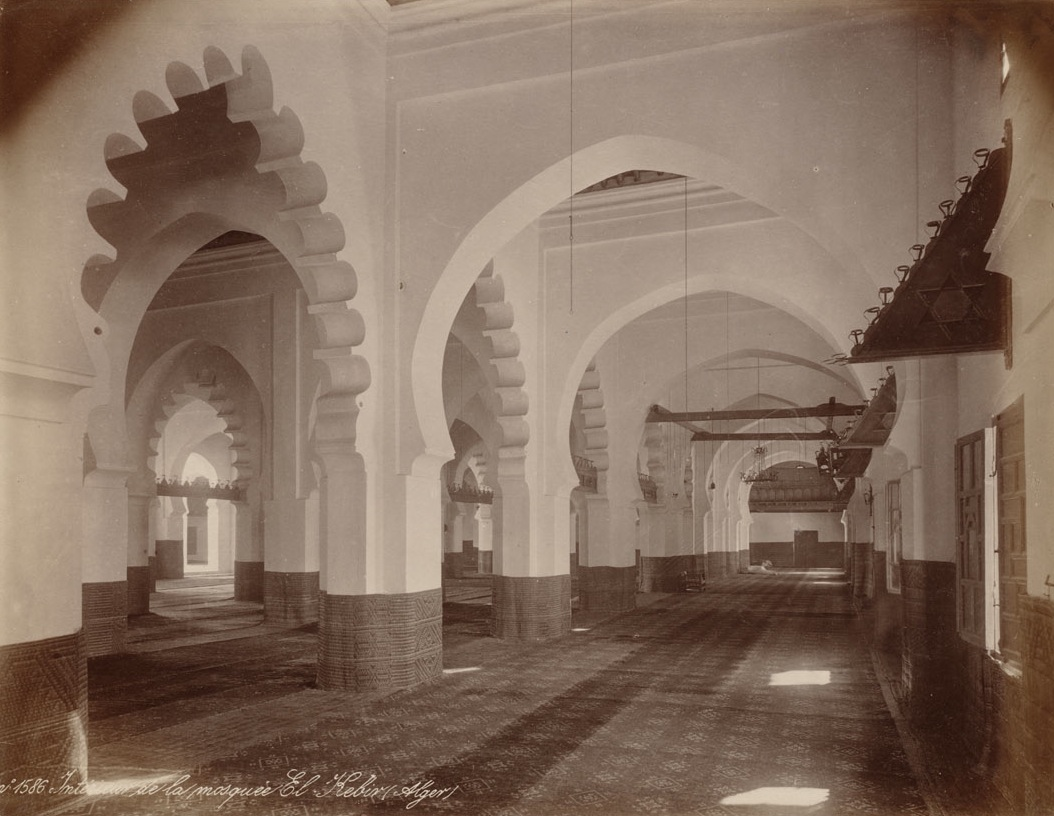
Interno della Grande moschea (circa 1892)

La casba comprende anche molte altre moschee, come quella di Ali Bitchin, costruita nel 1622 da un mercante "rinnegato" di origine veneziana convertitosi all'Islam, il cui nome originario era Picenio. È in stile ottomano con le sue numerose cupole, ma presenta un minareto quadrato di tipo maghrebino. In origine la sua sala di preghiera era disadorna e imbiancata con calce. Ma nel tempo furono aggiunti stucchi e altre decorazioni interne. Attualmente l'edificio è in fase di restauro. Altre moschee sono situate vicino ai mausolei, come la moschea Sidi Abderrahmane, eretta accanto all'omonimo mausoleo nel 1696; quest'ultima presenta cupole e un minareto riccamente decorato.

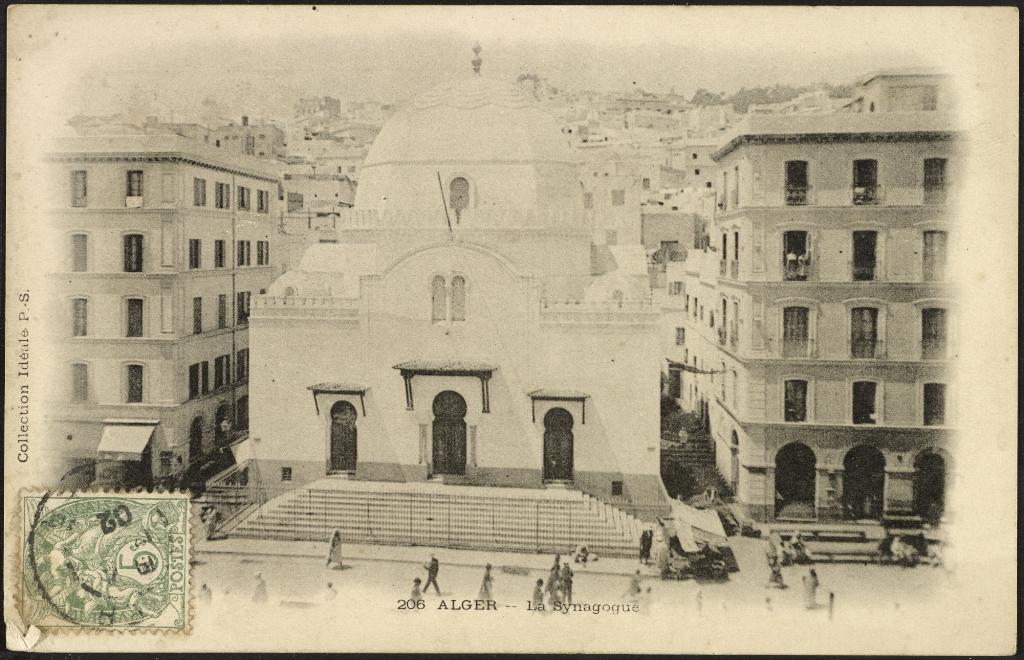
La Grande sinagoga, Jamaa li houd (circa 1902)

La cittadella comprendeva anche moschee che furono demolite durante il periodo coloniale, ma che segnarono la memoria della città. La moschea Es Sayida, precedentemente situata in Place des Martyrs, fu demolita nel 1832. I suoi colonnati furono riutilizzati per allestire il peristilio della Grande moschea nel 1836, per compensare l'impopolarità della demolizione e degli interventi coloniali. Altre moschee, come quella di M'sella accanto a Bab el Oued, nel 1862, la moschea Mezzomorto, costruita dal dey Mezzomorto Hüseyin Pascià, e la moschea m'ta Sattina Maryam furono demolite durante il progetto di riqualificazione coloniale. La Grande sinagoga fu costruita tra il 1850 e il 1865 e divenne moschea a causa della partenza della locale comunità ebraica verso la Francia, quando l'Algeria divenne indipendente.

### Madrase e mausolei
La città vecchia è sede di numerose madrase, la più famosa delle quali è la Madrasa Thaâlibiyya, costruita nel 1904 sotto l'amministrazione del governatore Charles Jonnart, che promosse lo stile neomoresco, chiamato talvolta "style Jonnart", applicato a molti altri edifici dell'epoca, come la Grande Poste d'Alger e la stazione di Orano. La madrasa fu realizzata in omaggio al famoso teologo maghrebino del XIV secolo, Sidi Abd al-Rahman, considerato santo patrono della città di Algeri. La casba contava ottanta zawiya e madrase prima dell'invasione francese, la maggior parte delle quali non sono più in uso o sono divenute moschee, come la zawiya di Sidi M'hamed Cherif.
La città è residenza di numerose figure marabuttiche, come Sidi Brahim, protettore del mare, Sidi M'hamed Chérif, Sidi H'lal, santo di Bab el Oued e Sidi Bouguedour considerato il principale dei marabutti. I mausolei di Sidi Hlal, Sidi boudgour e di Sidi Abd al-Rahman, nonché la moschea di Sidi M'hamed Cherif, sono in fase di restaurazione.
La Madrasa Thaâlibiyya è situata vicino alla tomba di Sidi Abd al-Rahman. Il mausoleo attorno a questa tomba venne eretto nel XVII secolo, e ricevette la visita della regina Vittoria del Regno Unito, che, toccata dalla grazia del luogo, donò i lampadari di cristallo che ancora adornano il santuario. I muri del suo mausoleo di Sidi Abd al-Rahman sono riccamente adornati con versetti calligrafici del Corano.
Il mausoleo, con la sua moschea e con un cimitero esterno, ha una duplice funzione: religiosa e funeraria. Vi si trovano anche le tombe di Sidi Ouali, marabutto venuto dall'oriente e la cui leggenda narra che avrebbe scatenato il mare contro le navi di Carlo V durante l'assedio della città. Il cimitero ospita anche personalità come i marabutti Walî Dada, Sidi Mansour ben Mohamed ben Salîm e Sidi 'Abd Allah, governatori della Reggenza di Algeri come Ahmed Bey di Costantina e i dey Mustafa Pascià e Omar Pascià, nonché personaggi famosi come lo scrittore Mohamed Bencheneb e l'illustre miniaturista Mohammed Racim.

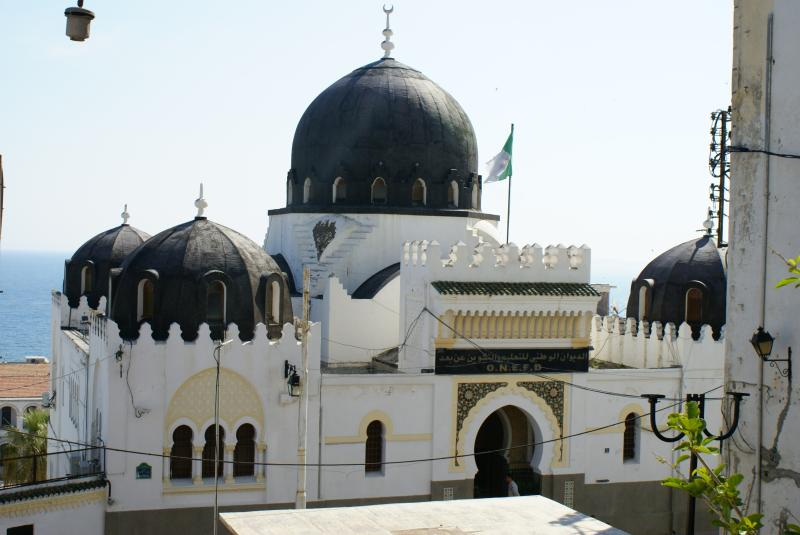
La Madrasa Thaâlibiyya, realizzata secondo lo stile neomoresco nel 1904
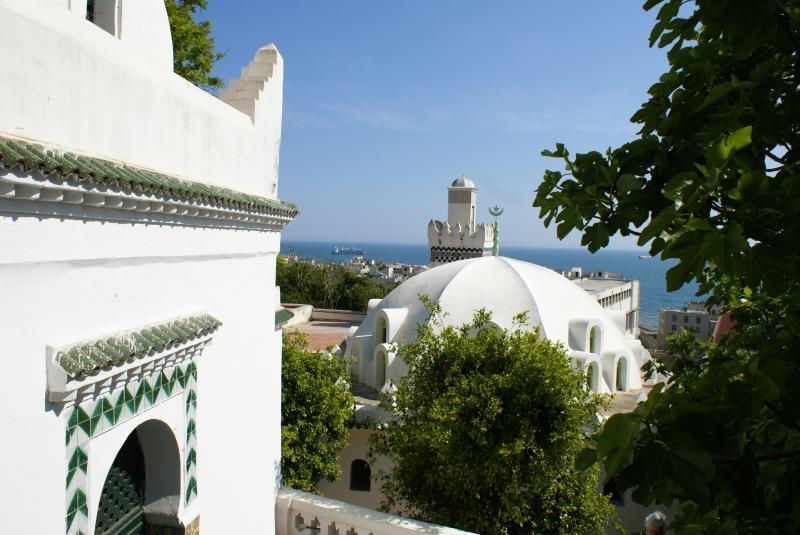
Il mausoleo di Sidi Abd al-Rahman serve da moschea e da cimitero. Vi sono sepolti alcuni governanti della Reggenza di Algeri e dignitari religiosi

### Cittadella e strutture difensive

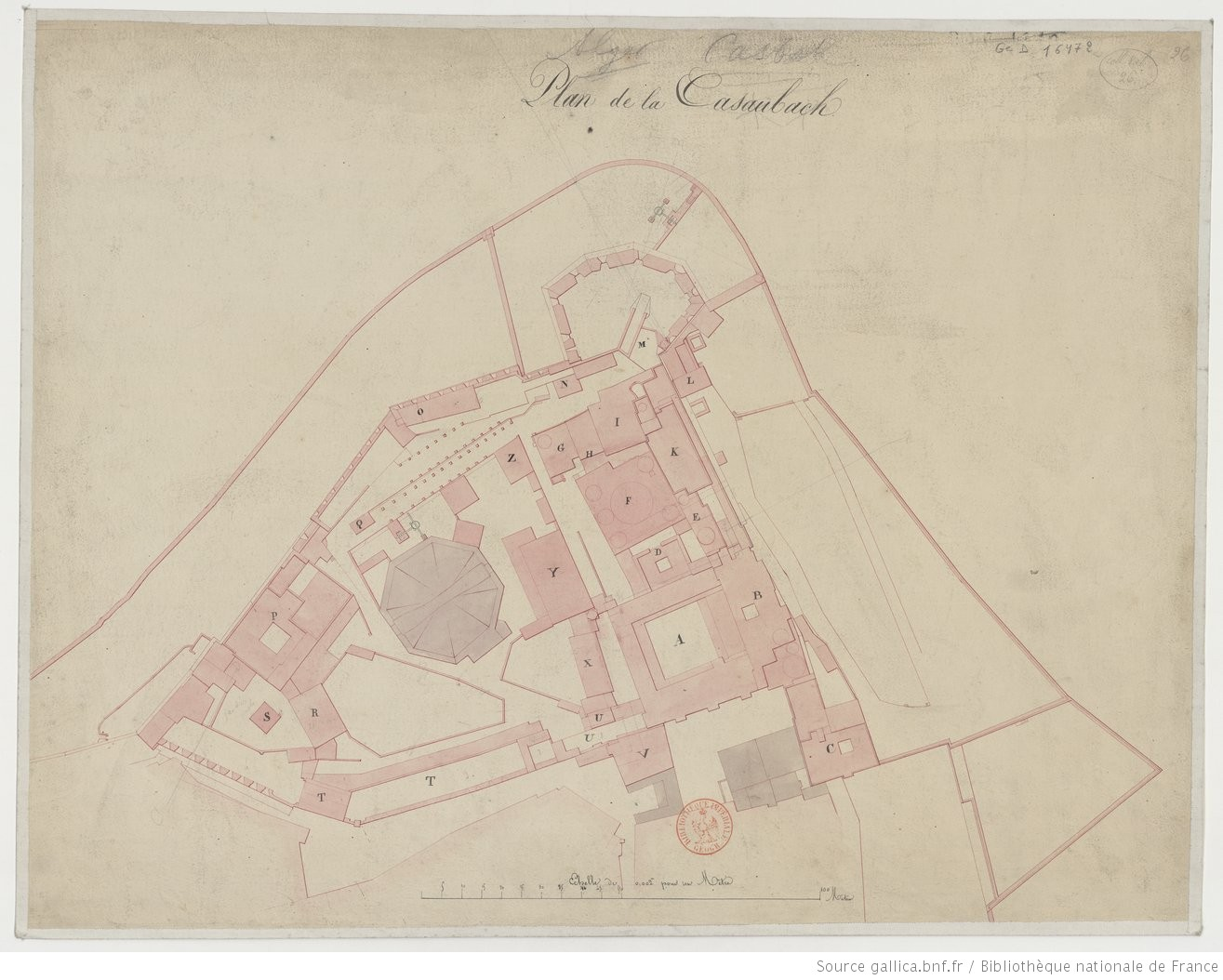
Pianta della cittadella (1830):
A: palazzo del dey;
P: palazzo del bey;
F: moschea del dey;
Y: moschea dei giannizzeri;
I, K: harem

La cittadella, la casba propriamente detta, situata sulle alture della medina, si estende su una superficie di 9000 m² dei quali 7500 m² edificati. La sua realizzazione risale all'anno 1597, sul sito di uno stabilimento ziride. Divenne sede del potere deylicale nel 1817.
Il complesso comprendeva:
- il palazzo del dey;
- un palazzo assegnato ai bey di Costantina, Orano e Médéa, vassalli del dey;
- due moschee, una per il dey e l'altra per i giannizzeri;
- una polveriera, stabilimento militare destinato alla produzione di salnitro e polvere da sparo;
- i resti di una casamatta e un vecchio giardino dove vi erano alberi e piante esotici;
- bastioni;
- un harem;
- un padiglione estivo;
- i bagni del Agha;
- un giardino estivo;
- un giardino invernale;
- il parco degli struzzi.

La polveriera sarebbe esplosa nel XVIII secolo e fu ricostruita. Dopo il terremoto di Algeri del 1716 anche molti altri edifici furono ricostruiti.
Durante il periodo coloniale, le autorità intervennero sul complesso, in modo da realizzare una strada, l'attuale rue Mohamed Taleb. La cittadella di Algeri era in fase di restauro nel 2015.

La cittadella di Algeri
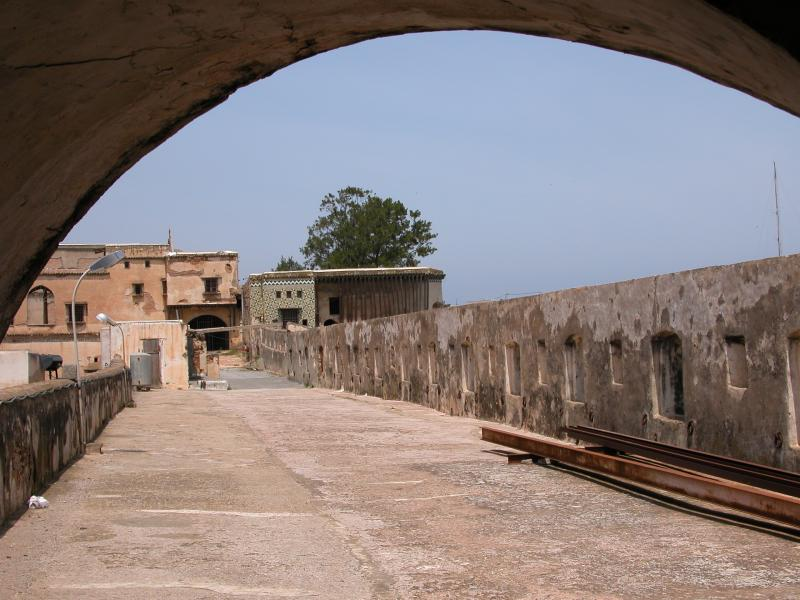
Vista sulle fortificazioni della cittadella
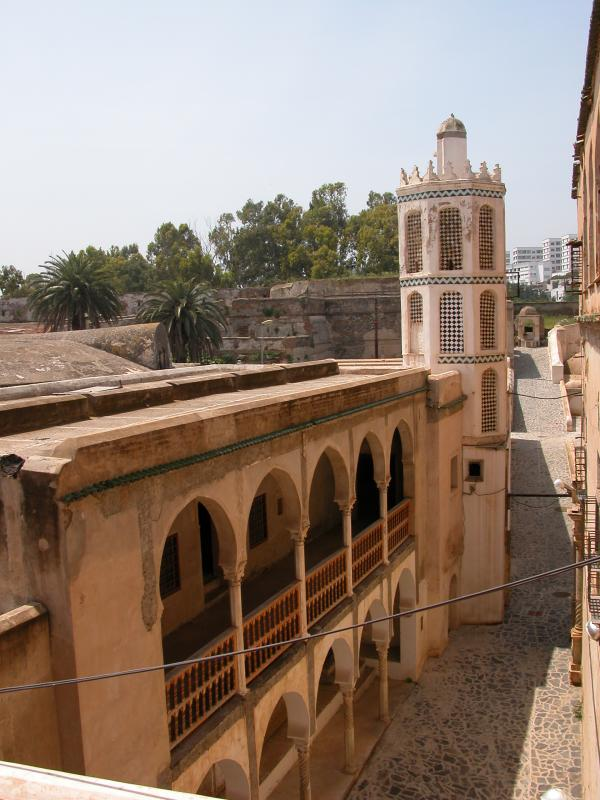
Vista sul minareto della cittadella
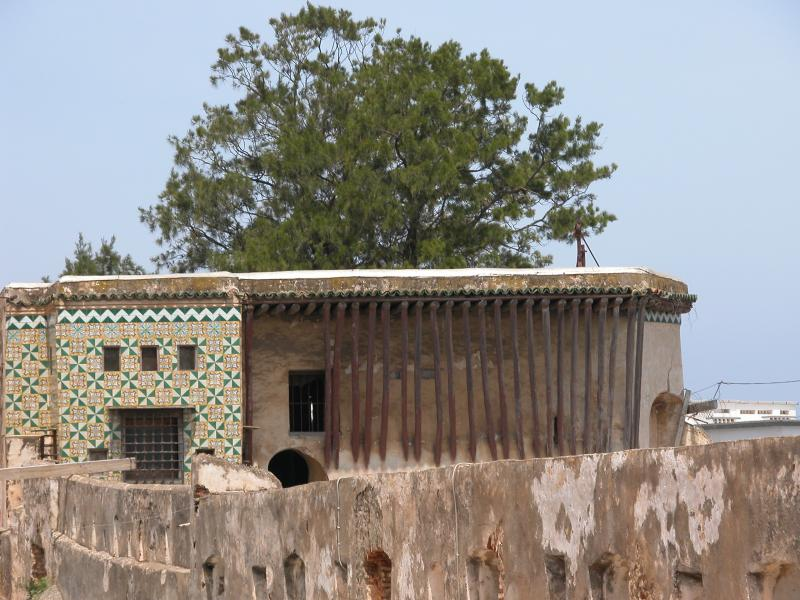
Vista su parte di Dar Soltan, palazzo dell'ultimo dey di Algeri

Tuttavia, la cittadella non è l'unica struttura difensiva della città. In origine la città era circondata da un muro, segnato dalle porte Bab Azoun, Bab el Oued, Bab Jedid e Bab Jezira, e difeso da un vasto complesso di forti (borj), stabiliti tra il XVI e XVII secolo, come quello di el Fanar nel porto, quello di Moulay Hasan nell'entroterra, e il borj di Tamentfoust dall'altro lato della baia di Algeri. Borj el Fanar esiste ancora oggi, così come molti altri forti, ma molti furono demoliti durante il periodo coloniale.
Sul lungomare, uno degli ultimi testimoni delle strutture cittadine è il Palazzo del Raïs. La sua facciata marittima dall'aspetto massiccio include cannoni rivolti verso il mare.
La casba era circondata alla base da un muro di cinta di cui restano solo le vestigia, come quella di fronte alla prigione di Serkadji.

Strutture difensive della città
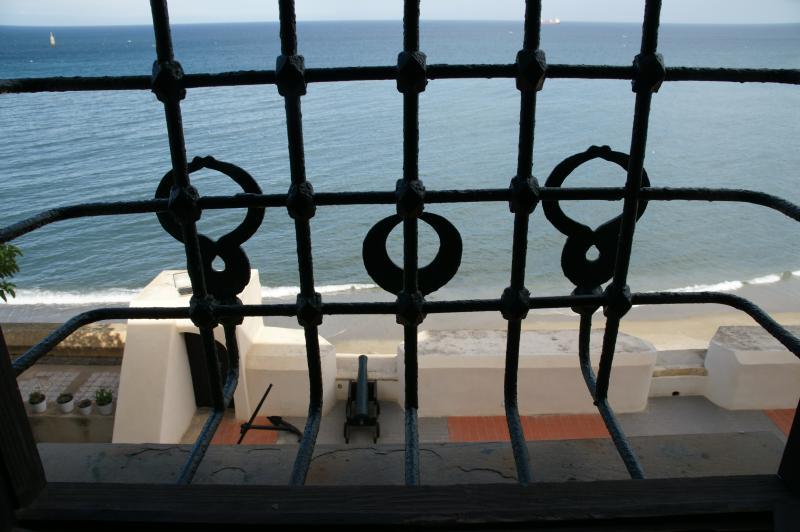
Cannone del Palazzo del Raïs
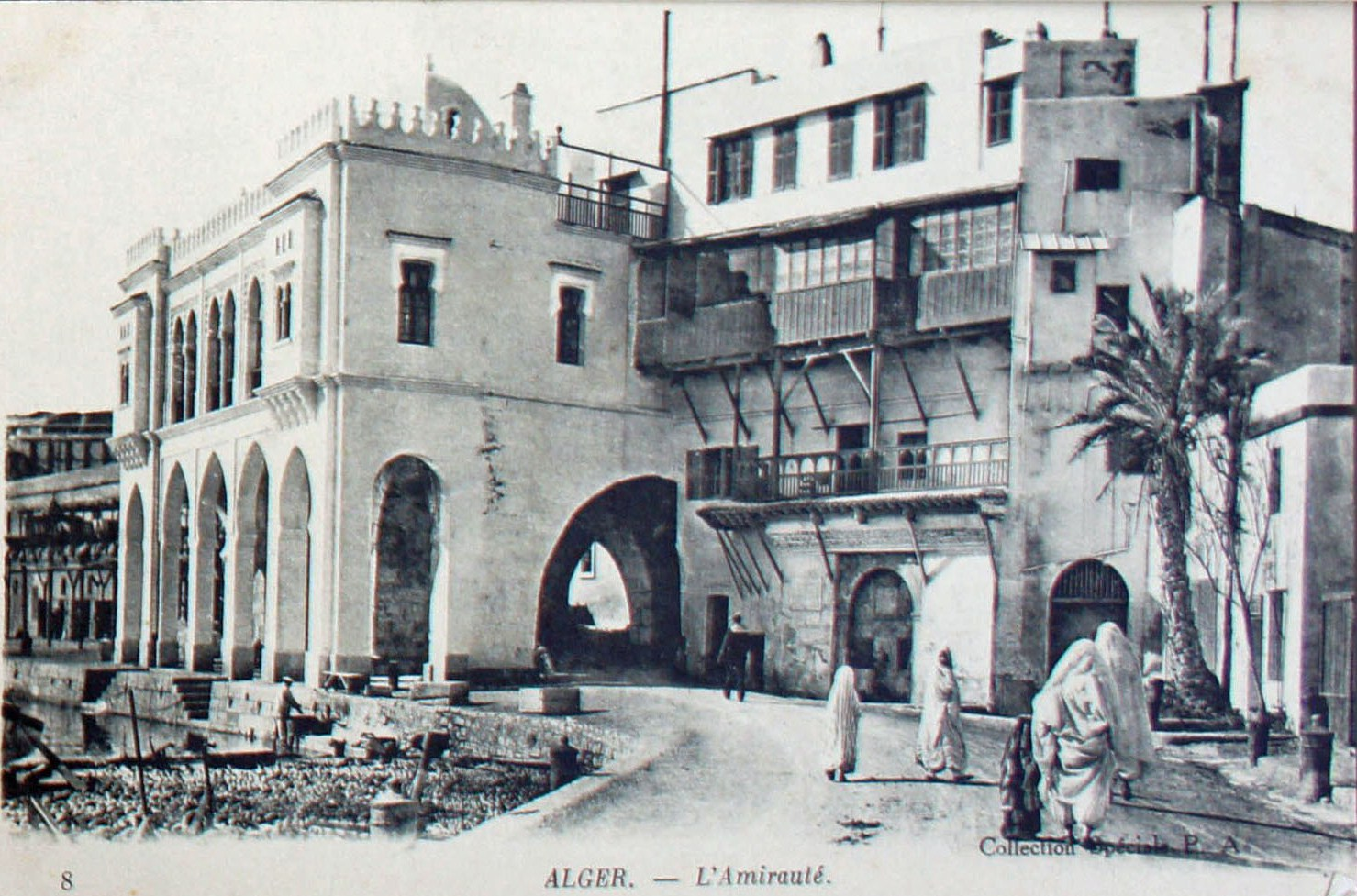
Borj el Fanar nel 1916, sede del Captan Raïs, capitano del porto, e del Oukil el Hardj, ministro della marina della Reggenza di Algeri
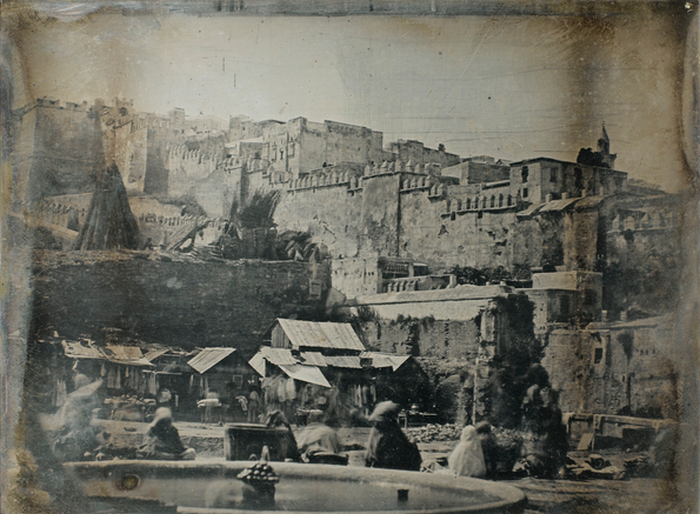
I bastioni di Algeri sul lato sud-est nel XIX secolo, prima della loro demolizione
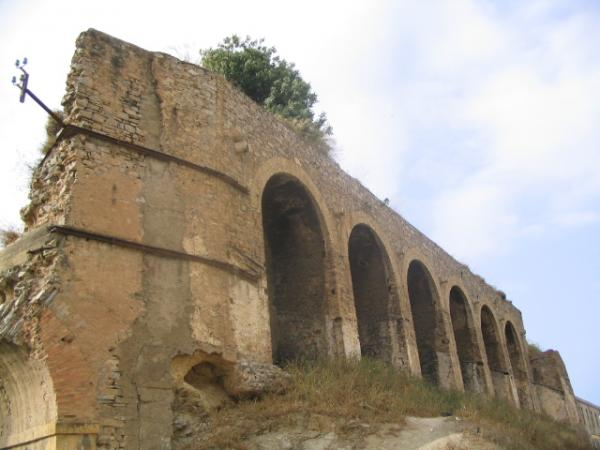
I bastioni, lato ovest della medina
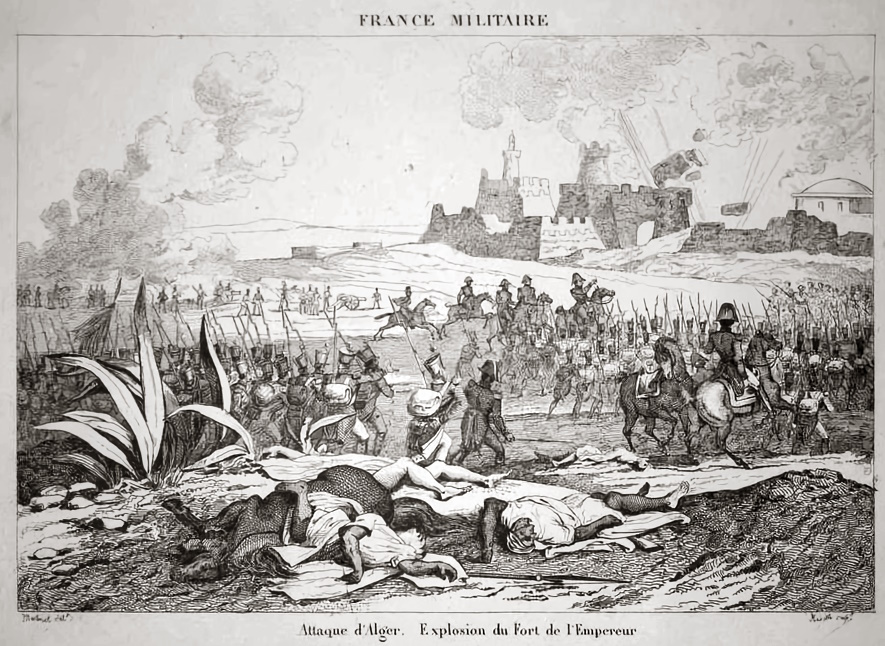
Esplosione del Borj Moulay Hassan nel 1830, sabotato dai giannizzeri durante la presa di Algeri
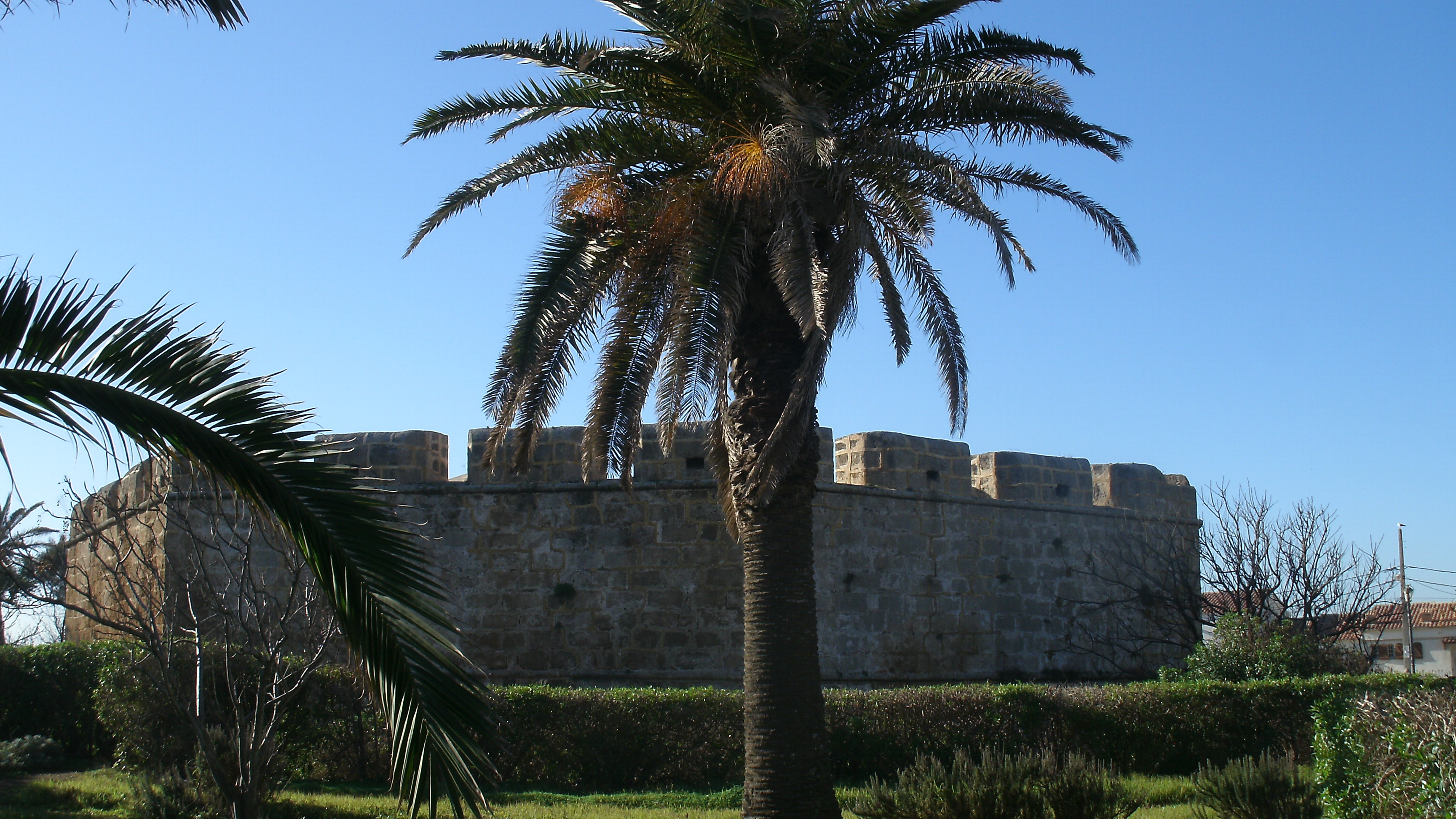
Borj Tamentfoust situato di fronte alla baia di Algeri
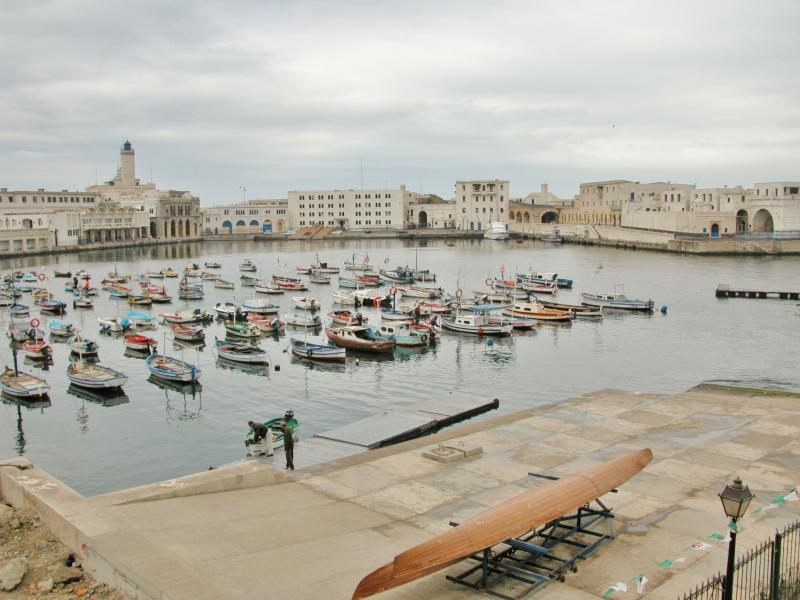
Il porto di Algeri e diversi borj. Sullo sfondo l'edificio ottagonale della roccia del Peñon (risalente al XVI secolo) sormontato dalla torre del faro

### Degrado degli edifici e decadenza sociale

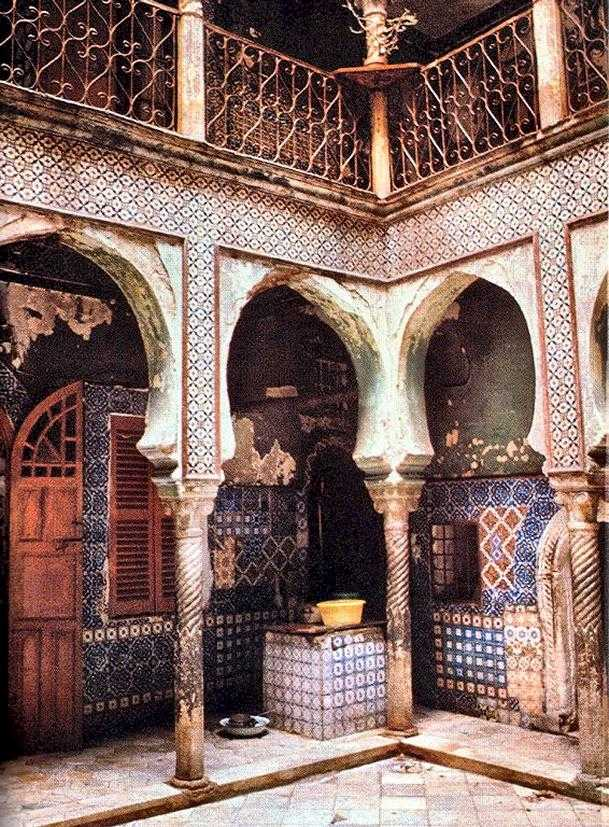
Un'abitazione degradata della casba

Il quartiere deve affrontare sfide legate al suo status di patrimonio culturale abitato. A partire dal periodo coloniale, la zona è stata relegata in secondo piano, perdendo gradualmente il suo ruolo di centro urbano. La città vecchia conobbe sotto le autorità coloniali una fase di demolizione obiettiva a lasciar spazio a una nuova urbanistica; la città vecchia era vista come un arcaismo, oltre che pericolosa, covo di emarginati e sede di una popolazione povera. Ma a parte le demolizioni della parte bassa e la costruzione di quartieri periferici, gli edifici non subirono in questo periodo un forte degrado perché emerse tra gli abitanti una forma di gestione comunitaria degli spazi pubblici e privati, in resistenza al modello urbanistico haussmanniano allora promosso dalle autorità coloniali.
A partire dal 1962, l'area è divenuta ambiente di declino e di emarginazione sociale. La manutenzione degli spazi pubblici sta perdendo la sua efficacia per la scarsità di zabalines (i netturbini) e di siyakines (gli irrigatori che puliscono le strade con acqua di mare), con conseguenti accumuli di immondizia e macerie. Questo degrado fu dovuto in parte ai cambiamenti sociali della popolazione della medina, dal momento che buona parte di essa era costituita da nuovi abitanti arrivati dopo l'indipendenza, senza alcun tipo di cultura urbana. Il quartiere dovette infatti anche affrontare l'esodo di molte delle sue famiglie ancestrali, i beldiya. Da sottolineare il ruolo dello Stato algerino, che portò avanti una politica urbana inefficiente e che nessuna amministrazione fu istituita per la casba tra il 1962 e il 1985. La medina continuò così a perdere la sua centralità. Dopo l'indipendenza, la città vecchia accolse molti migranti dell'esodo rurale, per i quali il quartiere costituiva una porta d'accesso alla città di Algeri. L'area divenne una zona degradata ed emarginata nel centro della città. La popolazione del quartiere fu alimentata dalle componenti più svantaggiate di Algeri e la crisi abitativa in città mantenne la sovrappopolazione del distretto. A ciò si aggiunse una crisi culturale e identitaria, con il contributo del cemento applicato alle abitazioni e la perdita del ruolo di alcuni elementi fondamentali come il patio (west dar), aggirato da vie di comunicazione dirette tra le stanze. Il patio aveva infatti rappresentato per secoli un fondamentale punto di incontro per le diverse famiglie che abitavano la casa e contribuiva a forgiare un legame comunitario. Con l'arrivo di nuove famiglie dalle zone rurali che non si conoscono e che non sono legate e ansiose di non condividere i loro ambienti privati con i vicini, questi cortili stanno perdendo parte della loro ragion d'essere. Paradossalmente, i piani di salvaguardia che si concentrano su palazzi e sulle case borghesi comportano un'alterazione del tessuto architettonico del complesso urbano, con la continuità delle terrazze disturbata e la scomparsa della ceramica. Ciò riflette una visione ristretta del patrimonio da parte di un'amministrazione per la quale il complesso spazio urbano è visto come ingombrante. Tuttavia, il desiderio di restauro è sempre più arricchito dalla nozione di riabilitazione sociale.
L'insicurezza e l'isolamento del quartiere contribuiscono all'emarginazione sociale e al degrado. Il 76% delle proprietà è privato, generalmente in comproprietà (Ḥabūs), il che rende difficile finanziare restauri e manutenzioni. Questa situazione legale ostacola l'intervento statale. I piani d'azione vengono spesso rinnovati utilizzando gli stessi metodi, che riproducono i loro fallimenti sul campo. Questo spiega il fatto che il restauro del patrimonio è sospeso da decenni. Delle 1200 abitazioni in stile moresco registrate nel 1962, solo cinquanta sono state restaurate, circa duecentocinquanta sono crollate e quattrocento sono murate e disabitate, sebbene indebitamente rioccupate al 50%.
Il fallimento dei successivi piani di riabilitazione sarebbe legato all'assenza di una visione globale che comprenda la visione degli abitanti o di importanti attori del settore, come le associazioni e gli abitanti più anziani della medina; essendo questi ultimi non associati ai vari progetti di riabilitazione dall'indipendenza, le operazioni sono spesso compromesse. Infine, i progetti sono spesso affidati a studi di progettazione e produzione esteri, che hanno difficoltà a inserirsi nel savoir-faire architettonico locale e che riescono a riflettere da parte delle autorità algerine un certo "complesso del colonizzato", incapace di mobilitare le competenze locali. Gli attori associativi si stanno mobilitando contro quella che denunciano come una "cultura dell'oblio", ma l'attuazione di azioni concrete da parte loro rimane marginale.

#### Progetto di riabilitazione e polemica
Alla fine degli anni 2010, la regione Île-de-France, gemellata con la provincia di Algeri, ha finanziato un progetto di riabilitazione della casba, diretto dall'architetto Jean Nouvel. L'iniziativa ha suscitato accese critiche, e una petizione che ha raccolto le firme di 400 algerini (soprattutto emigrati) ha denunciato l'intromissione dell'ex potenza coloniale. In un articolo dell'HuffPost, l'architetto Kamel Louafi, in merito alla polemica, ha dichiarato: «Tutti questi firmatari che agiscono e lavorano fuori dal loro paese negano questo diritto a Jean Nouvel e gli chiedono di lasciare che siano i fratelli e le sorelle di Algeri a occuparsi della casba, come se stessimo diventando intelligenti per nascita o etnia».

## Cultura

### Artigianato

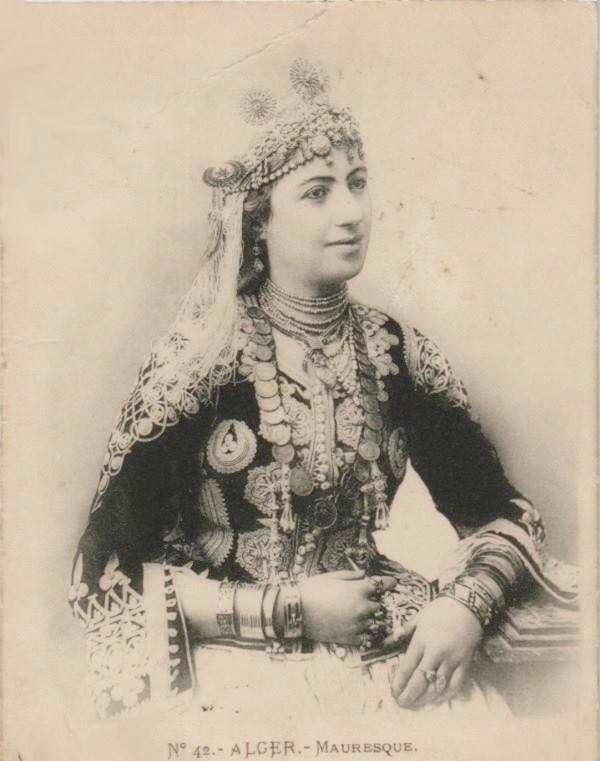
Donna algerina con indosso un karakou nel XIX secolo

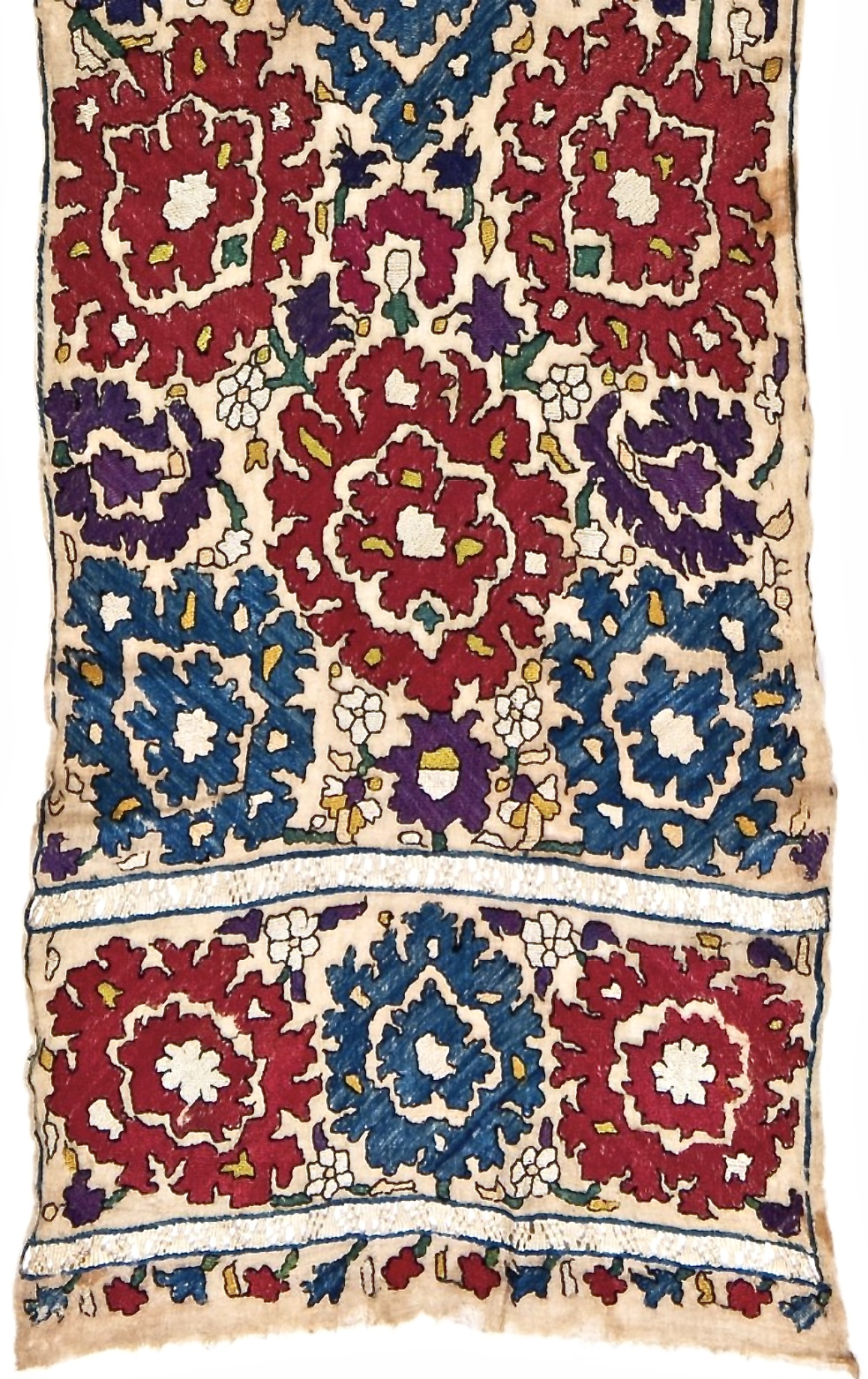
Ricamo in seta conosciuto come point d'Alger del XVIII secolo

Il settore dell'artigianato nella casba è in declino. Non avendo ricevuto adeguate politiche di sostegno, le condizioni di questo settore sono oggi lontane dal suo precedente ruolo nella vita della città.
I rimanenti maestri artigiani non sono molto numerosi e gli artigiani devono far fronte a vincoli fiscali e al prezzo delle materie prime. È il caso, ad esempio, degli oggetti in ottone, di fronte alla diminuzione del numero di artigiani e alla scarsità e al costo elevato del rame. Inoltre, i prodotti tradizionali devono affrontare la concorrenza dei prodotti manifatturieri.
Durante il periodo ottomano, gli artigiani dipendevano dal caïd el blad ("commissario della città"), un alto funzionario vicino al dey. Vennero stabilite zone specializzate, strade o zenkat, dedicate a un preciso mestiere. Le botteghe e le corporazioni ancora in vita alla fine del XIX secolo scomparvero negli anni precedenti la prima guerra mondiale.
Uno dei mestieri più illustri dell'artigianato cittadino è la lavorazione del rame, la cui pratica risale al periodo medievale.
Tra gli oggetti realizzati dagli artigiani del rame si citano le sniwa (vassoi di rame riccamente decorati con motivi geometrici), le mibkhara, l'brik, la tassa, i berreds (teiere) e i tebssi laâchaouets. I motivi decorativi utilizzati comprendono varie forme geometriche, stelle e rappresentazioni di fiori come il gelsomino. Lucien Golvin vede nell'artigianato di Algeri un'eredità ottomana, o almeno convergenze con paesi che erano sotto la dominazione ottomana; lo testimonierebbero alcune decorazioni, come i tulipani, i garofani e i cipressi che si trovano su vari oggetti in rame cesellato o inciso.
L'area costituisce anche un importante centro di lavorazione del legno. La tecnica utilizzata è il legno cesellato e talvolta dipinto per realizzare cassapanche, specchi e tavoli riccamente decorati. La raffinata lavorazione del legno dei vecchi edifici continua a essere restaurata dagli artigiani locali. Nella casba si fabbrica ancora una cassapanca (sendouk) in legno dipinto, conosciuta come "scrigno della sposa", perché spesso viene utilizzata, soprattutto nelle zone rurali, per ospitare il corredo nuziale. Dispone di due maniglie su ogni lato e di una serratura per garantirne la chiusura. Gli ornamenti sono costituiti da motivi arabo-andalusi, spesso di carattere floreale, che occasionalmente lasciano il posto a rappresentazioni di animali come il gallo o il pavone.
Persiste tuttora l'artigianato nell'ambito dell'abbigliamento tradizionale, come il karakou, lo haik e il fez. I negozi in prossimità della Grande sinagoga sono gli unici a vendere il "sapone di Algeri" (saboun D'zair).
Il valore culturale di questi mestieri comincia a suscitare l'interesse degli abitanti e dello Stato, che investe, ancora timidamente secondo gli artigiani, in sistemi di esenzione fiscale e scuole specializzate. Alcune iniziative per la creazione di imprese artigiane stanno dando nuova linfa ai mestieri interessati; è il caso, ad esempio, della produzione e del restauro di oggetti in legno dipinto.

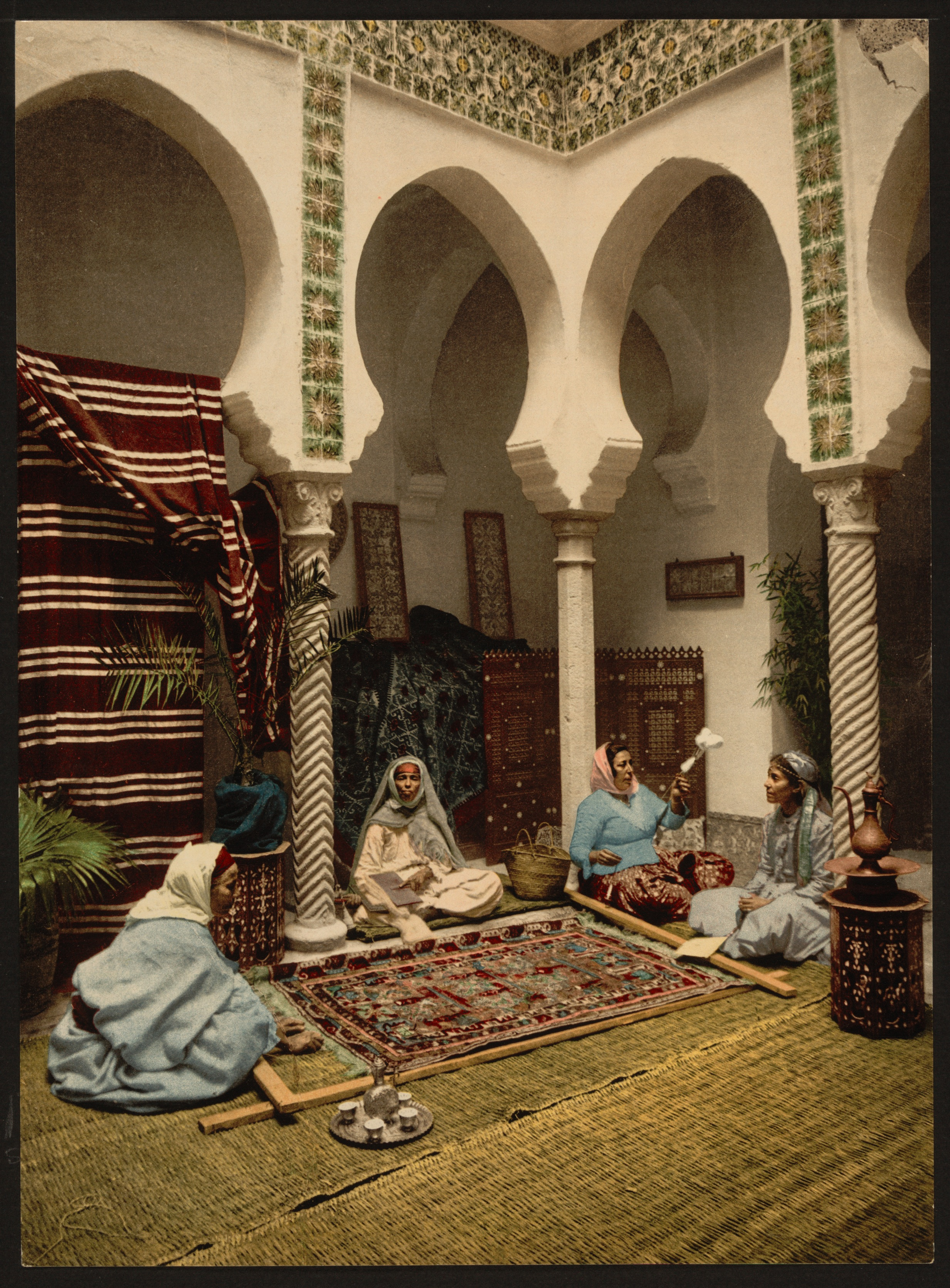
Donne di Algeri tessono un tappeto (1899)
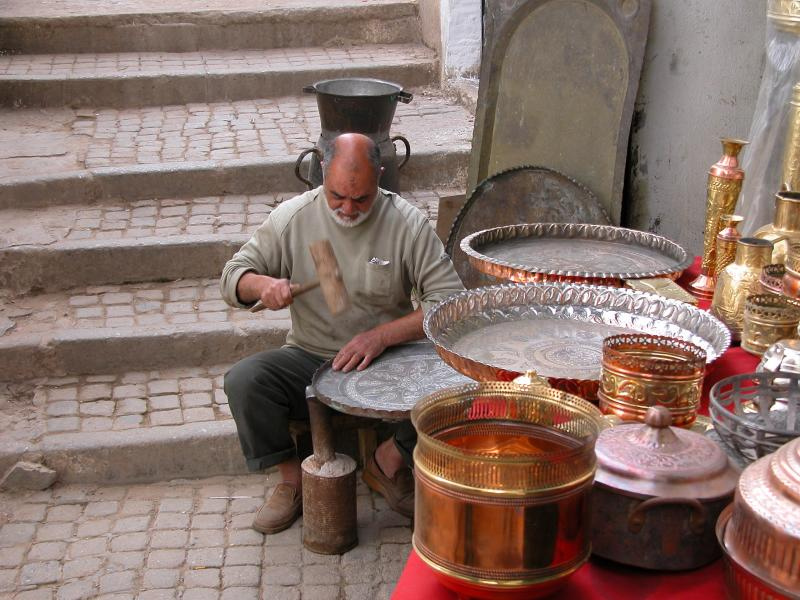
Un artigiano del rame
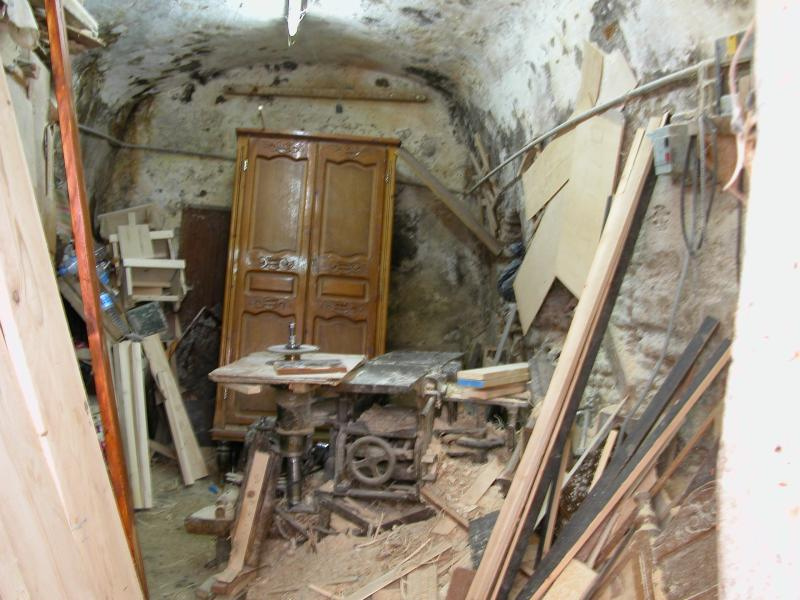
Laboratorio di falegnameria nella casba
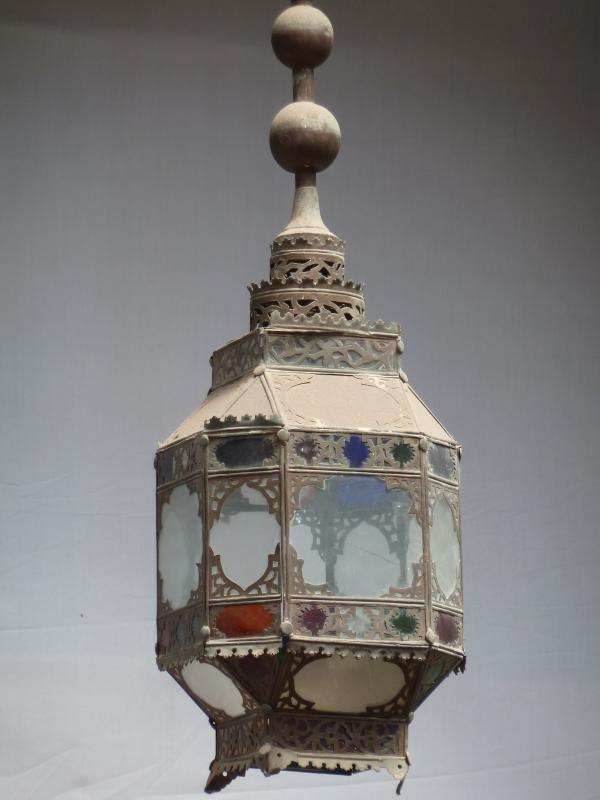
Lampadario artigianale in rame

### Cinema
Algeri fu al centro di una ricca produzione cinematografica fin dai primi decenni del XX secolo. Vi furono girati quaranta lungometraggi e un centinaio di cortometraggi durante il XX secolo, come Sarati il terribile (1923), Tarzan l'uomo scimmia (1932), Il bandito della Casbah (1937), Un'americana nella Casbah (1938), La tentatrice della Casbah (1952), La battaglia di Algeri (1966), Lo straniero (1967) e Z - L'orgia del potere (1969).
La differenza tra le produzioni locali e quelle coloniali non sta nella tecnica di produzione o nell'estetica dei film, ma nel posto occupato dagli algerini. In effetti il cinema francese, prima dell'indipendenza, era spesso caratterizzato dall'assenza dell'indigeno algerino. Nel 2012, il film El Gusto affronta l'eredità della musica classica maghrebina e della cultura della casba attraverso il ricongiungimento avvenuto dopo decenni di musicisti musulmani ed ebrei algerini separati dall'esodo seguente la guerra d'Algeria.

### Musica

#### Le compagnie musicali

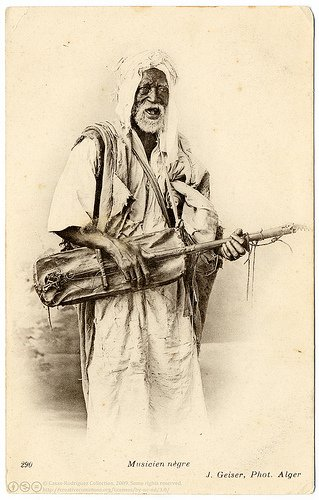
Gnawi di Algeri con il suo guembri (1906)

Nella casba di Algeri lo spirito di festa viveva quotidianamente attraverso manifestazioni di piazza di vari musicisti e acrobati, così come le compagnie di baba salem che vagavano e spesso animavano i vicoli all'avvicinarsi delle vacanze come il Mawlid. Molto popolari erano generalmente i gruppi costituiti da africani originari del Sahel: i gnawa, i quali generalmente indossano abiti sahariani di diversi colori, una collana di conchiglie e suonano strumenti come il guembri e le qraqeb. I baba salem sono diventati rari al giorno d'oggi, anche se si trovano ancora nelle strade di Algeri.
Altro tipo di compagnia folcloristica è la zornadjia, che si esibisce nei festeggiamenti. Prendono il nome dalla zurna e producono la loro musica con il tbel e col bendir. Le zornadjia si esibiscono in particolare nei matrimoni.

#### La musica arabo-andalousa e lo chaâbi
La musica chaâbi, nata ad Algeri, è stata influenzata dal repertorio musicale arabo-andaluso. Essa finì per affermarsi come simbolo della cultura popolare e urbana. Tradizione musicale tutt'oggi viva, ha attraversato i secoli riflettendo l'immaginario collettivo della città. Infatti questo genere musicale si basa in particolare sullo qçid, la poesia secolare.
Gli strumenti musicali di questo genere musicale comprendono la mandola, l'oud, il liuto orientale, il banjo, il violino, il tar e la derbouka.
Il genere chaâbi comparve all'inizio del XX secolo nelle componenti popolari della casba, provenienti perlopiù dalle zone rurali della Cabilia, e per questo è fortemente influenzato da accenti berberi ed è tradizionalmente cantato anche in berbero cabilo, oltre al suo repertorio in arabo maghrebino. Tra i maestri fondatori di questo genere si citano Mustapha Nador, Hadj El Anka e Cheikh El Hasnaoui. Lo chaâbi algerino divenne noto grazie alla celeberrima canzone Ya Rayah di Dahmane El Harrachi. I temi ricorrenti comprendono l'eco del patrimonio, la lamentela ancestrale, la nostalgia di casa ma anche i canti ancestrali delle feste e delle celebrazioni religiose. Questa musica era spesso suonata la sera, nei patio, specialmente durante il mese di Ramadan. Hadj El Anka fondò la prima classe per questa disciplina nel conservatorio di Algeri nel 1957.
Lo chaâbi rappresenta uno stile musicale condiviso sia dai musulmani che dagli ebrei di Algeri. Tra i più celebri cantanti giudeo-arabi originari della casba si cita Lili Boniche. Iniziative come quelli dell'orchestra El Gusto mirano a ricongiungere i cantanti ebrei e musulmani e rendere popolare questo patrimonio culturale della città sui palcoscenici internazionali.

#### Pittura

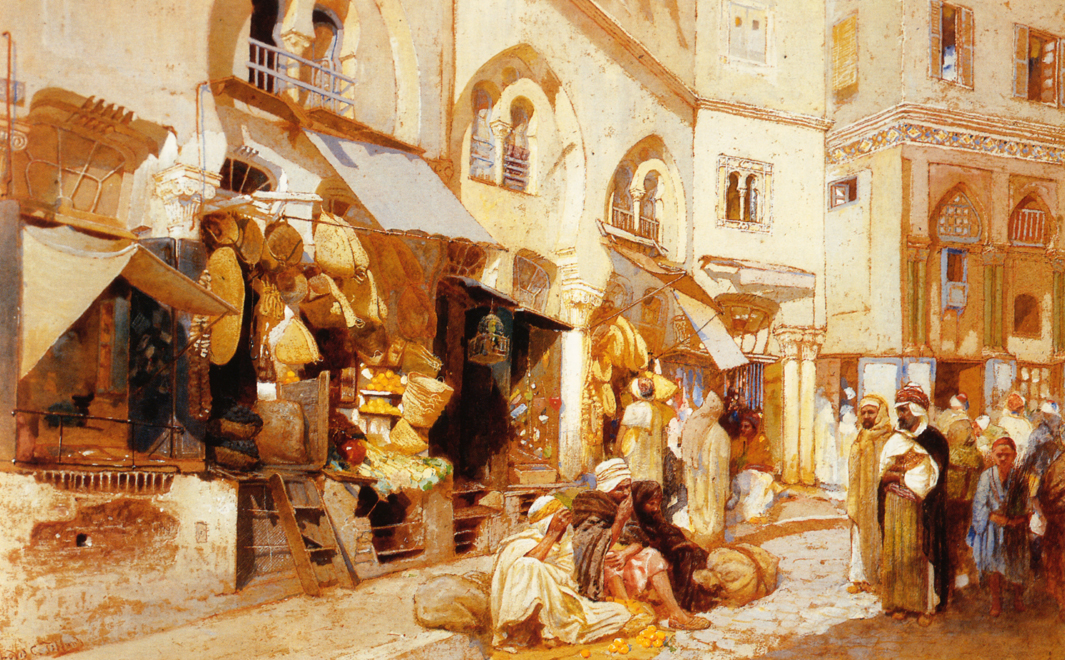
Algerian Shops di Louis Comfort Tiffany (1875)

Donne di Algeri nei loro appartamenti, olio su tela di Eugène Delacroix, 1834, esposto al museo del Louvre, Parigi

La casba di Algeri ha ispirato diversi pittori algerini e stranieri, in particolare attraverso la corrente dell'orientalismo, come il pittore Eugène Delacroix, permettendo loro di immergersi nella città araba. Uno dei pittori più famosi per le sue rappresentazioni della cittadella è Mohammed Racim, nativo della casba. Le sue opere illustrano l'antico periodo della città rappresentando la tradizione popolare della città; le opere di Racim sono in gran parte conservate al Museo Nazionale di Belle Arti di Algeri. Louis Comfort Tiffany, pittore statunitense, conobbe anche un periodo orientalista e visitò Algeri nel 1875. Tra il 1957 e il 1962, il pittore René Sintès rappresentò la casba. I suoi dipinti, in particolare Petit Matin, La Marine e Couvre-feu riflettono l'atmosfera e i disordini che scossero la città di Algeri durante la guerra d'Algeria.

### Le istituzioni culturali

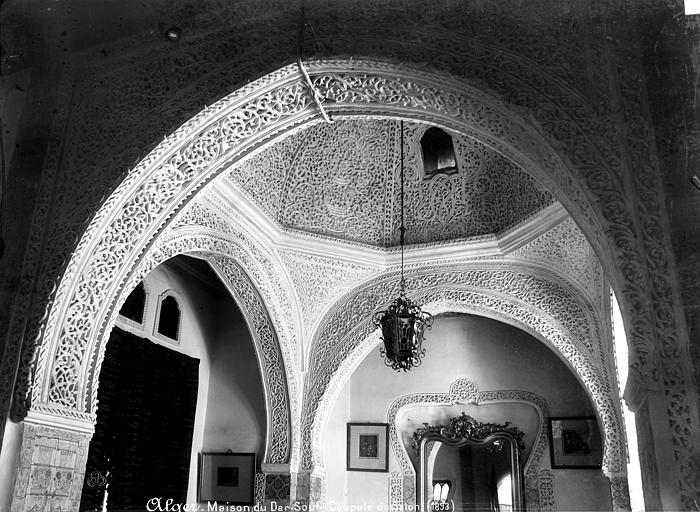
Interno della cupola di Dar Souf (1893), che condivise con Dar Mustapha Pacha il ruolo di Biblioteca nazionale delle antichità di Algeri dal 1863 al 1950

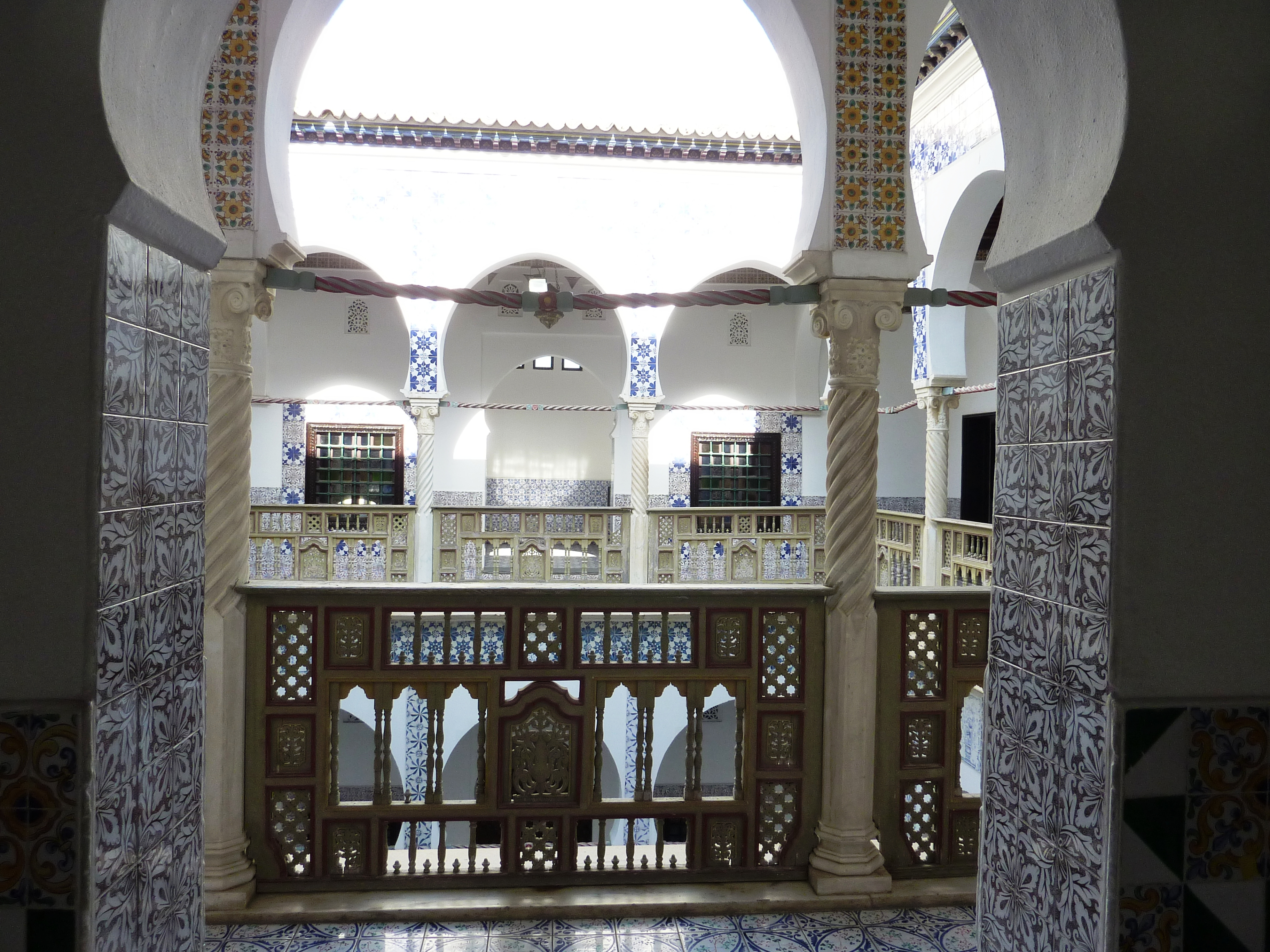
Palazzo del Raïs, sede del Centro delle arti e della cultura

La casba sopita dal XIX secolo istituzioni culturali come la Biblioteca nazionale delle antichità di Algeri, fondata nel 1863, contenente 30000 volumi e 2000 manoscritti arabi, turchi e persiani. 
Il palazzo di Dar Khdaoudj el Amia è anche sede di un'istituzione culturale. Sede del primo municipio di Algeri tra il 1833 e il 1839, gli fu assegnato dal governatore coloniale il ruolo di "servizio tecnico artigianale" e una mostra di arti popolari vi si stabilì permanentemente. Nel 1961 divenne Museo delle arti e delle tradizioni popolari, reso poi nel 1987 museo nazionale. Nel 1969, Algeri accolse la prima edizione del festival panafricano di Algeri. In questa occasione, la casba accolse vari artisti del continente o della diaspora africana, e anche movimenti rivoluzionari come le Pantere Nere. Il festival fu riprogrammato per il 2009, anno in cui venne anche onorata l'eredità della casba.
Il palazzo del Raïs, dopo il restauro del 1994, ospita il Centro delle arti e della cultura, dove vengono organizzate mostre temporanee, musei e spettacoli sulla terrazza con vista di una batteria di cannoni sul mare.
La casba offre anche alcuni laboratori e visite al festival culturale internazionale di promozione dell'architettura della terra, organizzato dal ministero della cultura algerino. Nel 2007, Algeri venne designata Capitale araba della cultura, occasione nella quale venne riattivata la questione del patrimonio e del suo restauro. Questo evento culturale vide l'inaugurazione del Museo algerino della miniatura e dell'illuminazione, installato nel palazzo di Dar Mustapha Pacha. Dar Aziza, palazzo situato nella parte bassa facente parte una volta del complesso del palazzo Djenina, è stato sede dell'Agenzia Nazionale di Archeologia, prima di diventare sede dell'ufficio di gestione e sfruttamento dei beni culturali protetti.

### Il patrimonio scritto

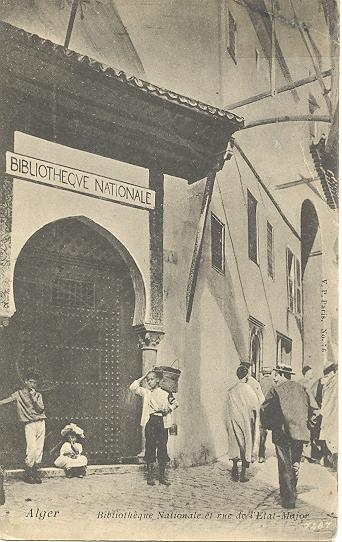
La vecchia sede della Biblioteca nazionale d'Algeria nella casba

La città di Algeri possiede un importante patrimonio scritto. Nel XIX secolo, la città comprendeva importanti collezioni di opere nelle moschee, nelle zawiya e tra proprietari privati. L'intero patrimonio letterario è stato interessato, come gli edifici, dalle trasformazioni e dalle demolizioni dell'epoca coloniale. Fu in questo periodo che nacquero le prime iniziative per preservare e catalogare questo patrimonio. Adrien Berbrugger fu all'origine della collezione conservata presso la biblioteca di Algeri, fondata nel 1836. I manoscritti sono locali e stranieri (provenienti dall'Egitto, da al-Andalus, dal Marocco, dalla Turchia ecc.) e trattano argomenti culturali e scientifici.
Nel 1872, 866 volumi erano catalogati in diverse biblioteche: quella della Grande moschea, di moschea el Djedid, di Sidi Ramdane e di Sidi Abd al-Rahman. La moschea el Jdid ospitava all'epoca 555 volumi, acquisiti grazie alle donazioni del dey di Algeri. Essendo i dey hanafiti, questo spiegherebbe l'importanza delle loro donazioni alla moschea el Jdid, di rito hanafita, in particolare rispetto alle donazioni fatte alla moschea el Kebir, di rito malikita. L'inventario del 1872 mostra che la Grande moschea sembra aver perso due terzi della sua collezione nel 1830. Altri inventari furono effettuati nel 1907 e nel 1911. Nel 1909 apparve il catalogo della Grande moschea di Algeri, redatto da Mohamed Bencheneb. La collezione di questa moschea comprende opere religiose, copie del Corano, ḥadīth, opere che trattano della vita del profeta, sul malikismo, sul hanafismo, teologia, morale e grammatica.
Altro tipo di patrimonio scritto è costituito dalle tachrifat della Reggenza di Algeri, registri e raccolte di dati amministrativi. Nel 1830, i registri rinvenuti nel palazzo del dey e presso i principali amministratori furono depositati negli archivi arabi delle tenute. Questi registri riguardano la riscossione delle tasse e l'amministrazione dei beni dei beylik e delle corporazioni religiose. Sono poi sparse varie informazioni, resoconti di fatti storici o avvenimenti notevoli, regolamenti vari, note sull'amministrazione, sui prigionieri europei e sui tributi pagati alla Reggenza da varie nazioni. Tutti questi documenti dell'amministrazione precoloniale, costituiscono gli archivi della vecchia Reggenza di Algeri e sono conservati negli archivi algerini la cui sede è situata fuori dalla cittadella. La Biblioteca nazionale d'Algeria, si trovava in vecchi palazzi prima di spostarsi, nel 1954, fuori dalla casba; tutte le collezioni sono conservate nell'attuale edificio vicino al giardino botanico di Hamma.

### L'acqua nella cultura
Il ruolo dell'acqua nella casba va contestualizzato nella sua dimensione storica. L'acqua e la sua distribuzione in città dipendono da diversi ambiti tra i quali l'architettura, ma anche dagli usi che ne vengono fatti. La qualità della vita legata all'acqua è un tema specifico per molte città del Mediterraneo. L'acqua, oltre a partecipare all'originalità urbana della città, contribuisce a costituire un patrimonio culturale immateriale.
La città di Algeri è sede di un ricco patrimonio idrico che ha permesso alla sua popolazione di avvicinarsi ai 100000 abitanti del XVII secolo e di farne uno dei principali centri del Mediterraneo. Uno dei primi elementi di questo patrimonio sono le sorgenti sacre: la fontana dei Geni o Seb'aa Aïoun ("le sette sorgenti") era una sorgente di acqua dolce oggi eliminata dalla ricostruzione del lungomare; questi zampilli d'acqua dolce in mare aperto conferivano loro un carattere mistico. Il jinn di questa fontana è, per i sub-sahariani, Baba Mûsa, soprannominato al-Bahari, lo spirito acquatico dell'acqua dolce del Niger. La fonte Aïn Sidi 'Ali az-Zwawi deve il suo nome al marabutto Ali az-Zwawi morto nel 1576 ed è menzionata da Diego de Haedo. L'acqua, alla quale gli abitanti attribuivano molte virtù, originariamente scorreva nel suo mausoleo situato fuori dalla porta di Bab Azoun, oggi distrutta. Tuttavia, la fonte scorre ancora in un negozio in rue Patrice Lumumba. Tra le fontane più famose si notano quelle legate a un marabutto, che conferisce loro una dimensione mistica come quella di Sidi AbdelKader, di Sidi Ali Ezzaoui, di Mhamed Cherif, di Mzaouqa, di Sidi Ramdane e di altri come Aïn Bir Chebana. A quella di Mhamed Cherif viene attribuito il potere di lenire ansie e preoccupazioni grazie a tre sorsi della sua acqua.
Anche le fontane sono considerate opere di pubblica generosità e come tali sono designate nella toponomastica algerina come sabil o, generalmente al plurale, sebala, termine che designa letteralmente un'opera caritatevole e disinteressata. Secondo Kameche-Ouzidane, questo termine è di origine coranica, e significa letteralmente "via, strada, percorso", e sarebbe all'origine dell'espressione fi sabil Allah, traducendo l'idea di un'azione disinteressata e generosa. Gradualmente l'espressione designò nel corso dei secoli le fontane e i bacini d'acqua potabile pubblici sviluppati dalla generosità di una persona. Questo tipo di donazione aiutava a perpetuare il nome del donatore e ad assicurare la sua salvezza in quello che è considerato un "mondo deperibile". Molte incisioni sulle fontane riflettono l'utilità dell'acqua e l'importanza delle fontane come utilità pubblica. Questa utilità è tanto maggiore poiché inizialmente le fontane erano, insieme alle sorgenti, una meta obbligatoria per procurarsi l'acqua, e che non potevano in nessun caso essere private; ai donatori, come agli abitanti dei palazzi, era proibito costruire tali fontane nelle loro case. Altra forma di approvvigionamento idrico proveniva dai tanti pozzi (circa 2000 pozzi censiti per 3000 abitazioni all'inizio del periodo coloniale), e altrettante cisterne, poste nei sotterranei, che consentivano il recupero dell'acqua piovana dalle terrazze.
La fontana conosciuta come Cale aux Vins, ora incastonata in un muro del Museo nazionale delle antichità e delle arti islamiche ha un'epigrafe del 1235, molto espressiva, riguardante l'utilità dell'acqua pubblica e il ruolo del benefattore Hüseyin Pascià come evidenziato dalla traduzione in lingua francese di Gabriel Colin:
(Traduzione in lingua francese di Gabriel Colin)
Tuttavia, delle 150 fontane che erano in funzione nella medina, solo una decina rimangono funzionanti. Chiamate aïn ("fontana") o bir ("pozzo"), esse denotano un certo piacere di vivere la città attraverso i suoi spazi pubblici. Così la Aïn al-Ahjajel ("fontana delle vedove"), aveva la reputazione di avere il potere di trovare marito alle vedove. Queste fontane sono parte integrante della medina e rimangono, anche se prosciugate, luoghi della memoria, in particolare nei loro nomi e nel loro ruolo nella toponomastica del centro storico.

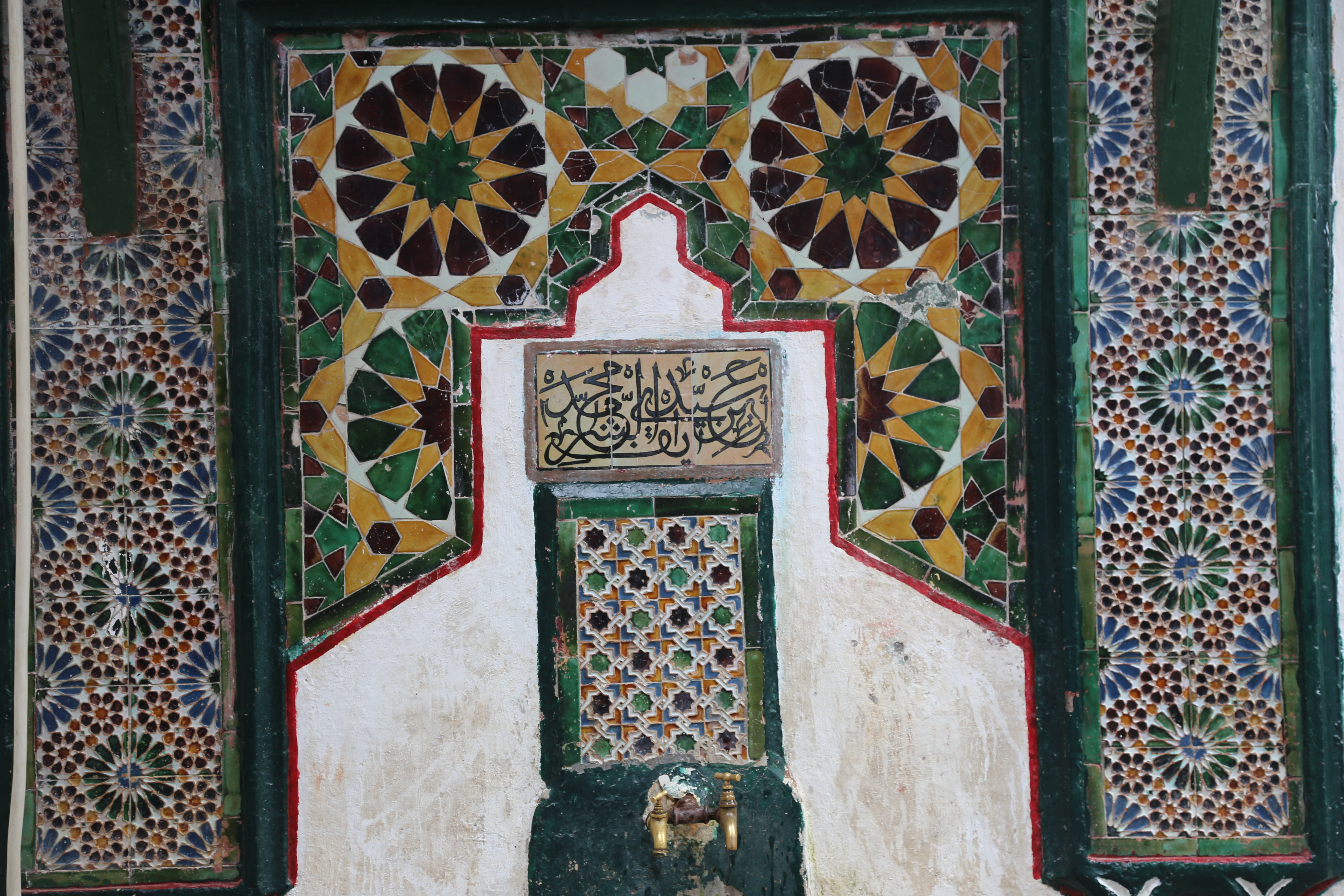
Aïn Sidi Mhamed Cherif
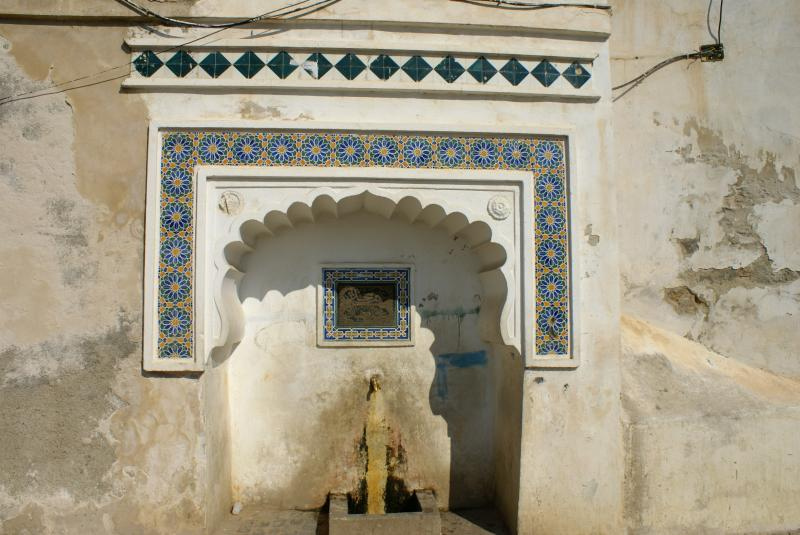
Aïn Sidi Ramdane
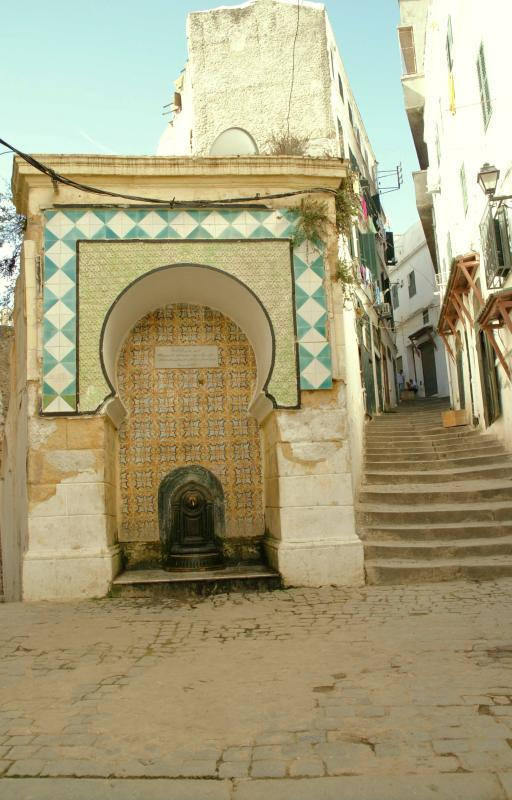
Aïn Bir Chebana
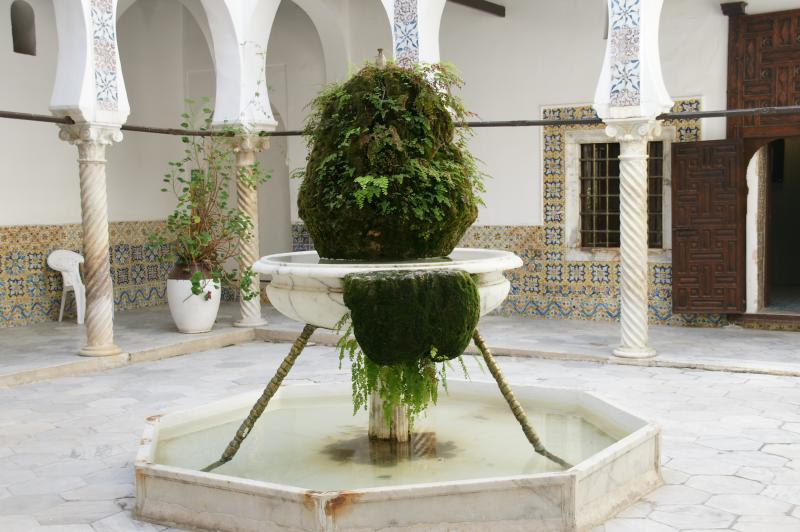
Fontana nel patio di Dar Mustapha Pacha

### Tradizione orale
La cultura orale è importante nell'ambito della tradizione maghrebina, in particolare nel caso di Algeri si cita la boqala. La boqala, nella sua forma classica, è una breve poesia di quattro o cinque versi, recitata o talvolta improvvisata. Questi poemi, trasmessi perlopiù oralmente, costituiscono un importante patrimonio culturale. Questo gioco di poesie oscilla tra l'intrattenimento e la divinazione. In quest'ultimo caso, a volte è accompagnato da un rito magico-religioso, tipico non solo della città di Algeri ma anche di tutte le altre città della costa algerina e del suo retroterra (Blida, Béjaïa, Médéa, Miliana, Cherchell ecc.). Il contenuto della boqala costituisce spesso un enigma, o a volte un'espressione di saggezza soggetta a interpretazione. Queste sessioni sono tradizionalmente organizzate dalle donne, ma tradizionalmente anche gli uomini possono prenderne parte. Le riunioni si tengono spesso intorno a un tavolo, posto sulle terrazze o nei patio.
Le sessioni si tengono generalmente di notte, alla vigilia di giorni importanti o in determinati giorni della settimana, il mercoledì, il venerdì e la domenica. Queste sessioni sono molto frequenti durante il Ramadan. La parola boqala deriva dal termine arabo per indicare una brocca di terracotta che contiene acqua, posta su un braciere e attorno alla quale possono svolgersi vari rituali, ed è usata per profumare l'acqua con incenso o essenze varie, ma anche per scacciare il malocchio e i jinn.
Le sessioni iniziano con un'invocazione: «Fâl ya fâlfal djibli khbâr man koul blad». La lingua usata nella boqala è l'arabo maghrebino. Sebbene non si conosca l'origine di questa pratica, essa è caratterizzata da una struttura letteraria vicina alla lingua scritta, da una purezza di stile, un ritmo e dei suoni che le conferiscono la sua popolarità. Si può notare una somiglianza con l'antica poesia arabo-andalusa e i hawzi, i canti popolari di Tlemcen. Questa tradizione è ancora oggi una pratica abbastanza diffusa perché la sua diversità tematica gli consente di attrarre l'interesse di diversi ascoltatori e quindi di essere abbastanza consensuale a seconda delle circostanze. Inoltre, permette di colpire l'immaginazione del pubblico e di colmare un certo desiderio di evasione di quest'ultimo.

### Libri

#### Storia
- (FR) Pierre Montagnon, La conquête de l'Algérie 1830-1871, Parigi, Pygmalion, 1997, ISBN 978-2-85704-204-4.
- (FR) Nadir Assari, Alger des origines à la régence turque, Algeri, Alpha, 2007, ISBN 978-9961-780-15-2.
- (FR) Boualem Bourouiba, Les syndicalistes algériens : leur combat de l'éveil à la libération, Parigi/Montréal, L'Harmattan, 1998, ISBN 2-7384-6880-2.
- (FR) Pierre Montagnon, Histoire de l'Algérie Des origines à nos jours, Parigi, Flammarion, 2012, ISBN 978-2-85704-204-4.
- (FR) Abou Obeïd El Bekri, Abou Obeïd El Bekri, Description de l'Afrique septentrionale traduit de l'arabe par William Mac Guckin de Slane, Parigi, Librairie d'Amérique et d'Orient, Jean Maisonneuve, 1965.
- (FR) Vincent Lagardère, Les Almoravides jusqu'au règne de Yūsuf B. Tāšfīn (1039-1106), Parigi, L'Harmattan, 1989.
- (FR) Ahmed Koulakssis e Gilbert Meynier, L’émir Khaled : premier zaʼîm ? : identité algérienne et colonialisme français, Parigi, L'Harmattan, 1987, ISBN 2-85802-859-1.
- (FR) Lemnouar Merouche, Recherches sur l'Algérie à l'époque ottomane, Parigi, Bouchene, 2007, ISBN 978-2-912946-95-9.
- (FR) Gilbert Meynier, L’Algérie, cœur du Maghreb antique : de l'ouverture islamo-arabe au repli (698-1518), Parigi, La Découverte, 2010, ISBN 978-2-7071-5231-2, bnf:42226517 .
- (FR) Abderrahmane Bouchène, Jean-Pierre Peyroulou, Ouanassa Siari Tengour e Sylvie Thénault, Histoire de l'Algérie à la période coloniale, 1830-1962, Parigi, La Découverte, 2012, ISBN 978-2-7071-8231-9.
- (FR) Leïla Ould Cadi Montebourg, Alger, une cité turque au temps de l’esclavage : À travers le Journal d’Alger du père Ximénez, 1718-1720, Montpellier, Presses universitaires de la Méditerranée, 2006, ISBN 978-2-36781-083-6.
- (FR) Catherine Belvaude, L'Algérie, Montpellier, Karthala, 1991, ISBN 978-2-86537-288-1.
- (FR) Jean Delmas, La bataille d'Alger, Larousse, 2007, ISBN 978-2-03-585477-3.
- (FR) Sakina Missoum, Alger à l'époque ottomane la médina et la maison traditionnelle, Edisud, 2003, ISBN 978-2-7449-0307-6.
- (FR) Louis Leschi, Comptes rendus des séances de l'année, Éditions Klincksieck, 1941.

#### Patrimonio urbano
- (FR) Albert Devoulx, Tachrifat recueil de notes historiques sur l'administration de l'ancienne régence d'Alger, Hachette, 2012  [1852], ISBN 978-2-01-262742-0.
- (FR) Nabila Oulebsir, Les usages du patrimoine, monuments, musées et politique coloniale en Algérie, 1830-1930, Parigi, Les éditions de la MSH, 2004, ISBN 2-7351-1006-0.
- (FR) Jean-Louis Cohen, Nabila Oulebsir, Youcef Kanoun e Dominique Delaunay, Alger paysage urbain et architectures, 1800-2000, a cura di Les éditions de l'imprimeur, Besançon, 2003, ISBN 2-910735-83-4.
- (FR) Saïd Almi, Urbanisme et colonisation présence française en Algérie, Sprimont, Éditions Mardaga, 2002, ISBN 2-87009-812-X.
- (FR) Bougherira-Hadji Quenza, Typologies modernes versus typologies traditionnelles dans les médinas algériennes (PDF), in Rehabimed : Architecture Traditionnelle Méditerranéenne, Barcellona, Collegi d’Aparelladors i Arquitectes Tècnics de Barcelona pour Rehabimed, 2007, ISBN 84-87104-74-6.
- (FR) Adrian Atkinson, Stratégies pour un développement durable local renouvellement urbain et processus de transformations informelles, Berlino, Univerlagtuberlin, 2008, ISBN 978-3-7983-2086-4.
- (FR) Nassima Dris, Habiter le patrimoine : monde en marge et identité urbaine : La Casbah d’Alger ou le refuge des exclus, in Habiter le patrimoine : Enjeux, approches, vécu, Rennes, Presses universitaires de Rennes, 2005, ISBN 978-2-7535-2675-4.
- (FR) Mohamed Bencheneb, Catalogue des Manuscrits arabes de la Grande Mosquée d'Alger, Algeri, Jourdan, 1909.

#### Arte
- (FR) Marion Vidal-Bué, L'Algérie des peintres 1830-1960, Algeri/Parigi, Paris-Méditerranée, 2003, ISBN 2-84272-143-8.
- (FR) Farida Rahmani e Mounir Bouchenaki, La Casbah d'Alger un art de vivre des Algériennes, Parigi/Algeri, Paris-Méditerranée, 2003, ISBN 2-84272-174-8.
- (FR) Mohammed Habib Samrakandi e Hamid Tibouchi, Conte, conteurs et néo-conteurs usages et pratiques du conte et de l'oralité entre les deux rives de la Méditerranée, Parigi, Presses Universitaires du Mirail, 2003, ISBN 2-85816-692-7.
- (FR) Paul Eudel, L'orfèvrerie algérienne et tunisienne Essai d'Art, Parigi, Primento, 2015, ISBN 978-2-335-05040-0.
- (FR) Manda Tchebwa, L'Afrique en musiques, Montpellier, L'Harmattan, 2012, ISBN 978-2-296-96409-9.
- (FR) Agence nationale d'édition et de publicité, L'artisanat algériené, Algeri, Anep, 1997.
- (FR) Kaddour M'Hamsadji, Jeu de la boûqâla ontribution à une meilleure connaissance de ce divertissement éducatif et populaire, Algeri, Office des publications universitaires, 1989, ISBN 978-9961-0-0578-1.

#### Temi generali
- (FR) André Ravéreau, Casbah d'Alger, et le site créa la ville, Parigi, Actes Sud, 2007, ISBN 978-2-7427-6513-3.
- (FR) Amine Lebane, Guide de la Casbah d'El-Djazaïr, Algeri, Éditions Guidmania, 2009.
- (FR) Salah Guemriche, Alger la Blanche biographies d'une ville, Parigi, EDI8, 2012, ISBN 978-2-262-04039-0.
- (FR) Achour Cheurfi, Dictionnaire Encyclopédique de l'Algérie, Algeri, ANEP, 2006, ISBN 978-9947-21-319-3.
- (FR) Gabriel Esquer, Alger et sa région, Parigi, Arthaud, 1957.
- (FR) Alain Vircondelet, Alger, ombres et lumières Une biographie, Parigi, Flammarion, 2014, ISBN 978-2-08-133834-0.
- (FR) Nassima Dris, La ville mouvementée. Espace public, centralité, mémoire urbaine à Alger, Algeri, Anep, 2002, ISBN 978-2-7475-1812-3.
- (FR) Kaddour M'Hamsadji, Casbah d'Alger, autrefois, Office des publications universitaires, 2007, ISBN 978-9961-0-1057-0.

### Pubblicazioni

#### Storia
- (FR) Gabriel Camps, Marcel Leglay, Lucien Golvin, Robert Mantran e Pierre Boyer, Alger, in Encyclopédie berbère, vol. 4, 2012, ISSN 2262-7197 (WC · ACNP).
- (FR) Samia Chergui, Les morisques et l'effort de construction d'Alger aux xviie et xviiie siècles, in Cahiers de la Méditerranée, n. 79, 2009.
- (FR) Isabelle Grangaud, À propos des archives de l’Algérie ottomane : notes sur le rapport entre conditions de production et nature et usages des sources historiques, in Ateliers du LESC, 2008, ISSN 1245-1436 (WC · ACNP).
- (FR) Nedjma Abdelfettah Lalmi, Du mythe de l’isolat kabyle, in Cahiers d’études africaines, n. 175, 2004.
- (FR) Miriam Hoexter, Taxation des corporations professionnelles d'Alger à l'époque turque, in Revue de l'Occident musulman et de la Méditerranée, vol. 36, n. 36, 1983, ISSN 2105-2271 (WC · ACNP).
- (FR) Jean-Paul Mari, Algérie : la Casbah des désespérés (PDF), Extrait du Grands Reporters, 1992. URL consultato il 10 settembre 2020 (archiviato dall'url originale il 3 marzo 2016).

#### Patrimonio urbano
- (FR) Abdelkader Lakjaa, Lesbet, Djafar.- La Casbah d’Alger : gestion urbaine et vide social, in Insaniyat / إنسانيات, vol. 5, 1998,  pp. 134-138, ISSN 2335-1578 (WC · ACNP).
- (FR) Ammara Bekkouche, Alger dans tous ses éclats, in Jeune Afrique, vol. 5, n. 2622, 10 aprile 2011, ISSN 1950-1285 (WC · ACNP).
- (FR) Amina Abdessemed-Foufa, Le manuel de réhabilitation comme outil de conservation dans le cadre du plan permanent de sauvegarde de la Casbah d'Alger (PDF), su rehabimed.net, RehabiMed, 2011.
- (FR) Dalila Kameche-Ouzidane, Alger et ses espaces publics. Quelle place pour l’eau dans l’ambiance de la Casbah et la ville ?, in L’ambiance comme enjeu de l’espace public méditerranéen contemporain (Conférence internationale de Tunis, 24-25-26 février 2014), 2014.
- (FR) Dalila Kameche-Ouzidane, Les aqueducs à souterazi de la Régence d’Alger[collegamento interrotto], 2013.
- (FR) Tsouria Kassab, Réécriture des espaces, entre discours idéologiques et pratiques : La Casbah d’Alger (PDF), 2010. URL consultato il 10 settembre 2020 (archiviato dall'url originale il 3 marzo 2016).
- (FR) Madani Safar-Zitoun, Alger ou la recomposition d'une métropole, in La pensée de midi, vol. 1, n. 4, 2001, ISSN 1621-5338 (WC · ACNP).
- (FR) Madani Safar-Zitoun, Alger d’aujourd’hui : une ville à la recherche de ses marques sociales, in Insaniyat, 2009,  pp. 44-45, ISSN 2335-1578 (WC · ACNP).
- (FR) Zineddine Sekfali, Histoire et architecture à Alger — Que peut-on encore sauver ? (PDF), in Revue Tourisme Magazine, 2007.
- (FR) Sid Ahmed Baghli, La préservation du patrimoine : l’exemple du palais du dey d’El Djazaïr, in Comptes rendus des séances de l'Académie des Inscriptions et Belles-Lettres, vol. 150, n. 1, 2006, DOI:10.3406/crai.2006.86970, ISSN 1969-6663 (WC · ACNP).
- (FR) Mustapha Jaouhari, Abdelhamid Arab : Manuscrits et bibliothèques musulmanes en Algérie, in IFAO 2011 Bulletin critique des Annales islamologiques, 2009.
- (FR) François Souq e Kemal Stiti, Fouilles récentes à Alger, in Les nouvelles de l'archéologie, n. 124, 2011, ISSN 0242-7702 (WC · ACNP).

#### Arte
- (FR) Paul Balta, Alger, capitale de la culture arabe 2007, in Confluences Méditerranée, vol. 2, n. 65, 2008, ISSN 1148-2664 (WC · ACNP).
- (FR) Lucien Golvin, Le legs des Ottomans dans le domaine artistique en Afrique du Nord, in Revue de l'Occident musulman et de la Méditerranée, vol. 39, 1985, ISSN 2105-2271 (WC · ACNP).
- (FR) M. Gast, Coffre, in Encyclopédie berbère, Chèvre – Columnatien, 1º marzo 1994, ISSN 2262-7197 (WC · ACNP).
- (FR) Daïkha Dridi, La petite musique du voyage au bout de la nuit, in La pensée de midi, vol. 1, n. 1, 2001, ISSN 1621-5338 (WC · ACNP).
- (FR) François Bensignor, Algérie andalouse : Lili Boniche et El Gusto, in Hommes et migrations, vol. 1, n. 1, 2012, ISSN 2262-3353 (WC · ACNP).

#### Temi generali
- (FR) Ammara Bekkouche, Ravereau, André. - La Casbah d’Alger, et le site créa la ville. - Préface de Mostéfa Lacheraf, vol. 5, Insaniyat / إنسانيات, 1998, ISSN 2335-1578 (WC · ACNP).
- (FR) Lilia Makhloufi, Les ambiances dans les vieilles villes algériennes : entre cultures, identités et héritages sensoriels, in Ambiances in action / Ambiances en acte(s) - International Congress on Ambiances, Montreal 2012, settembre 2012, ISSN 1969-6663 (WC · ACNP).
- (FR) Francesco Giovanetti, De la Casbah d'Alger, in Environmental Design: Journal of the Islamic Environmental Design Research Centre 1-2, 1992, ISSN 0393-5183 (WC · ACNP). URL consultato il 10 settembre 2020 (archiviato dall'url originale il 3 marzo 2016).